# Guerre d'indépendance de l'Argentine

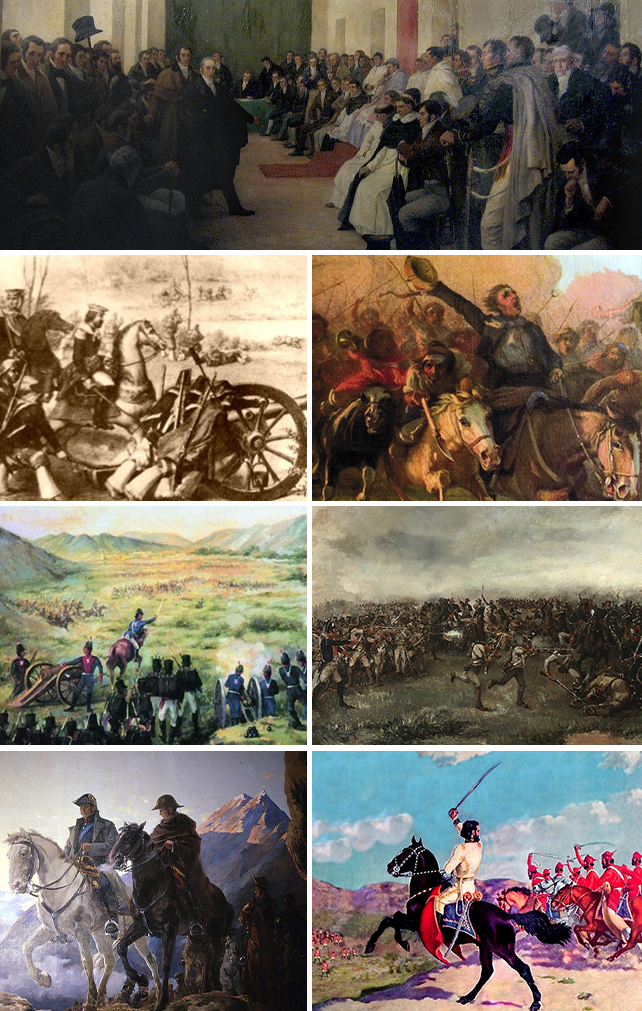
Peinture murale des événements survenus pendant la guerre

La guerre d’indépendance de l’Argentine, aussi appelée guerre des Provinces-Unies du Río de la Plata est l’ensemble des batailles et campagnes militaires qui, dans le cadre des guerres d’indépendance hispano-américaines, eurent lieu en Amérique du Sud et auxquelles prirent part des forces militaires des Provinces unies du Río de la Plata, État qui succéda à la vice-royauté du Río de la Plata et fut le prédécesseur de la république d’Argentine.
La guerre dura quinze ans et s'acheva par la victoire des indépendantistes qui, tout en parvenant à consolider l’indépendance de l’Argentine, avaient en même temps apporté leur concours à celle d’autres pays d’Amérique du Sud.
Les adversaires en présence sont qualifiés de patriotes (en esp. patriotas) ou de royalistes (realistas), le conflit opposant les partisans de l’indépendance de leur patrie et de la création de nouveaux États américains, et ceux qui au contraire tenaient à ce que les territoires concernés (provinces, capitaineries ou vice-royautés) demeurent sous l’autorité de la monarchie espagnole du roi Ferdinand VII,.
Seuls certains de ces affrontements eurent lieu sur le territoire de l'actuelle Argentine, la plupart se déroulant dans les territoires de l’ancienne Vice-royauté du Río de la Plata qui allaient à l’issue de la guerre rester en dehors des Provinces Unies, ou dans d’autres régions d'Amérique du Sud qui n’avaient jamais fait partie de cette vice-royauté, tels que le Chili, le Pérou et l’Équateur ; toutefois, les troupes ne luttant pas seulement pour la maîtrise de ces territoires mêmes, mais aussi en vue d’établir la souveraineté nationale sur le territoire ayant appartenu à la Vice-royauté du Río de la Plata, ces opérations militaires font partie de la guerre d'indépendance. Il y eut par ailleurs des combats en mer, dans quelques cas même dans des eaux très éloignées du continent américain.
La guerre se déroula sur trois fronts principaux :
- le front oriental ou du Litoral (ce mot étant, dans sa graphie espagnole, à prendre au sens de rivage des grands fleuves), s’échelonnant sur les fleuves et rivières du bassin de la Plata, et incluant les campagnes au Paraguay, dans la bande Orientale (grosso modo équivalent à l’actuel Uruguay) et dans la Mésopotamie argentine, ainsi que les combats navals sur le río de la Plata et ses affluents ;
- le front nord, comprenant les combats dans les provinces du Haut-Pérou et dans l’intendance de Salta del Tucumán ;
- le front des Andes, englobant l’ensemble des actions offensives contre les positions royalistes au Chili, au Pérou et dans l’ancienne Présidence de Quito (grosso modo l’actuel Équateur).

## Antécédents
La Vice-royauté du Río de la Plata, appartenant à l’Empire espagnol, fut constituée en 1776 à partir de territoires qui avaient fait partie auparavant de la Vice-royauté du Pérou et qui peu après furent réorganisés en huit intendances : La Paz, Cochabamba, Chuquisaca (ou Charcas, l'actuelle Sucre), Potosí, Salta del Tucumán, Córdoba del Tucumán, Paraguay et Buenos Aires, et en quatre gobernaciones ou gouvernements politiques et militaires : Moxos, Chiquitos, Misiones et Montevideo ; la capitale de la vice-royauté était la ville de Buenos Aires.
Abstraction faite de la conquête portugaise des Misiones Orientales en 1801, qui ne suscita de la part de l’Espagne qu’une réplique militaire limitée et insuffisante, le territoire connut la paix intérieure et extérieure jusqu’à 1806. Cette année-là, ainsi que la suivante, se produisirent les offensives dites invasions britanniques, lors desquelles des troupes britanniques réussirent à occuper brièvement Buenos Aires, Montevideo et d’autres places de la bande Orientale. Sous l'impulsion de Jacques de Liniers, officier français au service de la couronne espagnole, elles en furent chassées grâce à l'appui de la population locale, qui s'était organisée en milices de patriotes. Celles-ci atteignaient un total de 7 253 hommes en octobre 1806, et quoique leurs effectifs augmentassent encore légèrement avant la seconde invasion anglaise (1807), elles devaient ensuite fortement diminuer une fois écartée la menace britannique.
Le contact soudain avec les conflits politiques européens, l’influence idéologique des Lumières, et l’exemple de la Révolution française et de la Déclaration d’indépendance des États-Unis suscitèrent une activité politique inusitée et croissante dans les années qui suivirent les invasions britanniques. L’absence de réponse de la part de la métropole espagnole aux demandes d’aide de sa colonie et l'expulsion réussie des puissants envahisseurs sans aide extérieure firent acquérir à la population locale, en particulier à celle de Buenos Aires, un haut degré de conscience politique. Dans le même temps, l'absence de réaction positive de la part de la métropole aux demandes de plus en plus pressantes d’autonomie économique porta la bourgeoisie d’affaires de Buenos Aires à rejoindre les différents groupes attachés à changer de façon substantielle la relation avec l’Espagne, et à vouloir s’octroyer notamment le pouvoir de décision économique,.
Dans ce contexte d’une conscience de soi politique et sociale renforcée, la nouvelle de l’invasion de l’Espagne par les troupes françaises et du détrônement du roi Ferdinand VII eurent pour effet d’exacerber encore les conflits internes dans le Río de la Plata. Plusieurs expérimentations politiques, telles que le charlottisme,, si elles parvinrent certes à susciter des adhésions, ne furent cependant jamais en mesure de vaincre la fidélité de la population à l’Espagne et la méfiance envers toute idée d’hégémonie portugaise. Tandis que dans la métropole se déroulait la guerre d’indépendance espagnole, la vice-royauté restait fidèle à l’autorité de la dénommée Junte suprême centrale, laquelle, ayant regroupé les différentes juntes de gouvernement surgies dans la Péninsule, gouvernait l’Espagne au nom du roi Ferdinand déchu, maintenu prisonnier en France.
Sur le modèle de l’insurrection en Espagne et de son mode d’organisation, d’éphémères tentatives d’instauration d’un gouvernement autonome sous forme de comités exécutifs (juntas) eurent lieu à Montevideo, à Chuquisaca (ancien nom de la ville de Sucre) et à La Paz. La première dura neuf mois, avant de s’éteindre sans résistance à la fin de 1809, la deuxième fut dissoute sans effusion de sang, cependant que la révolution de La Paz était durement réprimée par une expédition militaire dépêchée depuis le Pérou. En dehors du Río de la Plata, il y eut aussi une junte de gouvernement à Quito, qui fut éliminée sans combat.
À Buenos Aires, le coup de force tenté le 1er janvier 1809 par Martín de Álzaga, coup de force appelé en espagnol Asonada de Álzaga, fut écrasée militairement le jour même, et entraîna la dissolution de plusieurs corps de miliciens d’origine espagnole qui s’étaient engagés dans cette insurrection et, partant, permit le renforcement des forces criollas. Par la suite, le nouveau vice-roi du Río de la Plata, Baltasar Hidalgo de Cisneros, réorganisa les corps militaires urbains de Buenos Aires, en modifiant leur distribution.
Dans les premiers mois de 1810, quelques groupes s’étaient formés qui conspiraient chacun séparément pour destituer le vice-roi et se doter de quelque forme de gouvernement autonome. À la mi-mai, la nouvelle que l’Espagne était tombée quasi tout entière aux mains des troupes de Napoléon Bonaparte et que la Junte suprême centrale, qui gouvernait l’Espagne durant l’invasion française, avait été dissoute, eut pour effet de catalyser les discussions politiques et fit éclater la révolution de Mai à Buenos Aires.

## La Première Junte et la Grande Junte

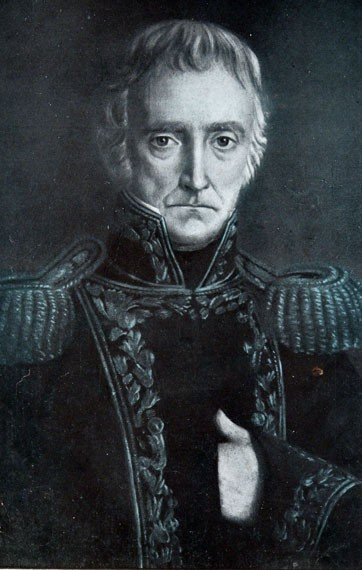
Cornelio Saavedra, président de la Première Junte.

La révolution de Mai déboucha, le 25 mai 1810, sur l’instauration d’un premier exécutif autonome, dit Première Junte de Gouvernement, lequel était présidé par un criollo, Cornelio Saavedra, et revendiquait, à titre de successeur légitime du vice-roi, l’autorité sur l’ensemble de la Vice-royauté du Río de la Plata.
Le 27 mai, la Junte envoya aux principales villes de la vice-royauté une circulaire afin de porter à leur connaissance les événements survenus, de leur demander de faire allégeance au nouveau pouvoir, et de les solliciter d’envoyer à la capitale un député pour chaque ville et commune.
Nonobstant que la Junte sût, peu après qu’elle eut été constituée, que l’autorité avait été assumée en Espagne par un Conseil de Régence, elle continua néanmoins à exiger allégeance à son autorité, et récusa celle du Conseil, au motif que celui-ci avait été élu sans l'assentiment des populations américaines. La constitution espagnole de 1812, sanctionnée par les Cortes Generales del Reino réunies en 1812, laquelle constitution prévoyait pour les territoires américains une représentation restant nettement en deçà de ce qui leur revenait de par leurs effectifs de population, ne fut pas de nature à lever le refus des nouvelles autorités locales de reconnaître toute puissance qui leur fût supérieure,.
Au cours de cette première phase, l’Espagne était tombée quasi intégralement aux mains des troupes napoléoniennes, et l’éventualité que la Régence pût, au moyen d’une expédition militaire, se porter efficacement au secours des royalistes en Amérique n’était pas même envisagée par le gouvernement révolutionnaire.
De la même façon que la Première Junte entendait étendre son autorité à l’ensemble de la vice-royauté et s'appliquait à diffuser la révolution dans toute l’Amérique espagnole, la Grande Junte, qui lui succéda et qui connut plusieurs phases – caractérisées chacune par l'influence respective plus ou moins importante de la faction dirigée par Cornelio Saavedra d’une part ou du groupe des partisans de Mariano Moreno d’autre part –, fit siennes à son tour cette politique et cette attitude militaire expansionniste du gouvernement précédent, notamment en décidant d’élargir fortement l’exécutif par l’intégration en son sein de députés de chacune des provinces intérieures.
Vers la mi 1811, après que furent connues toute l'ampleur et toute la portée de la défaite totale subie par ses troupes dans le Haut-Pérou, la Junte adopta une attitude plus prudente. Mais elle ne survécut pas à cette repositionnement politique : en septembre 1811, la Junte fut supplantée par le Premier triumvirat, lequel, au motif d’augmenter l’efficacité de gouvernement, s’appliqua à concentrer le pouvoir exécutif en un nombre très restreint de personnes et à ajuster ses décisions sur les intérêts de Buenos Aires.

### Création de l’armée argentine
La guerre d’indépendance fut déclenchée dès le 25 mai 1810, c'est-à-dire le jour même où triompha la révolution de Mai : le même document en effet qui prévoyait la formation de la Première Junte de gouvernement, réclamait également l’envoi d’une armée dans les terres intérieures de la désormais abolie Vice-royauté du Río de la Plata. Cette exigence fut insérée dans l’acte d’instauration de la Junte, en ces termes :
« (...) la Junte sitôt installée, il y aura lieu de mettre sur pied dans un délai de 15 jours un corps expéditionnaire de 500 hommes pour porter secours aux provinces intérieures du royaume, lequel corps expéditionnaire devra se mettre en mouvement dans les plus brefs délais... »
Deux jours après, la Junte, par la voie de la même circulaire qu’elle adressa aux provinces pour exiger la reconnaissance de son autorité et solliciter l'envoi de députés à Buenos Aires, déclara qu’elle enverrait « un corps expéditionnaire de 500 hommes vers l’intérieur pour apporter une aide militaire afin de faire respecter l’ordre, au cas où il y aurait sujet de craindre que sans elle les élections des députés ne puissent se tenir de façon libre et honnête. »
En conséquence, elle ordonna, le 29 mai, une réorganisation générale des forces armées de la capitale : les bataillons furent convertis en régiments avec 1 116 hommes chacun et il fut décidé de procéder à une levée rigoureuse des vagabonds et désœuvrés entre 18 et 40 ans pour combler les places vacantes.
Les différents corps d’armée qu’eurent à leur disposition les gouvernements rioplatenses dérivaient des milices urbaines de Buenos Aires. En mai 1810, à la suite des réformes de Cisneros, l’appareil militaire de la vice-royauté dans la ville de Buenos Aires était constitué de 7 bataillons d’infanterie : les bataillons no 1 et 2 de Patriciens, le bataillon des Arribeños (comprenant des volontaires des provinces de l’intérieur), le tercio de Montañeses (composé des volontaires originaires de Cantabrie), le tercio de Andaluces (volontaires d’origine andalouse), les grenadiers de Terrada (volontaires placés sous le commandement du capitaine Terrada) et le bataillon de Castas ; enfin, le corps d’artillerie volante et les hussards de Pueyrredón.
Il existait en outre plusieurs corps de vétérans, dont les effectifs s’élevaient à près d’un millier d’hommes, et qui comprenaient le Régiment fixe de Buenos Aires (Regimiento Fijo de Buenos Aires), le régiment de Dragons de Buenos Aires et les Blandengues de la Frontera. À l’exception de ces derniers, qui recrutaient principalement auprès de criollos, tous ces corps de vétérans allaient être démantelés cette même année.
Les effectifs s’élevaient au total à 4 145 hommes : 3 128 d’infanterie, 555 de cavalerie et 462 d’artillerie. Avant la fin de l’année leur fut adjoint un nouveau régiment, le régiment América ou de l’Étoile (de la Estrella), fondé par Domingo French.
À ces forces, il convient d’ajouter un certain nombre d’autres qui ne firent jamais partie – en tant que telles – des forces armées des Provinces unies du Río de la Plata, comme les unités stationnées à Montevideo, divers corps de défense de la frontière indigène, et les 500 hommes qui en octobre 1809 s’étaient mobilisées pour étrangler les revoltes de Chuquisaca et de La Paz, sous le commandement de Vicente Nieto. Dans les années suivantes, ces troupes devaient pour la plupart combattre dans les rangs des royalistes,.
Si nombreuses fussent-elles, ces troupes n’avaient guère d’autre expérience du feu que les offensives britanniques, et se trouvaient à présent placées sous le commandement d’officiers aussi inexpérimentés que les soldats. Les premiers commandants furent des officiers inférieurs, voire des civils, placé à la tête des troupes pour raison politique ou pour leur charisme personnel, non pour leurs compétences militaires.

### Armement et technique
Le matériel disponible et les tactiques mises en œuvre par les armées en présence allaient être les mêmes, chez les forces patriotes comme chez les royalistes, et n’allaient pas beaucoup changer tout au long des différentes campagnes. Les armées de l’époque se répartissaient en trois armes : infanterie, cavalerie et artillerie. Il n’y avait pas de corps d’appui spécialisés, lesquels ne feraient leur apparition qu’avec les campagnes de San Martín, mais bien des chefs experts en génie militaire.
L’infanterie, habituellement la plus nombreuse, était armée de fusils à chargement manuel et canon lisse – fort lentes et complexes à charger –, munis de baïonnettes pour le combat au corps à corps. Compte tenu que, dans les premiers temps, les officiers dont l’armée pouvait disposer avaient de l’expérience dans la conduite de troupes d’infanterie, il apparaissait préférable de recourir à celle-ci plutôt qu’aux autres armes.
La cavalerie était peu nombreuse au début, car elle avait été peu représentée dans les régiments levés sur la base des milices urbaines de Buenos Aires et que les criollos avaient tendance à dédaigner la cavalerie. Son usage, limité à des opérations de protection sur les flancs des formations d’infanterie, était de peu d’efficacité, faute d’entraînement approprié en manœuvre et tactique et en raison de ce que les criollos privilégiaient les carabines et tenaient la lance pour une arme des indigènes, ce qui, eu égard aux caractéristiques des armes à feu de l’époque, constituait une véritable erreur. Cependant, le recrutement de milices de cavalerie devait s’étendre rapidement vers la population rurale des provinces intérieures et son prestige grandir à la suite de la création du Régiment de grenadiers à cheval (Regimiento de Granaderos a Caballo), corps de cavalerie spécialisée en affrontements armés à grande vitesse. La supériorité dont la cavalerie patriote bénéficia à partir de ce moment, et qui était redevable à l’habileté de ses cavaliers, se maintint durant tout le reste de la guerre.
L’artillerie de campagne faisait usage de petits canons portatifs de bronze ou de cuivre, et nécessitait une logistique importante pour les pourvoir de boulets et de munitions et pour transporter les pièces désarmées. Les pièces étaient alignées, en un à trois groupes, à l’intérieur des formations d’infanterie. Au commencement, les officiers chargés de les desservir n’étaient pas à la hauteur de leur tâche, et les artilleurs de marine rappelés à terre furent à peine capables de les suppléer, mais plus tard des écoles d’officiers furent créées qui permirent une meilleure préparation technique.
De façon générale, les forces auxiliaires ou irrégulières appartenaient à la cavalerie et étaient armées de lances improvisées, de boleadoras, et parfois d'armes à feu courtes. Dans le Haut-Pérou et au Pérou, les forces irrégulières se composaient d’indigènes à pied, armés de macanas, de gourdins et de frondes.
Les déplacements s’effectuaient en général à dos de mulet, sauf en zone montagneuse, où les mulets étaient utilisés exclusivement pour le transport de charges, tandis que les soldats d’infanterie allaient à pied. Les mulets avaient été le principal produit d’exportation de plusieurs zones des provinces situées entre la Quebrada de Humahuaca et le sud, mais la guerre mit fin à ce commerce et les mules furent massivement destinées aux armées en campagne.
Les techniques de combat étaient ordinairement fort simples : attaques frontales avec le gros de l’infanterie, appuyées par l’artillerie, pendant que la cavalerie protégeait les flancs ou tentait d’encercler les forces ennemies. Seules les forces irrégulières exécutaient des opérations tactiquement moins prévisibles, ce qui explique leur notable succès.
Pendant les trois premières années de guerre, les deux camps opposés combattirent sous le drapeau de l’Espagne.

### La révolution dans les provinces de l’intérieur
La circulaire du 27 mai fut adressée à toutes les villes et communes de la vice-royauté. Les villes de l’intérieur situées sur le territoire de l’actuelle Argentine firent allégeance à la Junte, y compris les villes de Mendoza et de Salta, dont les gouvernants coloniaux pourtant l’avaient récusée; le seul cabildo à s’y refuser fut celui de Córdoba, ce qui allait contraindre la Junte à s’en faire obéir par la force, et à déclencher ainsi la guerre d’indépendance.
Les villes du Haut-Pérou n’eurent pas même l’occasion de se prononcer avant que  leurs gouvernements ne le fissent à leur place et en un sens négatif. L’unique cas d’une municipalité du Haut-Pérou qui eût reconnu précocement la Junte fut celui de Tarija, qui en outre élut ensuite son député,.
La première ville à recevoir la circulaire fut Montevideo, le 31 mai. Le lendemain, un cabildo ouvert (cabildo abierto) s’accorda à reconnaître l’autorité de la Junte de Buenos Aires, mais décida en même temps d’ajourner l’envoi d’un député. Quelques heures plus tard parvint à Montevideo la nouvelle qu’à Cadix s’était installé le Conseil de Régence, qui se proposait de gouverner le royaume jusqu’à la libération du monarque captif Ferdinand VII. Le Cabildo de Montevideo, sous la pression des troupes déployées par le commandant  d’escadre José María Salazar, résolut de se rallier à l’autorité du Conseil de Régence et de répudier la Junte de Buenos Aires, pour autant que celle-ci ne reconnût pas le Conseil de Régence.
À l’issue d’une démarche infructueuse entreprise à Montevideo par Juan José Paso, secrétaire de la Junte, celle-ci ouvrit les hostilités contre les royalistes de Montevideo, dont le cabildo rompit de son côté ses relations avec Buenos Aires le 15 juin.
Montevideo représentait pour Buenos Aires une menace sérieuse : quoique le rapport de forces fût, quant aux effectifs de l’armée de terre, favorable aux révolutionnaires portègnes, c’est toutefois à Montvideo que se trouvaient cantonnés la plupart des vétérans de la vice-royauté. Parmi les milices qui tenaient garnison à Montevideo figuraient le Régiment de Volontaires du Río de la Plata, le Régiment de Chasseurs d’Infanterie légère et le 1er Escadron de Hussards, tous créés à Buenos Aires. Dirigés par Prudencio Murguiondo, ils se soulevèrent le 12 juillet et exigèrent la destitution du commandant naval de la ville, mais le mouvement fut brisé par le gouverneur Joaquín de Soria.
Quant à la puissance navale, Montevideo jouissait en revanche d’une supériorité écrasante : les quelques vaisseaux de guerre qui avaient été échus à Buenos Aires avaient ensuite été autorisés à faire voile vers Montevideo lors des négociations avec cette ville et la majorité des officiers s’étaient alors ralliés au Conseil de Régence. La Junte ne disposait donc plus d’aucune force navale. La maîtrise de l’estuaire permettrait éventuellement à Montevideo de bloquer la capitale révolutionnaire, et la possession d’un port en eaux profondes lui garantissait l’approvisionnement de ses troupes et assurait à toute expédition royaliste une tête de pont sûre.
Un autre cas particulier fut celui d'Asuncion, chef-lieu du Paraguay, qui accueillit de mauvaise grâce l’émissaire de la Junte, le colonel José de Espínola y Peña, lequel avait mauvaise réputation dans cette province. Le 24 juillet, après que le gouverneur eut reçu la nouvelle de l’installation du Conseil de Régence, ainsi que du serment d’allégeance qui lui avait été prêté à Montevideo, une assemblée provinciale fut convoquée, qui jura obédience au Conseil de Régence et repudia le mouvement révolutionnaire portègne, bien que gardant des relations amicales avec la Junte de Buenos Aires. Espínola y Peña retourna à Buenos Aires avec la conviction qu’il existait à Asuncion un puissant foyer révolutionnaire, et qu’une expédition révolutionnaire de 200 hommes suffirait pour lui apporter l’appui nécessaire et pour unir le Paraguay au reste de l’ancienne vice-royauté.

#### Contre-révolution à Córdoba

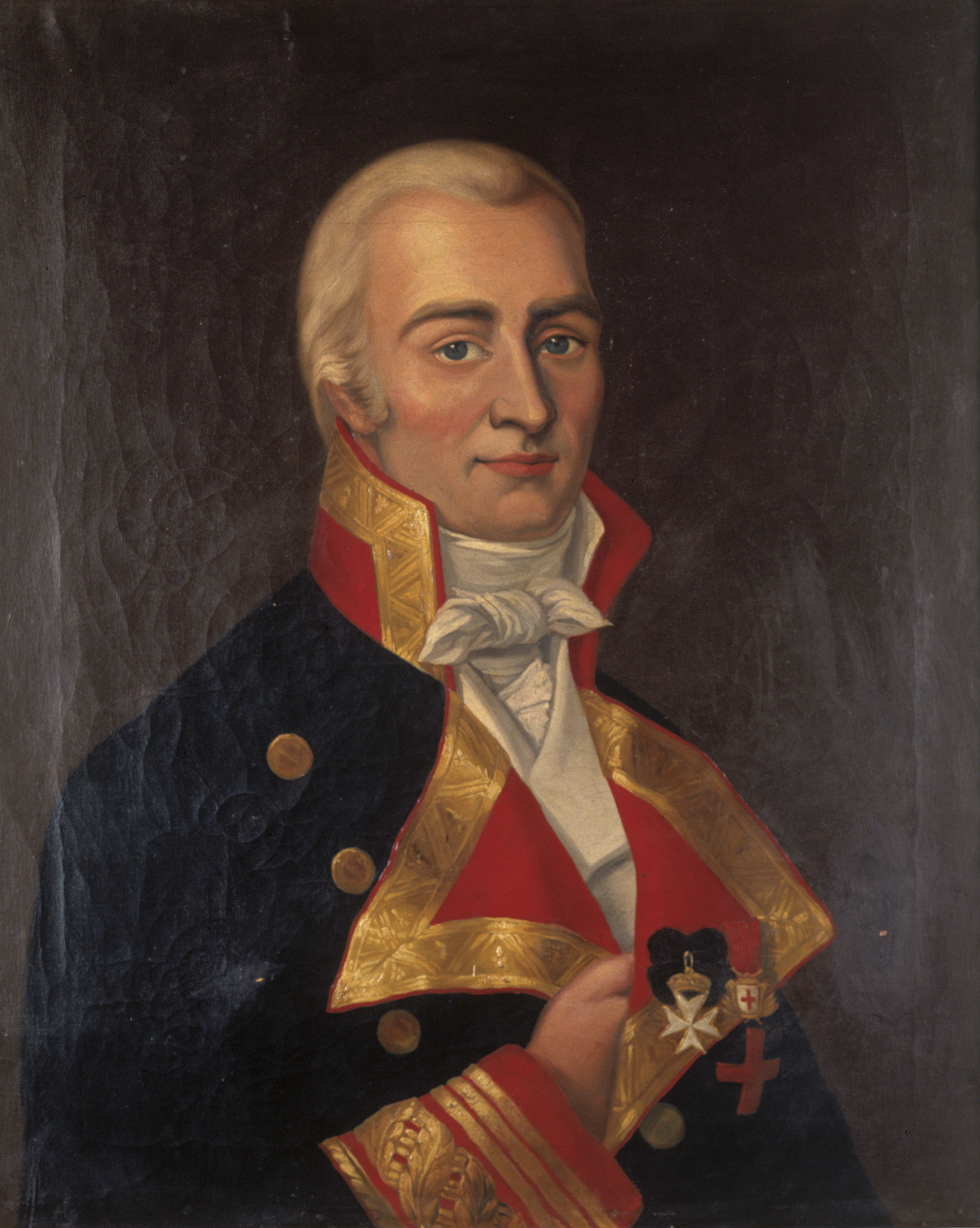
Jacques de Liniers, héros de la reconquête (1806) et de la défense (1807) de Buenos-Aires entendit rester fidèle à la monarchie espagnole pour laquelle il avait prêté serment et s’opposa à la révolution de Mai à Córdoba.

Le jour même de l’installation de la Première Junte, le vice-roi destitué Cisneros envoya à son prédécesseur Jacques de Liniers, qui se trouvait alors à Córdoba, un message secret par lequel il le chargeait de diriger la résistance contre la révolution.
Lors de plusieurs réunions tenues au domicile du gouverneur Juan Gutiérrez de la Concha se rencontrèrent, parmi d’autres, l’ancien vice-roi Liniers, l’évêque Rodrigo de Orellana et le doyen de la cathédrale Gregorio Funes, qui s’était rallié à la Junte. Ils y prirent connaissance du message de Cisneros ainsi que de la circulaire de la Junte exigeant l’allégeance du gouverneur et du cabildo de Córdoba.
Avant qu’aucune décision ne fût encore prise, l’on apprit, le 14 juin, la mise en place du Conseil de Régence. Liniers prit le parti de répudier la Junte, et, conjointement avec ses compagnons, hormis le doyen Funes, decida de récuser l’autorité de la Junte et de se préparer à la résistance. Le 20 juin, le Cabildo, en présence du gouverneur, prêta serment de fidélité au Conseil de Régence.
Le même jour, 20 juin, à Buenos Aires, le ci-devant vice-roi Cisneros et les auditeurs de la Real Audiencia furent arrêtés puis embarqués à destination des îles Canaries, pour avoir juré en secret fidélité au Conseil de Régence et avoir favorisé la contre-révolution à Córdoba.
Liniers et Gutiérrez de la Concha entreprirent de mettre à pied d’œuvre des milices urbaines ainsi que des miliciens recrutés dans les campagnes par le colonel Santiago Allende. Conformément au règlement sur les milices de 1801 existait à Córdoba un Régiment de Volontaires de Cavalerie de Córdoba, avec un effectif total théorique de 1 200 hommes. Les préparatifs étaient arrivés à un stade très avancé, et 1500 hommes et 14 canons avaient déjà pu être réunis,.
Fin juillet, le gouverneur de Córdoba reconnut l’intégration de cette province à la Vice-royauté du Pérou telle qu’annoncée par le vice-roi de celle-ci, José Fernando de Abascal, tandis que le cabildo de Córdoba vint se placer sous la juridiction de la Real Audiencia de Charcas,.
La ville de Mendoza, située plus à l’ouest encore, reçut la circulaire du 27 mai le 13 juin, quasi au moment même où parvint une communication de Gutiérrez de la Concha enjoignant de ne point reconnaître la Junte et de dépêcher des troupes sur Córdoba, ville sous la dépendance de laquelle se trouvait alors Mendoza. Un cabildo ouvert reconnut cependant l’autorité de la Junte et élut un député destiné à partir pour Buenos Aires, et décida en outre de remplacer le sous-délégué de la Real Hacienda et commandant militaire (comandante de armas), Faustino Ansay ; celui-ci certes s’inclina et, le 28 mai, remit une partie des armes en sa possession, mais dès la nuit du même jour, dirigea un soulèvement, s’emparant de la caserne et réunissant plus de 200 soldats. Trois jours après, faute d’appui, il dut se raviser et se résigner à reconnaître la Junte.
Quelques jours plus tard, Gutiérrez de la Concha réitéra sa requête d’armes et de troupes, mais obtint une réponse négative. Le commandant Ansay fut destitué de sa charge et envoyé prisonnier à Buenos Aires.
Dans les autres villes et communes de l’Intendance de Córdoba del Tucumán, les autorités hésitèrent sur la position à adopter : à San Juan, le cabildo attendit d’avoir eu avis de la décision des autres villes, et ce n’est que le 7 juillet qu’il résolut de reconnaître la Junte et de procéder à l’élection d’un député, toutefois sans remettre en cause sa reconnaissance des autorités de Córdoba. Début août, cette décision fut acceptée et imitée par les municipalités de San José de Jáchal et de San Agustín de Valle Fértil. Le 18 septembre, 111 miliciens originaires de San Juan furent mis à la disposition de l’Expédition auxiliaire, puis, ultérieurement, 100 hommes encore, qui firent route vers Buenos Aires.
De même, le cabildo de La Rioja évita de se prononcer en faveur de la Junte jusqu’au 1er septembre, quand fut élu député Francisco Antonio Ortiz de Ocampo, alors commandant de l’Armée du nord nouvellement constituée et à qui la Junte ordonna de se maintenir à ce poste.
L’exception fut la ville de San Luis, laquelle reconnut la Junte, à peine parvenue la nouvelle de sa formation, et refusa de lui résister, comme lui avait enjoint de faire le gouverneur Gutiérrez de la Concha. En réponse à la demande de troupes de la part de la Junte, San Luis contribua à hauteur de 400 soldats, qui rallièrent Salta.

### Expédition militaire auxiliaire dans les provinces intérieures
L’organisation de l’armée appelée à faire marche vers l’intérieur fut confiée à Juan José Castelli, membre de la Junte, qui réunit 1 150 hommes issus des régiments d’infanterie et de cavalerie, tant miliciens que vétérans. L’artillerie se composait de quatre canons de campagne et de deux obusiers. Les troupes, portant uniforme réglementaire, disposaient d’un bon armement, étaient abondamment pourvues de munitions, et avaient vu leur solde payée d'avance, grâce à un emprunt obtenu des milieux d’affaires par les soins du membre de la Junte Juan Larrea.
Le 14 juin, la Junte nomma commandant en chef de l’armée Francisco Ortiz de Ocampo, colonel du Régiment d’Arribeños, choisi pour être originaire des provinces de l’intérieur et s’être familiarisé, lors de ses voyages en tant que négociant, avec le centre et le nord de l’Argentine. Le lieutenant-colonel Antonio González Balcarce (en) devait le seconder à titre de major général.
À l’instar des armées révolutionnaires françaises, il était en outre accompagné par Hipólito Vieytes, à titre de mandataire de la Junte, et par Feliciano Antonio Chiclana, en qualité d’auditeur de guerre. Le commandement militaire était subordonné au politique, et ce dernier à la Junte par le biais du secrétariat à la Guerre, dont Mariano Moreno était alors titulaire. Tous ces chefs militaires et politiques formaient un Comité de mandataires, qui était tenu de prendre les résolutions à la majorité et dont le secrétaire était Vicente López y Planes,.
Le 27 juin, Moreno publia dans La Gazeta de Buenos Ayres, qui était en quelque sorte le journal officiel de la Première Junte, un ultimatum adressé aux contre-révolutionnaires, ainsi conçu : « La Junte dispose de ressources efficaces aptes à rappeler à leurs devoirs les rebelles qui visent à instaurer la division parmi nos populations, division si chargée de périls à l’heure présente : elle les persécutera et leur fera un châtiment exemplaire propre à servir de leçon aux malfaisants et à les terrifier. »

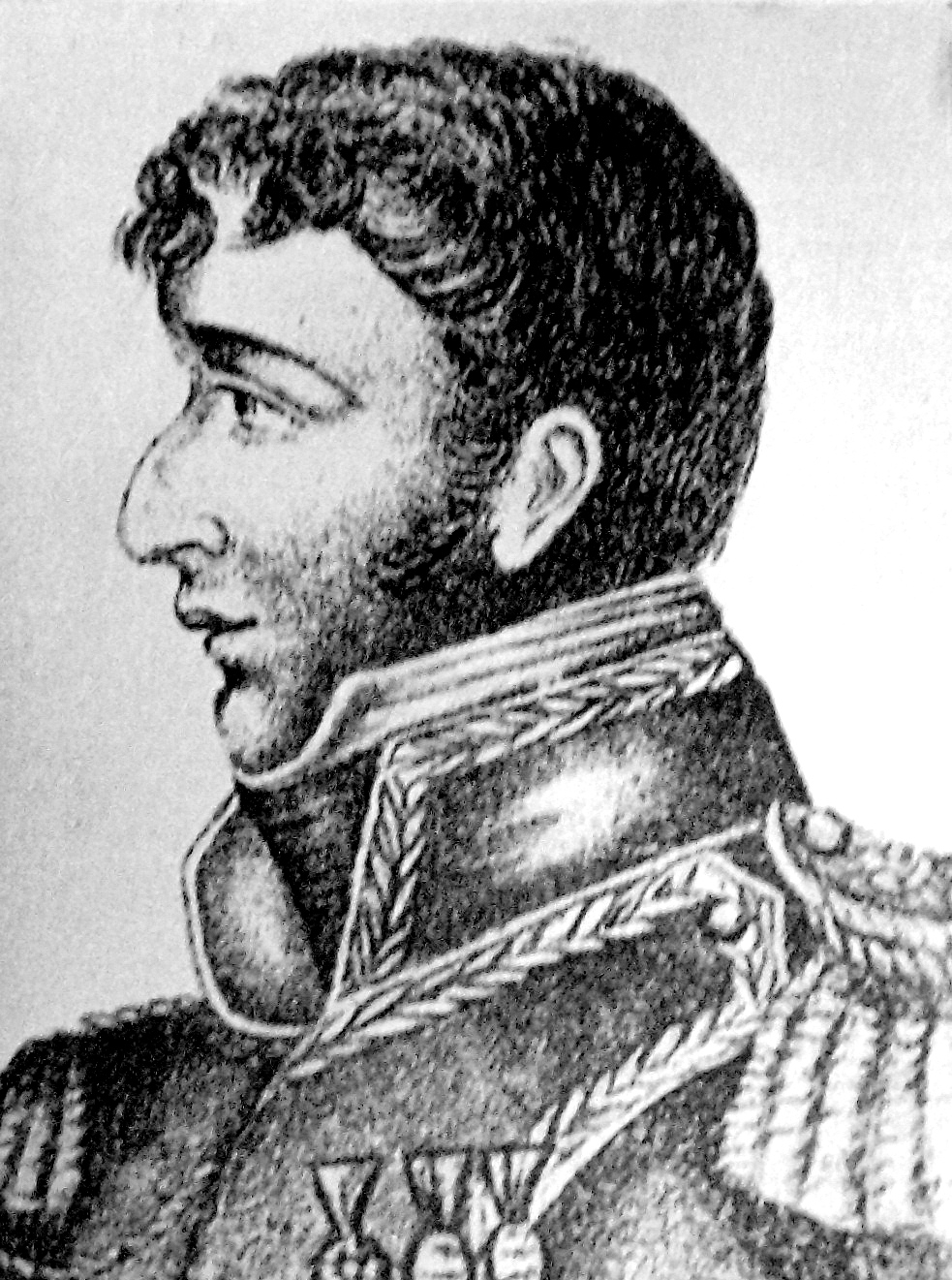
Le colonel Balcarce captura Jacques de Liniers et devint commandant de l’Armée du Nord.

Le 7 juillet, l’armée, aussitôt qu’instruite, se mit en route vers le nord. Le jour suivant, la Junte ordonna que ceux qui s’opposeraient à la révolution fussent envoyés à Buenos Aires au fur et à mesure de leur capture, mais le 28 juillet elle ordonna
« ... que soient passés par les armes Jacques de Liniers, l’évêque Orellana, l’intendant de Córdoba Gutiérrez de la Concha, le colonel de milices Allende, l’officier royal Moreno et Victoriano Rodríguez, au moment même où ils seront, tous à la fois ou chacun séparément, capturés. Quelles que soient les circonstances, cette résolution devra être exécutée sans admettre le moindre délai qui laisserait le loisir d’introduire des requêtes ou de faire jouer des relations susceptibles de comprommettre l’accomplissement du présent ordre. »
González Balcarce avança avec 75 hommes à la poursuite de la petite armée royaliste, qui se retirait vers le nord. Les troupes royalistes désertant en masse, leurs chefs ne cheminaient plus qu’avec une escorte peu nombreuse, avant d’être capturés un à un les 6 et 7 août et emmenés à Córdoba.
Le 10 août, le gros de l’armée arriva à Córdoba, et le cabildo de la ville reconnut la Junte et le nouveau gouverneur, Juan Martín de Pueyrredón. Le 17 août, un cabildo ouvert élut comme député le doyen Gregorio Funes.
Ortiz de Ocampo ordonna la mise à mort de Liniers, de Gutiérrez de la Concha, d’Orellana et de leurs compagnons, mais, sous les pressions d’une commission de notables de Córdoba — dont faisait partie le doyen Funes — suspendit ensuite l’exécution de la sentence et envoya les détenus à Buenos Aires.
La Junte, alarmée par cette désobéissance, résolut de faire exécuter sans délai les prisionniers, et à cet effet dépêcha l’un de ses membres, Juan José Castelli, accompagné de Nicolás Rodríguez Peña en tant que son secrétaire, ainsi que par un détachement de 50 soldats sous le commandement de Domingo French. Ils rencontrèrent les prisonniers le 26 août, près de la poste de Cabeza de Tigre, dans le sud-est de la province de Córdoba ; de là, l’officier Juan Ramón Balcarce les conduisit vers le Monte de los Papagayos proche, où furent alors fusillés Liniers, Gutiérrez de la Concha, Allende, Victorino Rodríguez et Joaquín Moreno. L’évêque Orellana fut envoyé prisonnier à Luján.
Castelli revint aussitôt à Buenos Aires, où il reçut des instructions secrètes en vue de diffuser et diriger le projet révolutionnaire dans le Haut-Pérou. Mariano Moreno fit publier une véhémente proclamation, dans laquelle il justifiait l’exécution de Liniers, héros de la résistance contre les Invasions anglaises.
Par ordre de la Junte, González Balcarce remplaça Ortiz de Ocampo à la tête des troupes d’avant-garde — quoique ce dernier continua d’en être le chef nominal —, avec Juan José Viamonte comme commandant en second. Castelli assuma, en remplacement de Vieytes, la charge de délégué, et Bernardo de Monteagudo celle d’auditeur. French et Rodríguez Peña vinrent à faire partie également du nouveau comité politique. Ensuite, l’armée poursuivit sa marche en direction de Santiago del Estero, où Ortiz de Ocampo s’attarda pour réunir des troupes, tandis que González Balcarce continua de son côté d’avancer vers Salta.
Le 22 septembre, Castelli se mit en route au départ de Buenos Aires ; en qualité de représentant de la Junte auprès de l’armée, des gouvernements et des populations de l’intérieur, il était revêtu de toutes les compétences et prérogatives dont jouissait la Junte elle-même. L’on espérait éviter ainsi de nouvelles insubordinations.

### La révolution dans le Haut-Pérou

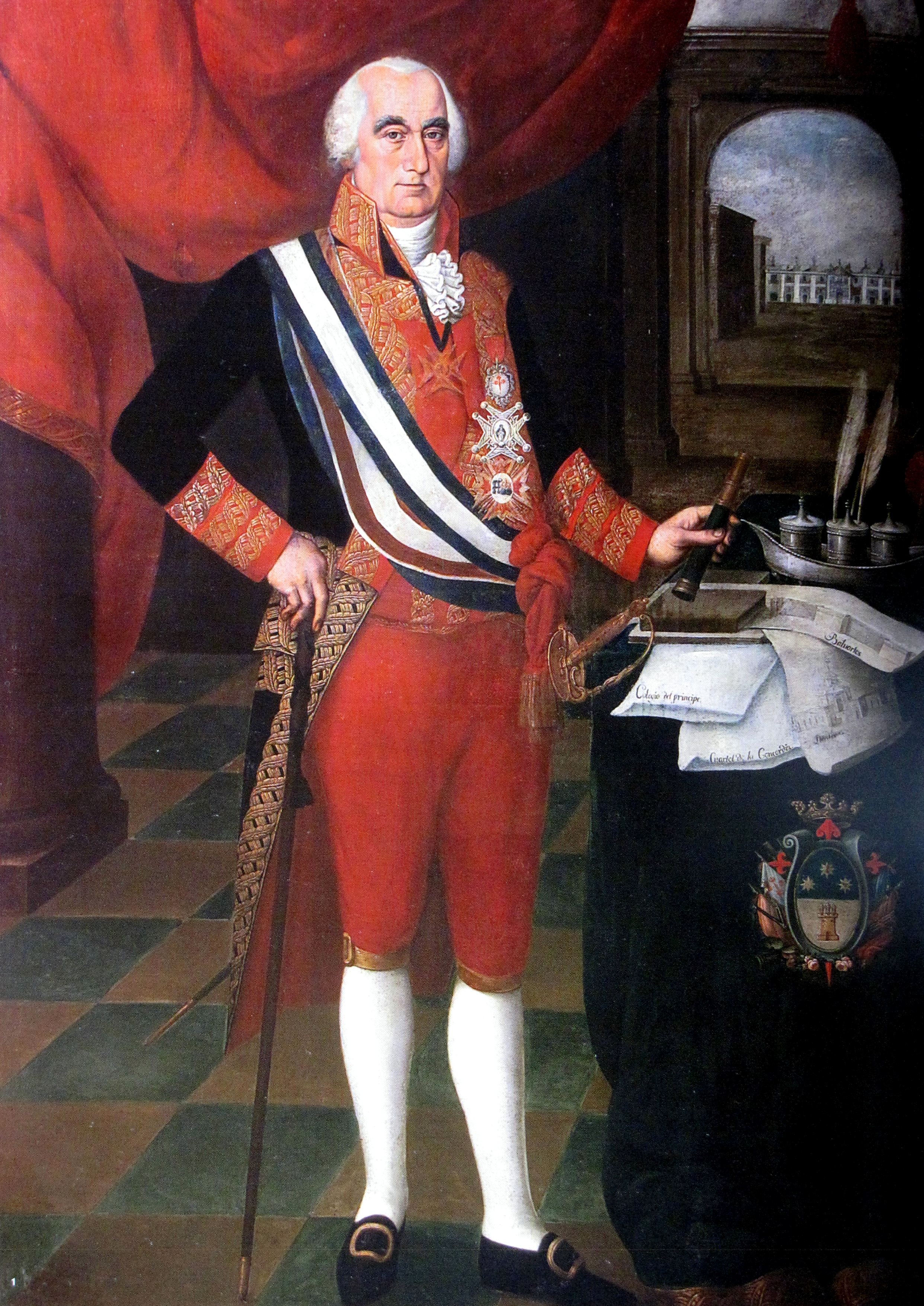
Le vice-roi José Fernando de Abascal.

Le président de la Real Audiencia de Charcas (actuelle Sucre), Vicente Nieto, avait appris la nouvelle de la révolution de Mai à la fin juin. Présageant que les forces appartenant au Régiment de Patriciens, qu’il avait fait venir de Buenos Aires, se prononceraient en faveur de la nouvelle autorité politique, ils les avait désarmés, destituant les officiers et envoyant les soldats, tirés au sort par la méthode de la décime, travailler dans les carrières de Potosí.
Le 13 juillet 1810, sur sollicitation des autorités des intendances concernées, le vice-roi José Fernando de Abascal décréta que les intendances de Charcas, de Potosí, de La Paz et de Córdoba fussent réintégrées à titre provisoire dans la Vice-royauté du Pérou; dans le texte du décret d’annexion, l’on eut soin en effet de préciser jusqu’à ce que soit rétablie dans sa fonction légitime Son Excellence le Vice-roi de Buenos-Ayres, ainsi que les autres autorités légalement constituées, l’autorité royale étant en effet seule habilitée à démembrer à titre définitif le territoire de la vice-royauté de Buenos Aires,.
Ce même jour, Abascal nomma général en chef de l’armée expéditionnaire du Haut-Pérou, avec l’ordre de coordonner ses actions avec les autorités de cette région, le président provisoire de la Real Audiencia de Cuzco, José Manuel de Goyeneche, lequel installa son campement sur la rivière Desaguadero.
Nieto missionna le major-général José de Córdoba y Rojas d’occuper le village stratégique de Santiago de Cotagaita à l’aide de troupes de Chuquisaca et Potosí sous les ordres du colonel Indalecio González de Socasa. La position fut fortifiée au moyen de fossés et de tranchées dans l’attente des renforts sollicités auprès du vice-roi du Pérou.
En avril 1810, un bataillon de 300 miliciens, que commandait le colonel Francisco del Rivero, secondé d’Esteban Arze, avait été mis en ordre de marche en direction de la localité d’Oruro (aujourd’hui en Bolivie), dans le but d’écraser une révolte locale liée aux révolutions dans le Haut-Pérou l’année précédente. Ces forces, qui n’avaient pas eu l’occasion de combattre, reçurent ordre de s’unir à l’armée de Córdoba y Rojas à Tupiza ; cependant, au lieu de cela, Rivero se porta vers Cochabamba, pénétra dans la ville le 14 septembre et y déclencha la révolution de Cochabamba : ayant fait arrêter et déposé le gouverneur, il fit, sans effusion de sang, allégeance à la Junte de Buenos Aires, se faisant lui-même proclamer gouverneur intendant, président et capitaine général de la province.
En août, le chapelain José Andrés de Salvatierra se mit à la tête d’un mouvement surgi dans le fort de Membiray et, le 24 septembre, s’empara de la ville de Santa Cruz de la Sierra. Là fut constitué, à la suite de la convocation d’un cabildo ouvert, une Junte provisoire, dirigée par Antonio Vicente Seoane, le colonel Antonio Suárez, José Andrés de Salvatierra, Juan Manuel Lemoine et le mandataire de la Junte de Buenos Aires, Eustaquio Moldes.
Le 6 octobre, Oruro, par un pronunciamiento, adhéra à la Junte de Buenos Aires. Une éphémère résistance fut promptement écrasée par des forces arrivées de Cochabamba sous le commandement d'Esteban Arze.

#### Unification révolutionnaire du Haut-Pérou
En octobre 1810, l’avant-garde de l’armée du Nord entama sa marche vers le Haut-Pérou à travers les gorges de Humahuaca. À partir de la localité de Cangrejos, dans le département de Cochinoca, les troupes de l’avant-garde pouvaient apercevoir des forces royalistes, qui se retiraient à mesure qu’avançait l’avant-garde patriote.
González Balcarce, après s’être arrêté brièvement à Yavi, pour permettre aux 200 miliciens de Tarija — qu’il avait ordonné d’aller chercher, et avec eux le capitaine Martín Miguel de Güemes — de s’incorporer à ses troupes, et pour prendre réception d’une petite quantité de munitions, commença sa progression vers le nord avec 400 hommes et deux canons, sans attendre que le gros de l’armée eût rejoint sa troupe. Les royalistes abandonnèrent Tupiza et se replièrent sur Santiago de Cotagaita. Le 27 octobre, lors de la bataille de Cotagaita, González Balcarce échoua à s’emparer des positions royalistes en raison de la faiblesse de son artillerie et de la supériorité numérique des Espagnols. Les troupes expéditionnaires retournèrent à Tupiza sans être poursuivies.
Une semaine après, les royalistes sous le commandement de Córdoba se portèrent vers le sud. Balcarce les attendit à 25 km de Tupiza, à Suipacha, face à la rivière du même nom, où il reçut un renfort en provenance de San Salvador de Jujuy, avec deux pièces d’artillerie et d’abondantes munitions. Córdoba prit position dans le village de Nazareno, sur la rive opposée de la rivière.
Le 7 novembre 1810 s’affrontèrent, dans la bataille de Suipacha, 800 royalistes avec 4 canons, et 600 patriotes avec 2 canons. González Balcarce attira les troupes royalistes en les incitant, par une fuite feinte, à traverser la rivière ; sur la rive sud, les royalistes eurent alors à subir sur leur flanc une attaque surprise menée par l’infanterie et l’artillerie patriotes qui s’étaient tenues dissimulées derrière les coteaux, tandis que la cavalerie, mettant fin à leur fuite apparente, faisait demi-tour pour les affronter. Les royalistes furent mis en déroute, abandonnant armes, artillerie et munitions, se débandant totalement.
Quoique quelques historiens aient affirmé que l’action fût le mérite du capitaine Güemes, lequel aurait dirigé l’opération de retrait et de contre-attaque, le bulletin de bataille ne fait aucune mention de Güemes, et Castelli par la suite le renverra à Salta. La version bolivienne traditionnelle attribue le principal mérite aux milices de Tarija.
L’issue de la bataille de Suipacha eut un grand impact moral, à telle enseigne que le 10 novembre, la ville de Potosí destitua le gouverneur Francisco de Paula Sanz.
Goyeneche dépêcha une division, placée sous les ordres de Juan Ramírez Orozco, avec mission d’écraser la révolution, mais celui-ci ne parvint pas au-delà de Viacha, où la route bifurquait, l’une des voies conduisant à Oruro et l’autre à La Paz. De cet endroit, il envoya en direction d’Oruro quelque 800 fantassins vétérans et deux pièces d’artillerie, sous le commandement du colonel Fermín Piérola, qui furent attaqués par surprise et défaits par Arze le 14 novembre, dans la bataille d’Aroma, lors de laquelle la troupe royaliste perdit la moitié de ses effectifs. Piérola et Ramírez Orozco se replièrent sur la rivière Desaguadero.
De son côté, Rivero dépêcha au départ de Cochabamba deux divisions patriotes : l’une s’en alla occuper le 13 novembre Chuquisaca, où un cabildo ouvert reconnut l’autorité de la Junte portègne, déclarant nulle son allégeance à la vice-royauté du Pérou ; l’autre pénétra le 19 novembre dans La Paz, où l’intendant Domingo Tristán y Moscoso se soumit à la révolution et où un congrès du peuple accepta à l’unanimité l’autorité de la Junte de Buenos Aires. Le Haut-Pérou tout entier se retrouvait ainsi aux mains de la Révolution.
Fin novembre, Ramírez Orozco vint rejoindre les forces de Goyeneche. Dans sa division figurait également l’évêque de La Paz, Lasanta, condamné à mort par la Première Junte.
Le 21 novembre, la Junte créa le Régiment n° 7 d’Infanterie de Cochabamba, dont le chef était Francisco del Rivero, lequel fut élevé au grade de général au mois de janvier suivant.
Castelli se chargea de la direction politique dans le Haut-Pérou ; il nomma Feliciano Antonio Chiclana gouverneur de Potosí, et Juan Martín de Pueyrredón gouverneur de Chuquisaca. En exécution des ordres de Buenos Aires, et à titre de châtiment pour la répression des soulèvements de Chuquisaca et La Paz en 1809, les dirigeants royalistes Córdoba, Sanz et Nieto furent mis à mort.

### Expédition au Paraguay
En réaction au serment d’allégeance prêté au Conseil de Régence par les autorités d’Asuncion, la Junte de Buenos Aires coupa les communications fluviales par le fleuve Paraná entre Montevideo et le Paraguay, et les autorités de la ville de Corrientes interceptèrent plusieurs embarcations qui se dirigeaient vers Asuncion.
Le 4 septembre, la Junte avait nommé l’un de ses membres, Manuel Belgrano, commandant des forces armées destinées à opérer dans la bande Orientale contre les royalistes de Montevideo. L’armée dont il disposait alors était modeste : 250 hommes, pris dans divers corps militaires de Buenos Aires, avec 6 canons.
Le gouverneur du Paraguay Bernardo de Velasco procéda en septembre 1810 à l’arrestation de plusieurs personnes appartenant au parti révolutionnaire, pour les expédier au fort Borbón, dans le Chaco. Des troupes royalistes paraguayennes, avec Velasco à leur tête, firent une incursion dans le territoire de Misiones à la recherche d’armes.

#### Marche vers le nord

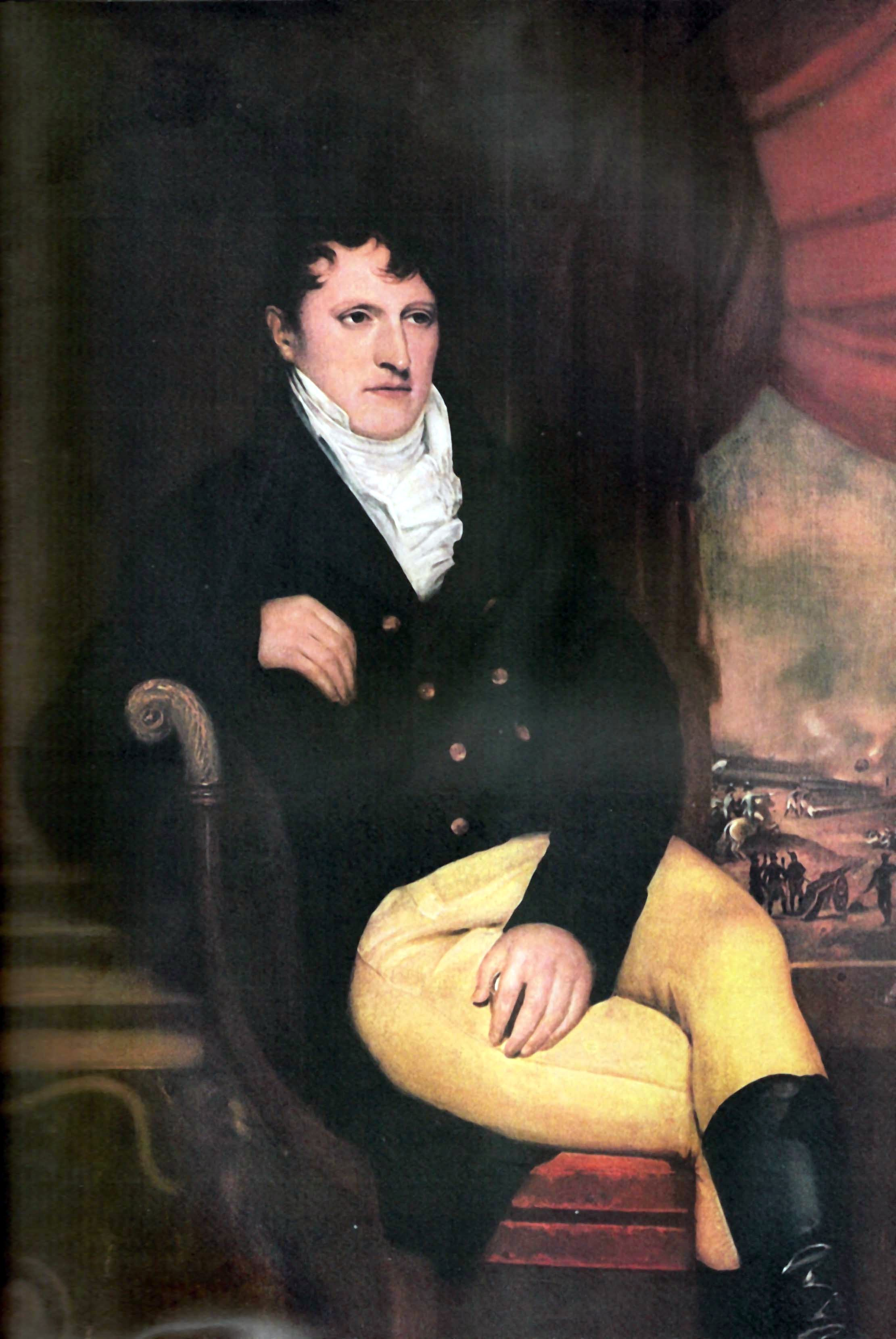
Manuel Belgrano dirigea la campagne du Paraguay et, plus tard, prit la tête de l’armée du Nord.

Lorsque la nouvelle de cette attaque parvint à Buenos Aires, la Junte décida de dévier vers le Paraguay la petite division de Belgrano, et investit celui-ci du commandement militaire et politique des provinces du littoral fluvial. Belgrano, parti le 26 septembre, incorpora dans sa division, à San Nicolás de los Arroyos, 357 hommes de cavalerie appartenant aux Blandengues, parmi lesquels le futur caudillo Estanislao López, et auxquels se joignirent à Santa Fe quelque 200 hommes supplémentaires.
Le 1er octobre, une flottille paraguayenne attaqua la ville de Corrientes et récupéra les vaisseaux paraguayens capturés, puis poursuivit son mouvement offensif en effectuant des incursions dans la zone pendant plusieurs semaines, s’emparant aussi du fort de Curupayty, que la province de Corrientes détenait dans l’actuel département de Ñeembucú.
Après avoir traversé le Paraná, la petite armée de Belgrano continua d’accroître encore ses effectifs en intégrant des troupes de volontaires réunis par le commandant militaire d’Entre Ríos, José Miguel Díaz Vélez, ainsi que 200 hommes environ du Régiment de Patriciens, sous les ordres de Gregorio Perdriel. Fin octobre, ayant organisé ses forces en 4 divisions,, et comptant désormais dans ses rangs, comme second de Belgrano, le paraguayen José Ildefonso Machain avec le grade de sergent-major, cette armée avança vers le nord par le centre de la province d’Entre Ríos, en évitant de franchir les cours d’eau. Le 6 novembre, une escadrille de 300 royalistes sous les ordres de Juan Ángel Michelena occupa Concepción del Uruguay ; cependant, les milices de cette ville, commandés par Diego González Balcarce, rallièrent l’armée de Belgrano.
À Asuncion, le gouverneur espagnol Velasco ordonna d’occuper à l’aide des milices de la ville de Pilar les passages sur le fleuve Paraná, tout en mettant sur pied entre-temps, près de la capitale, une armée forte de 6 000 à 7 000 hommes. De son côté, Belgrano donna l’ordre à Elías Galván, gouverneur suppléant de Corrientes, de poster 300 miliciens à Paso del Rey — l’actuelle Paso de la Patria — pour faire croire à l’ennemi qu’il se dirigeait vers ce lieu.
À son arrivée en face de l’île Apipé Grande, Belgrano proclama la liberté, l’accès à la propriété et la sécurité pour les indigènes des villages de Misiones. Puis, de là, il poursuivit sa route vers Santa María de la Candelaria, d’où il adressa un communiqué au gouverneur Velasco, au Cabildo et à l’évêque, les sollicitant de signer un accord afin d’éviter une effusion de sang, et les invitant à se soumettre à la Junte et à envoyer un député. Le message était porté par le capitaine Ignacio Warnes, mais celui-ci fut fait prisonnier par le chef d’un détachement paraguayen de 500 hommes posté sur la rive opposée du fleuve.
Le 19 décembre, Belgrano traversa avec le gros de l’armée révolutionnaire le fleuve Paraná et attaqua la position fortifiée de Campichuelo, d’où les royalistes se retirèrent à l’issue d’un bref échange de tirs. Les patriotes occupèrent ensuite sans combat le village évacué de Itapúa, distant de quatre lieues, mais le manque de chevaux et le mauvais état de la troupe contraignirent Belgrano à s’arrêter, et l’empêchèrent de poursuivre les royalistes. Une proclamation amicale de Belgrano n’eut aucun effet.
L’avant-garde commandée par Machain commença son avance en direction de la capitale paraguayenne le 25 décembre, suivi à courte distance par Belgrano, qui avait laissé une centaine d’hommes à Candelaria. Les habitants, contrairement à ce qu’avaient prédit Espínola et Peña, fuirent devant l’armée — qu’ils considéraient comme des envahisseurs —, en emportant avec eux tous les moyens de subsistance. Le territoire paraguayen, avec ses rivières nombreuses, ses marécages et ses forêts tropicales, opposait à l'avancée de l'armée un redoutable obstacle. Les hommes de Belgrano néanmoins continuèrent leur difficile progression et obtinrent une petite victoire à Maracaná, près de la rivière Tebicuary.

#### Défaite de Belgrano

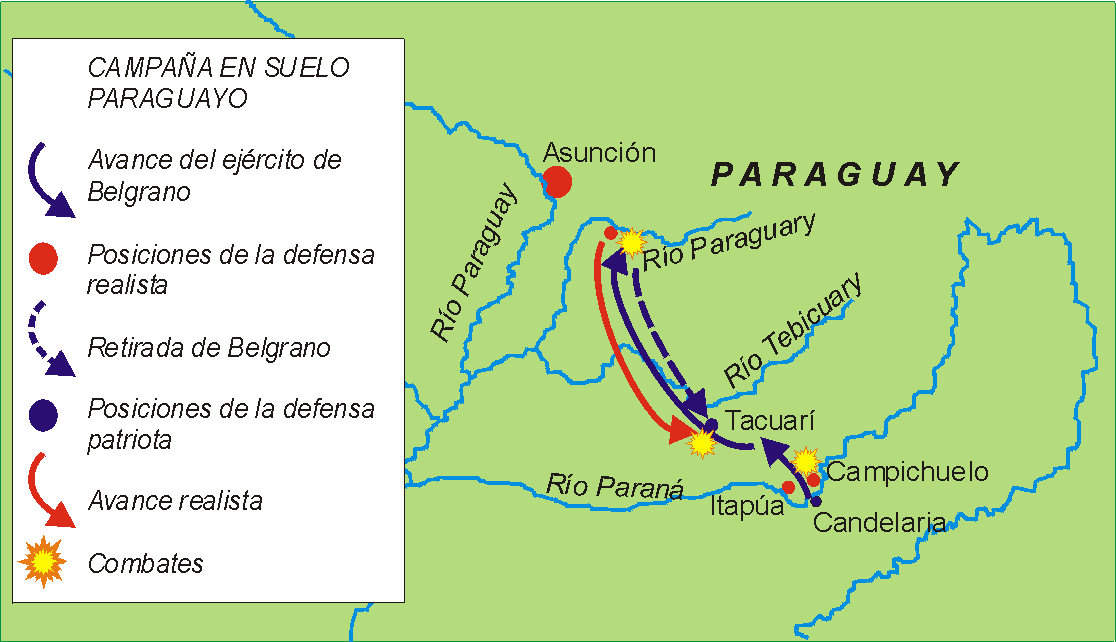
Opérations militaires sur le territoire paraguayen.

Velasco se plaça à la tête de son armée et choisit comme point de défense le village de Paraguarí, situé sur une hauteur et cerné d'étendues marécageuses. Belgrano s’y présenta le 15 janvier 1811, et pendant trois jours les armées se bornèrent à s’observer l’une l’autre. Belgrano envoya plusieurs proclamations aux Paraguayens, mais Velasco interdit d’en garder des exemplaires.
Le 19 janvier, le mouvement général de l’armée de Belgrano donna le départ de la bataille de Paraguarí. En dépit du désavantage numérique — 460 hommes contre 6 000 — les indépendantistes réussirent à s’emparer de la position paraguayenne et forcèrent les troupes royalistes à se retirer, tandis que Velasco fuyait vers le village de Yaguarón. Cependant, les troupes qui avaient pris part à l’avancée de Belgrano se livrèrent au pillage, puis prirent les renforts envoyés par Belgrano pour des troupes ennemies, à la suite de quoi ils furent mis en débandade lorsque les Paraguayens, regroupés et réorganisés, contre-attaquèrent. Belgrano se vit obligé de reculer par le chemin qu’il avait emprunté, mais ne fut pas poursuivi.
Arrivé près de la rivière Tacuarí, Belgrano interrompit sa manœuvre de repli et attendit des renforts. La Junte envoya à sa rescousse une escadrille de trois navires sous le commandement de Juan Bautista Azopardo, mais celle-ci fut détruite fort loin de là, le 2 mars, lors de la bataille de San Nicolás. Quelques soldats, munis de munitions pour canons et fusils, sous le commandement de Francisco Ramírez (futur caudillo, connu plus tard sous le nom de Supremo Entrerriano), se porta, assez tardivement, à son secours au départ de Buenos Aires.
Devant l'aggravation de la situation dans la bande Orientale, la Junte ordonna à Belgrano de conclure promptement la campagne du Paraguay, c'est-à-dire de vaincre rapidement ou de se retirer, pour pouvoir ensuite se rendre dans le nouveau théâtre d’opérations.
L’armée paraguayenne, forte de 2 400 hommes, dotée de dix pièces d’artillerie, placée sous le commandement du général Manuel Cabañas, attaqua l’armée de Belgrano, forte de seulement 600 hommes et 6 canons, dans la bataille de Tacuarí du 9 mars 1811. L’artillerie de Belgrano réussit tout d’abord à freiner l’avance des Paraguayens, mais les troupes patriotes furent ensuite mises en échec par une division qui, après avoir traversé la rivière plus en amont, les prit de revers. Belgrano repoussa une première injonction à se rendre et répondit à la seconde en entamant des pourparlers pacifiques. Ceux-ci aboutirent à ce que l’armée de Belgrano eut à quitter le Paraguay sous quelques jours, en abandonnant armes et bagages.
Il y eut par ailleurs un échange de notes entre Belgrano et Cabañas, lesquelles finirent par convaincre plusieurs des officiers paraguayens de l’opportunité de se rendre indépendants du gouvernement colonial espagnol ; du moins ces adhésions permirent-elles de muer une défaite militaire en victoire politique.
L’échec de Belgrano conduisit à une contre-attaque paraguayenne, lors de laquelle la ville de Corrientes fut envahie et occupée militairement le 7 avril.
Belgrano établit son quartier général à Candelaria, où vinrent se joindre à sa troupe les milices de Misiones et de Corrientes, commandées par le gouverneur de Misiones Tomás de Rocamora, que Belgrano avait laissées en arrière-garde. Une des erreurs qui seront imputées à Belgrano, lors du procès auquel son échec donnera lieu ultérieurement, sera celle de n’avoir pas incorporé ces forces dans son armée dès avant de faire mouvement vers Asuncion.
Le 14 mai 1811, un des chefs de l’armée de Cabañas, Fulgencio Yegros, prit la tête d’une révolution à Asuncion, à la suite de laquelle Velasco se vit imposer deux adjoints dans l’exercice du gouvernement. Corrientes fut évacuée.
Un mois plus tard fut convoqué un Congrès provincial, lequel décida aussitôt de déposer Velasco pour le remplacer par une Junte provisoire de gouvernement. José Gaspar Rodríguez de Francia, qui allait gouverner le pays pendant presque trois décennies, jouera un rôle décisif au sein de cette junte. Ce nouvel exécutif proclama l’indépendance du Paraguay vis-à-vis du gouvernement de Buenos Aires, du moins jusqu’à ce qu’un congrès général, composé de représentants de toute l’ancienne vice-royauté, eût été réuni, et tout en maintenant avec l’ancienne capitale vice-royale de bonnes relations ; dans le même temps, la Junte paraguayenne suspendit son obédience au Conseil de régence.
En octobre, Belgrano lui-même fut envoyé à Asuncion, pour y signer un traité fixant les relations entre le Paraguay et les Provinces unies. Si ledit traité prévoyait bien quelque forme de confédération, celle-ci ne prit jamais corps dans la pratique, en grande partie en raison de l’action du docteur Francia, qui préféra maintenir le Paraguay totalement isolé vis-à-vis de l’extérieur.

### Première campagne dans la bande Orientale
À la date de la révolution de Mai, la bande Orientale était une notion purement géographique. Le territoire ainsi désigné était juridiquement divisé en trois sections : la ville de Montevideo, avec l’étroite frange qui l’entourait, gouvernée, depuis la ville même, comme une base navale ; la zone sise au sud du río Negro, à l’exclusion de Montevideo, comprenant plusieurs municipalités et villages, qui dépendait de l’intendance de Buenos Aires ; enfin, la région située au nord du río Negro, qui ressortissait à l'administration des Missions guarani (Gobernación de las Misiones Guaraníes).
En même temps que la notification adressée à Montevideo, la Première Junte avait aussi fait parvenir l’avis de son instauration aux municipalités et villages de la bande Orientale.
Le 9 octobre, le général Gaspar de Vigodet, fraîchement débarqué d’Espagne, prit en mains le gouvernement de Montevideo, et entreprit de renforcer sa position militaire à l’aide de troupes urbaines dirigées par des officiers de la Marine royale espagnole. Il lança une série de campagnes terrestres contre les localités de l’intérieur de la bande Orientale, obligeant tour à tour les autorités de celles-ci à reconnaître le pouvoir montévidéen. Ainsi fut ébauchée l’unification juridique de la future Province orientale.
Peu après, il donna mission à l’officier de marine Juan Ángel Michelena d’occuper les rives de l’Uruguay, contraignant les autorités des villages sur les deux rives du fleuve — y compris la commune de Concepción del Uruguay, qui appartient aujourd’hui à la province d’Entre Ríos, occupée le 6 novembre — à se soumettre à son autorité. Peu après se trouvèrent également occupées les communes de Gualeguaychú et de Gualeguay.
Les royalistes tentèrent de s’emparer par la voie terrestre des villages de Nogoyá et de La Bajada, mais se heurtèrent à la résistance de groupes armés irréguliers formés par des colons locaux ; en particulier, la rébellion du commandant Bartolomé Zapata, émigré originaire de Concepción del Uruguay, qui dirigeait un tel groupe armé à Nogoyá, eut une certaine fortune.
Après une série d’escarmouches, les royalistes évacuèrent leurs positions sur le bord occidental du fleuve Uruguay, laissant les révolutionnaires maîtres de la région en mars 1811.

#### La première escadre patriote

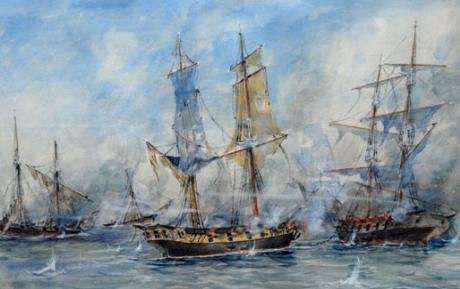
Bataille de San Nicolás.

Le 3 septembre, le gouverneur José María Salazar proclama un blocus naval contre Buenos Aires. Le 10 septembre, une flottille de 9 vaisseaux de guerre commandée par le capitaine de frégate José Primo de Rivera y Ortiz de Pinedo, vint mouiller devant la ville, afin de lui couper toutes les communications.
Au début, le blocus fut reconnu par la flottille britannique stationnée dans l’estuaire du Plata, mais, après que celle-ci eut reçu les plaintes de la Junte et des commerçants anglais, le capitaine Roberto Ramsay, autorisé par Lord Strangford, chargé d’affaires britannique à Río de Janeiro, prit le commandement de la flottille britannique le 10 octobre et enjoignit à Primo de Rivera de suspendre le blocus, le menaçant d’attaquer ses navires. De fait, le blocus fut alors levé.
La Grande Junte, qui avait pris le relais de la Première Junte à Buenos Aires, chargea le député Francisco de Gurruchaga, nommé secrétaire à la Marine, de mettre sur pied de guerre une escadre navale. Gurruchaga acquit puis arma, de façon assez précaire, trois vaisseaux : le brigantin 25 de Mayo, sous le commandement du chef d’escadre et ci-devant corsaire d’origine maltaise, le lieutenant-colonel Juan Bautista Azopardo ; la goélette Invencible, commandée par le Français Hippolyte de Bouchard ; et la bélandre de guerre América, placée sous les ordres d’Ange Hubac, également Français d’origine. Pour suppléer à l’inexistence de marins locaux, l’on eut recours à des marins étrangers, qui ne comprenaient pas le castillan ; cependant des troupes d’artillerie et d’infanterie issues des milices de Buenos Aires vinrent aussi se joindre à eux.
La Junte chargea Azopardo de transporter, par voie fluviale, des renforts destinés à l’armée de Belgrano au Paraguay. Afin d’intercepter ce convoi naval, les autorités royalistes de Montevideo détachèrent une flottille de sept navires, de meilleure qualité et disposant d'équipages plus expérimentés que ceux de l’adversaire, et que commandait Jacinto Romarate.
La flottille d’Azopardo remonta le Paraná jusqu’à la hauteur de San Nicolás de los Arroyos, où ils furent en vue des royalistes. Le commandant décida d'engager le combat. Pour prévenir un débarquement, une batterie d’artillerie constituée de canons extraits des navires fut installée sur la côte près d’une troupe de marins et de miliciens.
Le 2 mars, la bataille de San Nicolás commença par la tentative avortée d’Azopardo d’aborder deux navires royalistes qui s’étaient échoués. Les deux plus petits des trois navires patriotes furent abandonnés par leur équipage : l’América, lorsqu’il se mit à couler, et le 25 de Mayo, après qu’il eut été abordé. Après deux heures de résistance, l’Invencible fut également abordé par les vaisseaux royalistes. Azopardo voulut lutter jusqu’au bout, mais, s’étant finalement, sur les instances des blessés, résigné à se rendre, il fut fait prisonnier par les royalistes et emmené en Espagne, tandis que le gouvernement de Buenos Aires le condamna par contumace pour impéritie dans le commandement.
Avec la destruction de la petite force navale patriote, l’hégémonie sur les fleuves de la flotte royaliste de Montevideo se trouva consolidée, et ne serait remise en cause que trois ans plus tard. Les renforts réclamés par le général Belgrano ne parvinrent pas à destination, et peu de jours après la bataille navale de San Nicolás l'armée de Belgrano fut battue lors de la bataille de Tacuarí.

#### Soulèvement des campagnes dans la bande Orientale

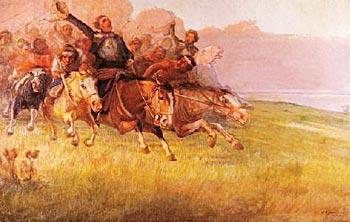
Le Grito de Asencio, tableau de Carlos María Herrera.

En janvier 1811, Francisco Javier de Elío, désigné vice-roi du Río de la Plata, arriva à Montevideo. Après qu’eut été rejetée l’injonction qu’il adressa à Buenos Aires de se soumettre à son autorité, il qualifia cette ville de séditieuse, lui déclara la guerre le 18 février et établit la nouvelle capitale de la vice-royauté à Montevideo.
Si les royalistes avaient la maîtrise de Montevideo, il leur fallut employer la force pour refouler les idées révolutionnaires dans les zones rurales de la bande Orientale. Au lieu de lancer un appel à la fidélité, le gouvernement de Montevideo requit la population rurale d’exhiber les titres de propriété des champs qu’elle occupait, souvent à titre précaire, et menaça d’expulsion de leurs terres ceux qui seraient pris en défaut.
Le 28 février, sur les rives du ruisseau Asencio, le commandant Ramón Fernández lança son cri de ralliement, dit Cri d’Asencio (Grito de Asencio), signal d’un soulèvement armé contre l’autorité d’Elío. Des fermiers et gauchos locaux, venus se joindre à lui, formèrent des troupes d’irréguliers et engagèrent bientôt, le 4 avril 1811, la première d’une série de batailles contre les forces loyales au roi d’Espagne : la bataille de Soriano, remportée par Miguel Estanislao Soler et ses miliciens orientaux.
La Junte se porta au secours des patriotes de la bande Orientale dans le but de diffuser la révolution et pour tenter de neutraliser Montevideo, qui servait de tête de pont à la flotte espagnole de l’Atlantique sud. C’est via ce port en effet qu’étaient susceptibles de débarquer des troupes venues d’Espagne pour étouffer la révolution dans l’ancienne vice-royauté, de sorte que la conquête de cette place-forte apparaissait cruciale.
Les hostilités ayant cessé dans l’Intendance du Paraguay, la Grande Junte dépêcha vers la bande Orientale les 1 134 hommes de l’armée de Belgrano. Celui-ci, nommé le 7 mars commandant des forces militaires dans la zone, prit contact avec le capitaine des blandengues orientaux, José Gervasio Artigas, lequel, après avoir déserté de son poste à la garnison de Colonia del Sacramento et être passé à Buenos Aires pour y offrir ses services à la Junte, s’était vu confier la mission de favoriser et de diriger le soulèvement populaire contre les royalistes.
Artigas débarqua sur le sol oriental le 9 avril à la tête de quelques troupes de Buenos Aires et fut reconnu pour leur chef par les patriotes locaux. Quelques batailles mineures, comme celle de San José, permirent aux patriotes de progresser vers Montevideo. Elío envoya à leur rencontre une division sous les ordres du capitaine José Posadas, mais Artigas sortit vainqueur de la bataille qui s’ensuivit le 18 mai 1811 à Las Piedras, non loin de Montevideo.
La Junte de Buenos Aires, recomposée et expurgée des morénistes à la suite de la révolution du 5 et 6 avril 1811, ordonna à Belgrano de rentrer dans la capitale pour lui demander des comptes de son échec dans la campagne militaire au Paraguay, et confia le commandement des troupes au lieutenant-colonel José Rondeau, qui avait d’importants états de service dans la bande Orientale. La présence, quoique brève, de celui-ci fut cependant d’une grande portée par l’activité diplomatique qu’il déploya, d’une part auprès des Paraguayens ― consolidant définitivement le front paraguayen et parvenant à retarder l’intervention portugaise ―, et d’autre part auprès des Orientaux ― faisant chanceler la loyauté des royalistes de Montevideo, organisant l’armée et les milices, établissant un plan d’opérations, et gérant efficacement les conflits entre les chefs, tâche dans laquelle du reste ses successeurs échoueront.

#### Le siège de Montevideo et l’invasion portugaise

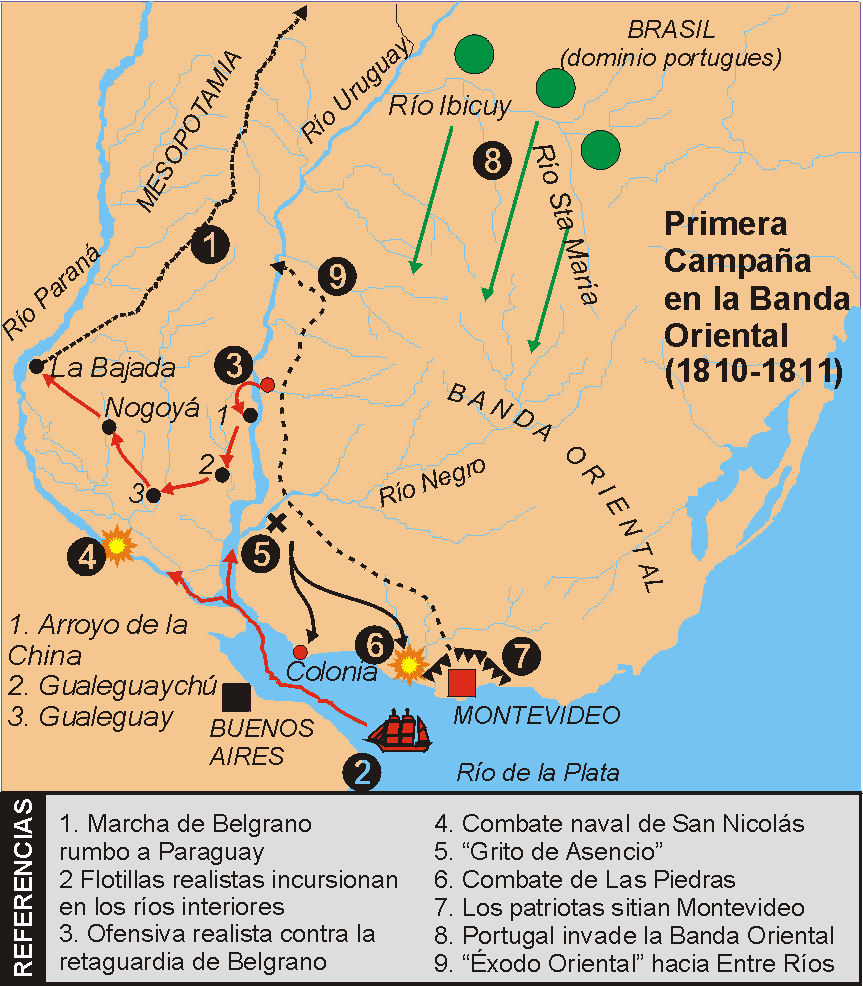
Première expédition dans la bande Orientale.

Une fois que la zone tenue par les royalistes eut été circonscrite à Montevideo et à Colonia, les patriotes entreprirent de mettre le siège devant ces deux places-fortes, respectivement à partir du 21 et du 26 mai. Début juin, les royalistes durent évacuer Colonia, occupée ensuite par les révolutionnaires, et Artigas eut dès lors tout loisir, avec l’aide des gauchos orientaux et avec l’assistance de forces envoyées par Buenos Aires, de se concentrer sur le siège de Montevideo. Peu après, les forces de Rondeau furent incorporées dans ses troupes. Si les murailles de la ville et les canons de la flotte mouillée dans le port étaient à même d’empêcher une chute rapide de la place, celle-ci souffrait néanmoins d’une situation désormais fort précaire.
La nuit du 15 juillet, l’escadre espagnole se présenta face à Buenos Aires et entreprit sans préavis de pilonner la ville. Par la relative distance et en raison de l’obscurité, beaucoup de projectiles se perdirent et peu d’entre eux furent rasants, n’occasionnant que des dommages de faible importance à quelques bâtiments et ne faisant que deux blessés, si bien que l’attaque fut un échec patent. Le matin du jour suivant, le commandant royaliste fit parvenir un ultimatum à la Junte, qui le repoussa aussitôt, nonobstant quoi le bombardement ne fut pas poursuivi.
Le vice-roi Elío, assiégé à Montevideo, ne percevant, comme unique possibilité de sortie, que le secours des troupes portugaises du Brésil, sollicita leur concours pour vaincre les révolutionnaires. Dès le 20 mars 1811, Elío adressa une proclamation à la population orientale, la menaçant d’une intervention portugaise si l'insurrection se poursuivait.
Depuis toujours, le Portugal avait disputé à l’Espagne le territoire de la bande Orientale et ne laisserait pas passer pareille occasion. Dans la capitainerie récemment créée du Río Grande de San Pedro, le gouvernement portugais avait mis sur pied son armée d’Observation et placé à la tête de celle-ci le comte Diego de Souza, capitaine général et gouverneur. Ces forces s’étaient déjà mises en rapport avec le gouverneur paraguayen Velasco, s’offrant de l’aider contre l’offensive de Belgrano. Souza avait d'autre part reçu l'ordre de faire reconnaître comme reine du Río de la Plata l’infante Charlotte Joachime, épouse du roi Jean VI de Portugal et sœur de Ferdinand VII,.
Le 17 juillet, une armée de 3 000 soldats portugais sous le commandement du gouverneur Souza franchit la frontière. Tous les villages de l’est de l’actuel territoire uruguayen furent occupés par les troupes portugaises,,, et le 14 octobre le quartier général portugais fut établi à Maldonado.

### Reprise de la guerre dans le Haut-Pérou

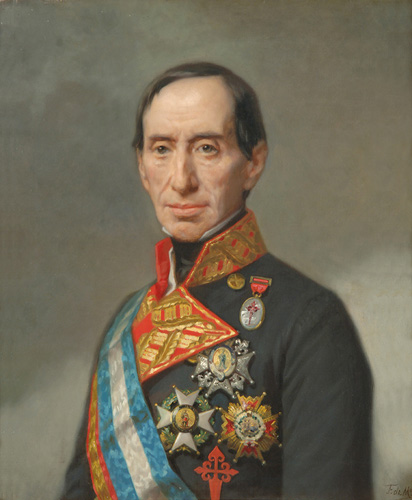
José Manuel de Goyeneche, commandant en chef de l’armée royaliste dans le Haut-Pérou.

Castelli et son assesseur Bernardo de Monteagudo, qui détenaient le gouvernement dans le Haut-Pérou, prirent un ensemble de mesures draconiennes qui leur valurent l’inimitié d’une grande partie des classes aisées, et posèrent une série d’actes hostiles aux formes traditionnelles de la religion catholique.
L’armée auxiliaire s’installa début avril dans le campement de Laja, non loin de La Paz. Le 17 avril fut déjouée une contre-révolution royaliste à Potosí.
Goyeneche, qui avait depuis octobre établi ses quartiers à Zepita, entre la rivière Desaguadero et le lac Titicaca, tira son parti des erreurs politiques du représentant de la Junte et, ayant incité les Péruviens à s’enrôler en masse dans son armée, parvint à réunir 8 000 hommes et 20 canons. Avec l’aval d'Abascal, Goyeneche signa le 16 mai 1811 avec Castelli un armistice de quarante jours, délai que le vice-roi mit à profit pour dépêcher à son armée renforts et approvisionnements. Entre-temps, Castelli ordonna à son armée, qui nominalement comptait quelque 23 000 hommes, de suspendre ses opérations, mais, parallèlement, envoyait des agents dans les provinces de la vice-royauté du Pérou pour y propager la révolution. Il parvint à provoquer plusieurs embryons de révolution, à Arequipa, Locumba et Moquegua, qui furent  toutefois rapidement étouffés.
La révolution des 5 et 6 avril 1811, qui écarta de l'exécutif de Buenos Aires les alliés de Castelli, provoqua dans les rangs de l’armée du Nord une division entre les partisans de Cornelio Saavedra, emmenés par Juan José Viamonte, et les partisans de Castelli. Celui-ci empêcha que les députés élus dans le Haut-Pérou ne se rendissent à Buenos Aires et intrigua pour que les gouverneurs répudiassent la Grande Junte dans sa nouvelle composition. Son dessein désormais était de battre Goyeneche et de se diriger ensuite à Buenos Aires pour remettre ses amis en place.
Le 25 mai 1811, Castelli réunit les chefs indigènes dans les ruines de Tiahuanaco et par une proclamation solennelle leur accorda la liberté au nom de la Junte.

#### Huaqui

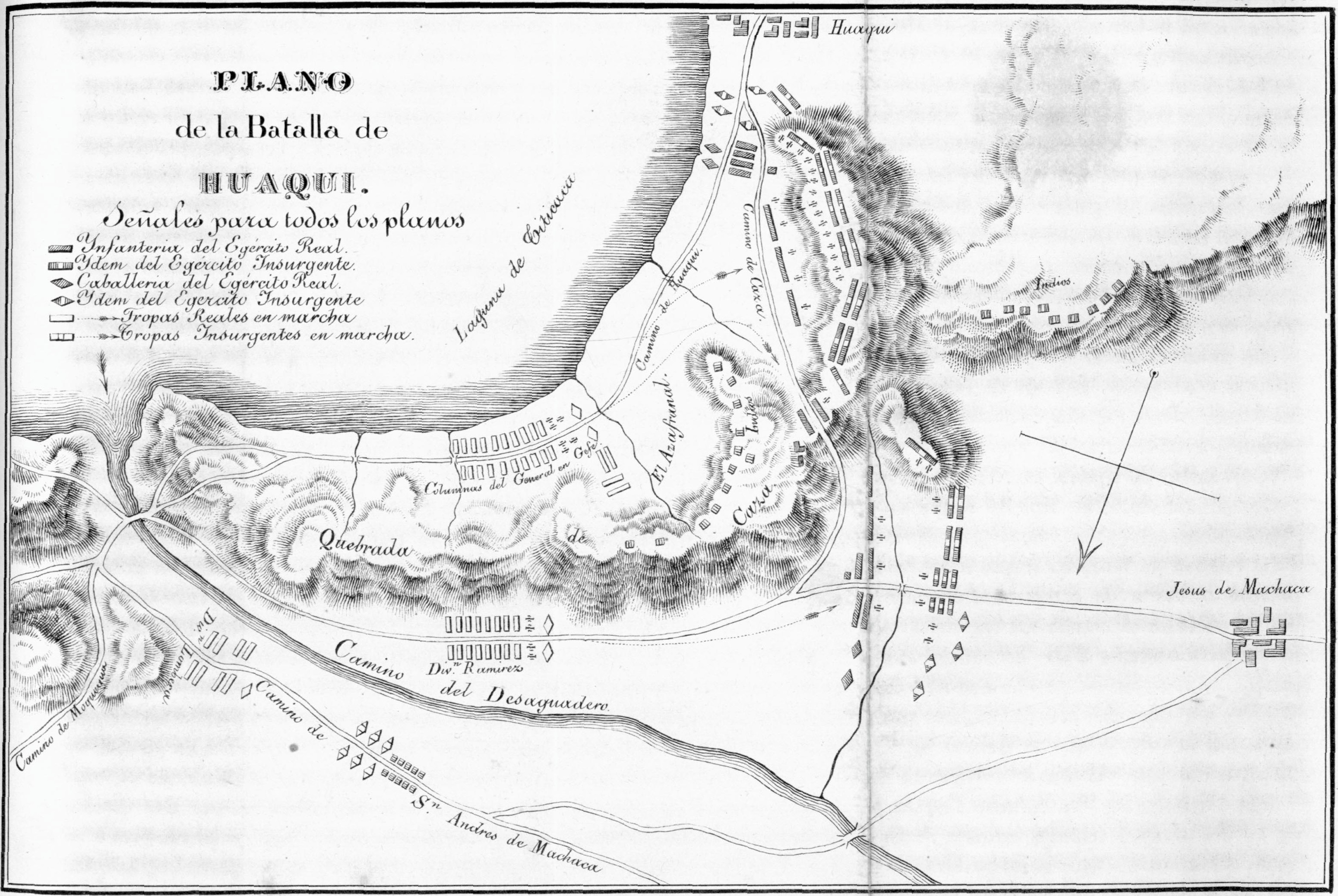
Plan ancien représentant la bataille de Huaqui.

Castelli transporta son armée de La Laja vers le nouveau campement situé à Huaqui, d’où il pouvait dominer le pont dit Puente del Inca, principal point de passage entre les deux vice-royautés, et qui avait été fortifié par Goyeneche. Les effectifs dont disposait Castelli à Huaqui étaient de 6 000 à 7 000 hommes, la majeure partie de l’armée ayant en effet été répartie dans tout le Haut-Pérou.
Un premier accrochage eut lieu le 6 juin 1811. Alors que Goyeneche l’attribuait aux patriotes, Castelli en imputa la responsabilité aux royalistes et se proposa d’exploiter l’incident pour justifier une attaque surprise. Goyeneche cependant le devança et ordonna une attaque générale le 20 juin, déclenchant ainsi la bataille de Guaqui.
Les royalistes, voyant que l’armée révolutionnaire se trouvait être divisée en deux par une étendue montagneuse, attaquèrent simultanément les deux plaines de chaque côté de celle-ci, tandis que les forces du colonel Pío Tristán escaladaient les montagnes interposées. Une grande partie des troupes patriotes fit preuve de peu d’esprit combattif, et certains chefs, comme le général Rivero et le colonel José Bolaños, ne vinrent quasiment pas à combattre. Quelques auteurs soutiennent en outre que Juan José Viamonte refusa de prêter main-forte à Eustoquio Díaz Vélez pour des motifs de rivalités politiques.
Goyeneche remporta une nette victoire. Les patriotes, s’ils subirent moins de pertes que leurs adversaires, furent mis en totale déroute et y laissèrent tout leur équipement et toute leur artillerie,.
Les forces patriotes en retraite ne parvinrent à se regrouper que partiellement, en un lieu déjà fort éloigné du champ de bataille. Le nombre de désertions ne cessait d’augmenter au fil des jours. Certains chefs, tels que Rivero, refusèrent de suivre Castelli plus avant et prirent la direction de leurs villes d’origine. À leur passage par les villes et communes du Haut-Pérou, les troupes commirent tous types d’exactions, pendant que les populations, exaspérées depuis pas mal de temps déjà par les actions de Castelli et de ses officiers, n'acceptaient plus leur présence, ce qui facilitait les désertions.
Le gros de l’armée se retira presque sans s’arrêter jusqu’à Chuquisaca, tandis que Goyeneche occupait Oruro, puis La Paz, à lui restituée par le gouverneur Tristán. Quand la nouvelle de ce qui s’était passé à Huaqui fut connue à Buenos Aires, la Grande Junte, le 3 août, destitua Castelli et Balcarce, qu’elle remplaça à la tête de l’armée auxiliaire par Francisco del Rivero, bien que celui-ci n’en eût jamais connaissance. Il n’y aurait plus jamais ensuite dans l’armée de commandement collégial.
Rivero, battu par Ramírez Orozco le 13 août 1811 dans la bataille de Sipe Sipe, se rendant compte de la vanité de toute résistance, céda à la demande de paix émanant des habitants de Cochabamba et sollicita la cessation des hostilités. Il remit son armée aux mains des royalistes, puis se laissa enrôler dans l’armée de ses anciens ennemis. Cochabamba fut alors occupée pacifiquement par Goyeneche.
Le commandement de ce qui restait de l’armée du Nord fut repris par Juan Martín de Pueyrredón, qui se retira d’abord à Potosí, où la population lui fit beaucoup résistance, puis à Jujuy, en emportant avec lui les fonds de l’hôtel des Monnaies de Potosí.
Mis au courant de la défection de Rivero, Saavedra, après avoir ordonné à Viamonte de se mettre provisoirement à la tête de l’armée, quitta Buenos Aires pour le nord avec l’intention d’en reprendre en personne le commandement.

#### Nouvelles insurrections
Le même jour que la bataille de Huaqui, une révolution éclata dans la ville péruvienne de Tacna, mais, comme l’aide escomptée de l’armée du Nord ne pouvait plus venir, elle fut facilement écrasée.
Les indigènes des partidos d’Omasuyos, de Pacajes et de Larecaja, qui avaient été exhortés par Rivero à résister, n’acceptèrent point la restauration royaliste et se soulevèrent, mettant le siège devant La Paz à partir du 29 juin. Leur centre d’opérations se situait sur les hauteurs de Pampajasi.
Début août, des forces indigènes sous la conduite de Juan Manuel Cáceres, qui avait été le lieutenant de Túpac Katari lors de sa rébellion de 1780, incendièrent et occupèrent la ville, en massacrant la garnison royaliste, y compris le gouverneur par intérim, puis peu après détruisirent la garnison qui surveillait le passage de la rivière Desaguadero. Les insurgés nommèrent Ramón Mariaca gouverneur.

## Le Premier triumvirat
Une série d’incidents opposant le cabildo de Buenos Aires, mécontent de la position prépondérante prise par les députés de l’intérieur, et la Grande Junte, aboutirent le 23 septembre 1811 au remplacement de celle-ci par le Premier triumvirat.
Ce nouvel exécutif mènera, en ce qui regarde la guerre, une politique beaucoup plus prudente, privilégiant les solutions diplomatiques à celles militaires.
Sous l’influence de la figure de Lord Strangford, consul du Royaume-Uni à Río de Janeiro, le Triumvirat s’efforça de trouver des arrangements avec les autorités espagnoles, allant jusqu'à vouloir conclure avec elles quelque compromis de paix, en échange d’une autonomie politique limitée pour le territoire.

### L’Exode oriental

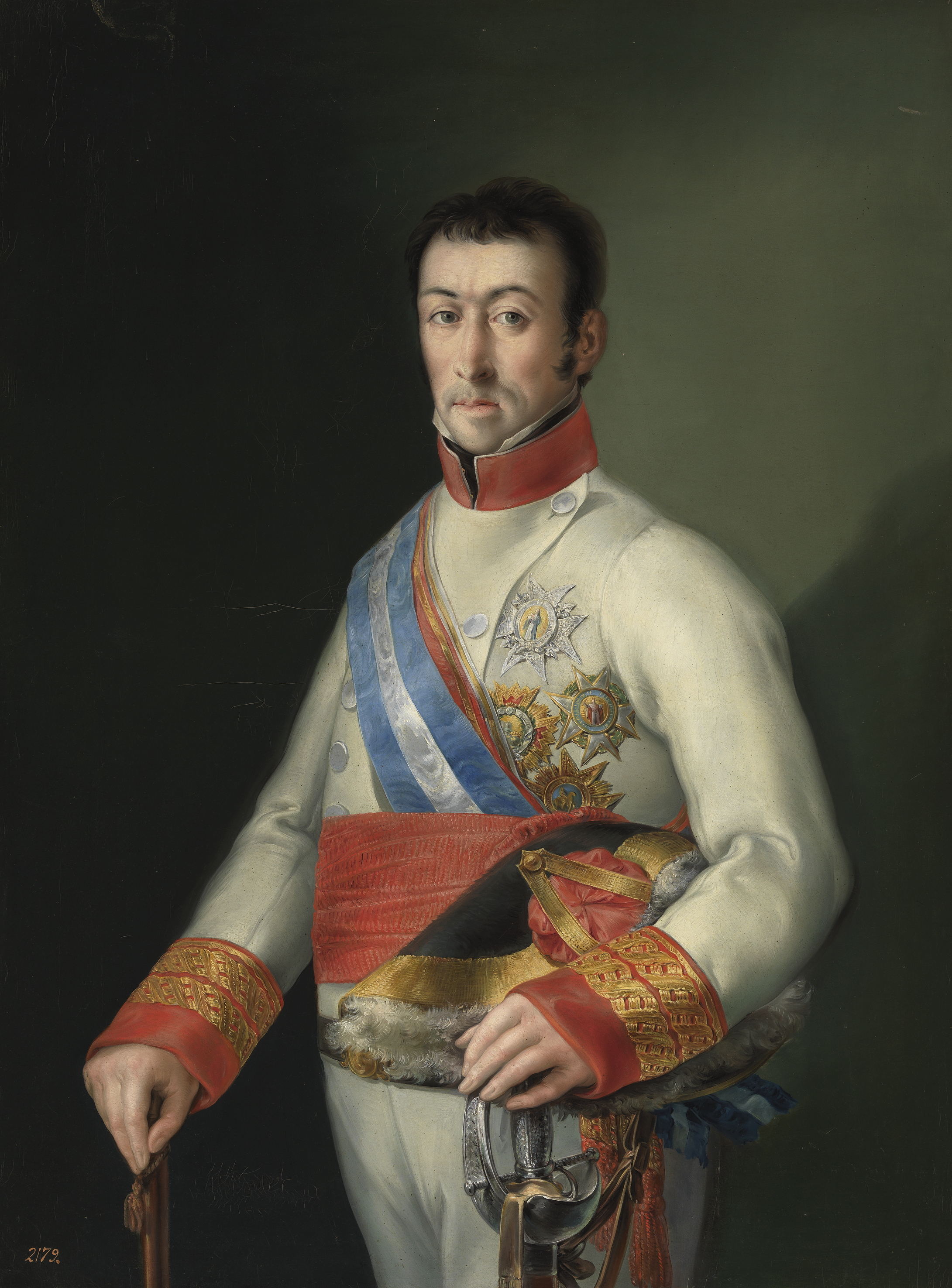
Francisco Javier de Elío, nommé vice-roi du Río de la Plata, ne put exercer son autorité que dans la seule bande Orientale.

L’offensive portugaise avait été déclenchée peu après que fut connue la nouvelle du désastre de Huaqui, lequel avait porté la Grande Junte à dépêcher toutes ses troupes disponibles au secours de l’armée du Nord. Voyant ses forces prises entre deux feux dans la bande Orientale et ses lignes de communication menacées, et se trouvant dans l’impossibilité d’envoyer des renforts, la Junte résolut de composer avec Elío, lui proposant un armistice, dont elle informa aussi les forces assiégeantes et la population civile ; toutes les parties cependant rejetèrent cet accord. Le 19 août, la flotte royaliste procéda à un deuxième bombardement de Buenos Aires, aussi peu efficace que le précédent.
Peu après, la Grande Junte fut supplantée par le Triumvirat, qui reprit les tractations par l’entremise de Strangford, et offrit le retrait immédiat des forces assiégeantes. Avant la signature de l’accord, l’envoyé de Buenos Aires, José Julián Pérez, avisa les Orientaux de ce qu'un armistice était sur le point d’être signé, aux termes duquel la bande Orientale resterait aux mains d’Elío, ce qui fut derechef repoussé.
Dans le même temps, des bandes armées brésiliennes irrégulières envahissaient les localités de Misiones, capturant le commandant de Yapeyú, Bernardo Pérez Planes, puis, peu de temps plus tard, s’emparèrent des villages de Belén et de Salto Chico.
Le 1er septembre, Paysandú fut occupée, puis — bien que son commandant Bentos Manuel Ribeiro eût été vaincu et fait prisonnier à Yapeyú — les Portugais mirent à sac les zones avoisinant les localités de Santo Domingo Soriano et de Mercedes. Pour contenir les offensives portugaises, Rondeau envoya début septembre un détachement au nord du río Negro, qui parvint le mois suivant à libérer Mercedes et, un mois plus tard encore, à déloger les Portugais de Paysandú.
Au départ de Mandisoví (actuelle Federación), les forces luso-brésiliennes s’en vinrent occuper Curuzú Cuatiá, puis poussèrent jusqu’à l’actuelle ville de La Paz (Entre Ríos), sur le fleuve Paraná. À la demande d’Elío, ils attaquèrent Concepción del Uruguay, qui se trouvait alors sous le blocus des navires espagnols, mais furent repoussés.
La Cruz (Corrientes) et Santo Tomé (Corrientes) furent également attaquées. Le gouverneur suppléant de la province de Corrientes, Elías Galván, sut récupérer Curuzú Cuatiá le 29 novembre et Mandisoví peu après. Craignant une alliance entre le Paraguay et les envahisseurs portugais, le commandant des troupes de Misiones Andrés Guazurary, d'origine guaraní, expulsa les troupes paraguayennes qui, à la faveur du retrait de Belgrano, étaient venues occuper Candelaria. Quelques années plus tard, le chef guaraní sera le principal meneur de la résistance contre l’invasion luso-brésilienne dans cette région.
Le 12 octobre, le siège de Montevideo fut officiellement levé et l’armée de Rondeau commença de se replier vers Entre Ríos. Artigas n’eut d’autre choix alors que de retirer, lui aussi, ses troupes vers le nord, soit quelque 3 000 hommes, suivis d’une nombreuse population civile.
Le 20 juillet 1811 fut signé, entre le Premier triumvirat et le vice-roi Elío, un protocole d’armistice stipulant la cessation des hostilités, la levée du blocus naval de Buenos Aires et la reconnaissance par les deux parties de la souveraineté de Ferdinand VII ; l’on convint du retrait des troupes tant révolutionnaires que portugaises de la bande Orientale et des villes d’Entre-Ríos, de Concepción del Uruguay, de Gualeguay et de Gualeguaychú ; enfin, Elío fut reconnu vice-roi, quoique sans autorité en dehors du territoire ainsi cédé. Le 21 octobre, le traité de Pacification fut ratifié par Elío.
Le Triumvirat réussit ainsi certes à retirer ses troupes et à les mettre en sûreté en Mésopotamie, leur épargnant la défaite, mais le traité d’autre part remplit d’amertume les Orientaux et les Entrerrianos, qui se virent abandonnés en pleine lutte. Le traité fut aussi à l’origine de dissensions entre les royalistes ; le vice-roi du Pérou, qui n’avait pas été consulté et qui même considérait au début le traité comme apocryphe, craignant l’arrivée des troupes patriotes retirées du front oriental, ordonna, avec l’accord de Goyeneche, de maintenir ses positions devant la « cruelle situation à laquelle se trouvent exposées les provinces et les armes » royalistes.

#### La "Redoute"

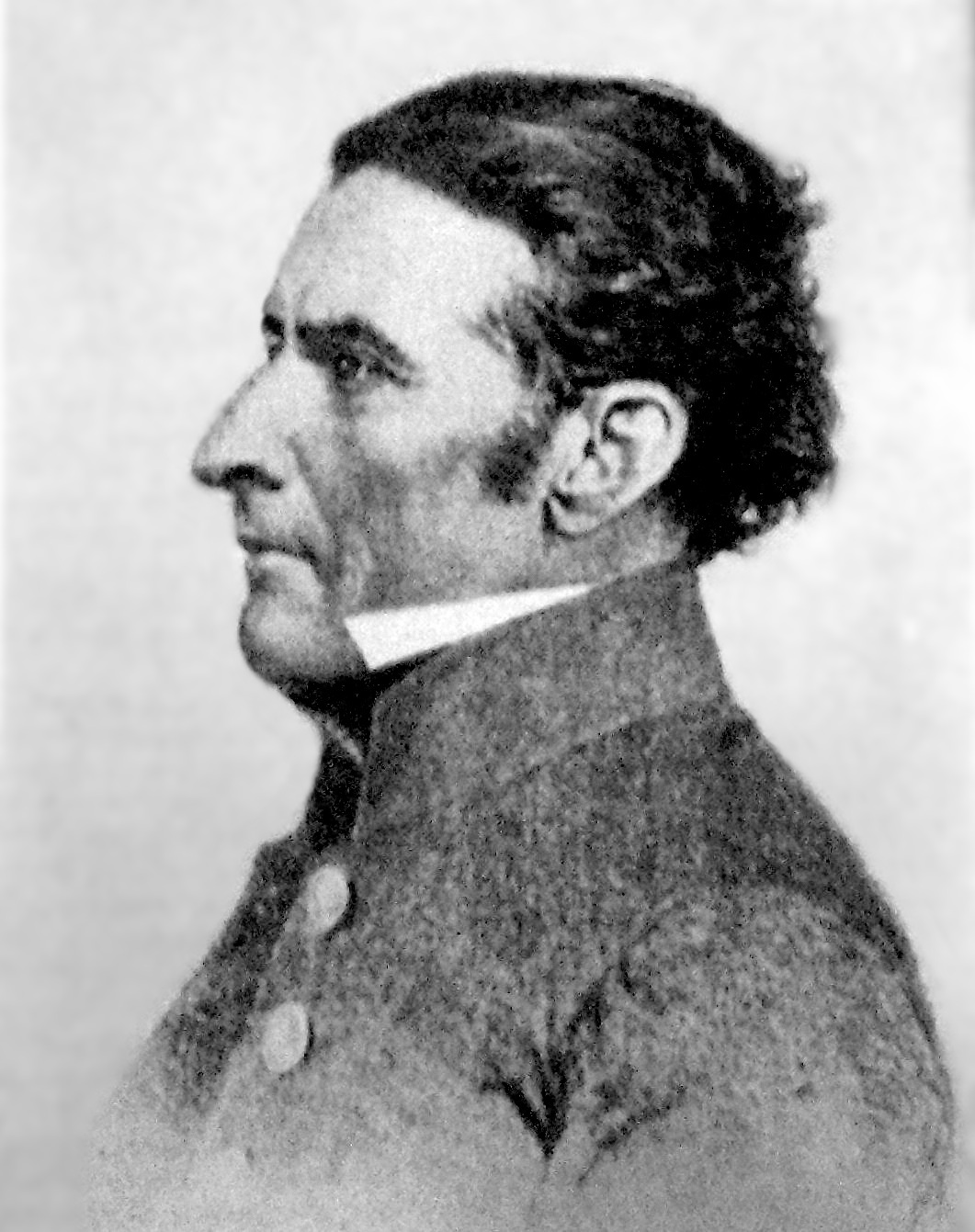
José Artigas.

Artigas fut mis au courant de l’armistice le 23, sur les bords de la rivière San José, où se déroulait une réunion ou assemblée spontanée des Orientaux qui avaient participé au siège de Montevideo. Artigas fit part aux participants de sa décision de respecter l’armistice et de se retirer vers le nord. Tous les autres, en revanche, proclamèrent leur volonté de ne pas déposer les armes et de reprendre la lutte dès que cela serait possible.
Aussitôt, Artigas reprit le chemin en direction du nord, et un grand nombre de civils le suivit, donnant lieu à un déplacement de population qui dans l’usage populaire sera appelé la Redoute (en esp. la Redota), et que les historiens désignent par l’Exode oriental. Le caudillo Artigas fut d’abord opposé à cette émigration massive, mais ensuite ordonna de dresser un registre des familles et des individus qui le suivaient, et d’en faire le compte, ce qui donna 4 435 personnes ; si l’on inclut ceux qui les rejoignirent ultérieurement, cette troupe pourrait bien avoir atteint un chiffre approchant les 16 000 personnes.
Le 15 novembre 1811, le Triumvirat nomma Artigas gouverneur suppléant, juge suprême et capitaine de guerre du département de Yapeyú et ses partidos (teniente gobernador, justicia mayor y capitán de guerra del Departamento de Yapeyú y sus partidos), avec autorité sur les 10 villages de Misiones ressortissant à Buenos Aires.
Le 18 novembre, Elío retourna en Espagne par ordre du gouvernement espagnol, dont le dessein était d’écraser les indépendantistes sans accepter le moindre accord. Il ne sera plus donné ensuite à aucun autre fonctionnaire espagnol d’exercer les fonctions de vice-roi du Río de la Plata.
Mettant à exécution ce qui avait été convenu, Rondeau evacua la bande Orientale en décembre de cette même année et rentra à Buenos Aires, tandis que d’autres forces traversaient le fleuve Uruguay pour dresser leur campement dans la Mésopotamie argentine.
Le 10 décembre, les troupes et les civils qui suivaient Artigas se mirent à traverser le fleuve Uruguay près de Salto (Uruguay), et s’installèrent dans le nord-est de l’actuelle province d’Entre Ríos, laquelle à cette époque faisait partie de la province de Misiones. Le 18 décembre, des troupes d’Artigas réussirent à récupérer le village de Belén.
Souza reçut l’instruction de se replier avec son armée jusqu’au Brésil, mais refusa d’obtempérer : il exigea comme condition de son départ la dissolution des milices d’Artigas, qui n’avait pas évacué intégralement le territoire oriental, et des garanties quant à ce que ces forces n’attaqueraient pas les populations portugaises.
Vigodet, nouvellement nommé gouverneur de Montevideo, exigea de la part du Triumvirat des actions contre Artigas. Avec le front nord désormais stabilisé, le gouvernement de Buenos Aires repoussa ces exigences. Déclarant l’armistice rompu, Vigodet rouvrit les hostilités le 31 janvier 1812 ; le 4 mars eut lieu le troisième bombardement de Buenos Aires, qui ne causa quelque dommage qu’à des embarcations de moindre importance.
Artigas dépêcha vers Misiones Fernando Otorgués et Fructuoso Rivera, qui reconquièrent les villages de Santo Tomé, Yapeyú et La Cruz.
En mars, après l’arrivée de renforts venus du Brésil et de provisions envoyées depuis Montevideo, une armée portugaise de 5 000 hommes fit mouvement depuis Maldonado en direction de Paysandú, et fit son entrée dans ce village le 2 mai. Le mois suivant, le Triumvirat envoya à Diego de Souza un ultimatum en exigeant son retrait immédiat. En outre, il nomma Artigas chef des opérations contre les Portugais, et lui dépêcha en renfort le régiment de Pardos y Morenos (corps d’armée composé de gens de couleur), placé sous le commandement de Miguel Estanislao Soler, ainsi qu’une forte quantité d’argent.
Une nouvelle attaque portugaise obligea les forces d’Artigas de repasser le fleuve Uruguay pour Entre Ríos, mais elles purent peu après récupérer leurs positions dans l’est de l’Uruguay,. Les 4 et 6 mai, les Portugais attaquèrent Santo Tomé, mais furent refoulés.
Le gouvernement de Buenos Aires ordonna à Artigas de retourner au campement de l’Ayuí, attendu que Strangford avait obtenu le 26 mai la signature du traité Rademaker-Herrera, qui stipulait le retrait des troupes portugaises vers le Brésil, laissant aux Provinces unies les mains libres pour mener une nouvelle offensive contre Montevideo.
Mais une fois encore, Souza dédaigna l’accord conclu ; cependant, après de nouveaux combats, il reçut l’ordre du roi Jean VI de se retirer de la bande Orientale, ordre qu’il finit par exécuter le 13 juin. Peu de jours plus tard, le commandant de Misiones occupée par le Portugal, Francisco das Chagas Santos, tenta d’attaquer La Cruz, défendue par des forces de Corrientes, mais se retira après que Galván lui eut communiqué que les hostilités avaient cessé. Le 13 septembre, l’armistice sera ratifié, en dépit des tentatives du gouverneur Vigodet pour l’empêcher.
Les Portugais toutefois ne retirèrent pas intégralement leurs troupes jusqu’aux limites antérieures à l’invasión, gardant en leur pouvoir la région des actuels municipalités de Uruguayana, Quaraí, Santana do Livramento et Alegrete, et une partie de Rosário do Sul, Dom Pedrito et Bagé.
En avril 1812, un soulèvement survenu dans le fort isolé de Carmen de Patagones, en Patagonie, mené par Faustino Ansay, prisonnier dans ce lieu depuis qu’il avait été démis de ses fonctions à Mendoza, permit aux royalistes de prendre le contrôle de ce port.
Ce même mois, Manuel de Sarratea, membre du Triumvirat, prit la tête de l’armée établie en Entre Ríos, nonobstant qu'Artigas ne le reconnût point comme son supérieur.
En juin, Artigas installa son campement à Arroyo Ayuí Grande, en Entre Ríos. C’est là qu’allaient demeurer ses troupes jusqu’à ce que la reprise des hostilités permît leur retour dans la bande Orientale. Stationné à une lieue du campement d’Artigas, Sarratea s’employa à séduire les officiers de l’armée orientale pour les incorporer dans la sienne, et obtint que quelque 2 000 hommes rejoignissent ses propres effectifs. Comme le chef oriental gardait par devers lui environ 1 500 soldats et la majeure partie de la population, Sarratea se laissa aller, sans obtenir l’appui du gouvernement, à déclarer Artigas un traître.
En septembre, l’avant-garde de l’armée de Sarratea, commandée par Rondeau, traversa le fleuve Uruguay et entama sa marche sur Montevideo. Simultanément, les troupes d’Artigas et la population qui le suivait commencèrent à retourner dans la bande Orientale, bien qu’ils ne prissent pas part aux opérations.

### Guerre défensive dans le nord
Huit jours seulement suivant son arrivée à Salta, Saavedra reçut du Triumvirat l’ordre de céder le commandement de l’armée à Pueyrredón, puis, peu après, fut arrêté.
Sans aide extérieure, les révolutionnaires s’organisèrent en groupes de guérilleros, appelés Républiquettes, qui résistèrent avec de faibles moyens aux offensives royalistes ; ils pouvaient en contrepartie compter sur le soutien de la population et étaient favorisés par leur sa connaissance du terrain.
Le 6 octobre, à Sicasica, les forces de la ville de La Paz infligèrent une défaite aux 1 200 hommes de troupe du colonel royaliste Jerónimo Marrón de Lombera. Le jour suivant, Oruro aussi passa aux mains des révolutionnaires.
Goyeneche avait occupé Chuquisaca, mais dut se replier avec ses 3 500 hommes sur Oruro. Le vice-roi Abascal dépêcha à son secours un effectif de taille semblable réuni par le gouverneur de Puno, Manuel Quimper, ainsi que des indigènes Quetchua de Cuzco, commandés par le cacique Mateo Pumacahua, qui commirent des excès et des atrocités contre les populations aymaras.
Les indépendantistes purent encore arracher une petite victoire près du détroit de Tiquina, mais les colonels Pedro Benavente et Lombera s’emparèrent de La Paz. Pumacahua réussit à rétablir les communications avec l’armée de Goyeneche, qui retourna alors à Chuquisaca.
Les exactions des troupes indigènes arrivées du nord eurent pour effet d’attiser l’ardeur des populations du Haut-Pérou. Le colonel Esteban Arze, qui avait refusé de se rendre avec Rivero, revint dans la vallée de Cochabamba et, le 14 novembre, y prit la tête d’une révolution. Arze fut nommé commandant-général et Mariano Antezana président de la Junte provinciale de Cochabamba. Le 16 novembre, Arze attaqua Oruro, mais fut repoussé par González de Socasa.
Dans la province d’Ayopaya surgit une autre républiquette, qui parvint à résister durant plusieurs années à la domination royaliste.

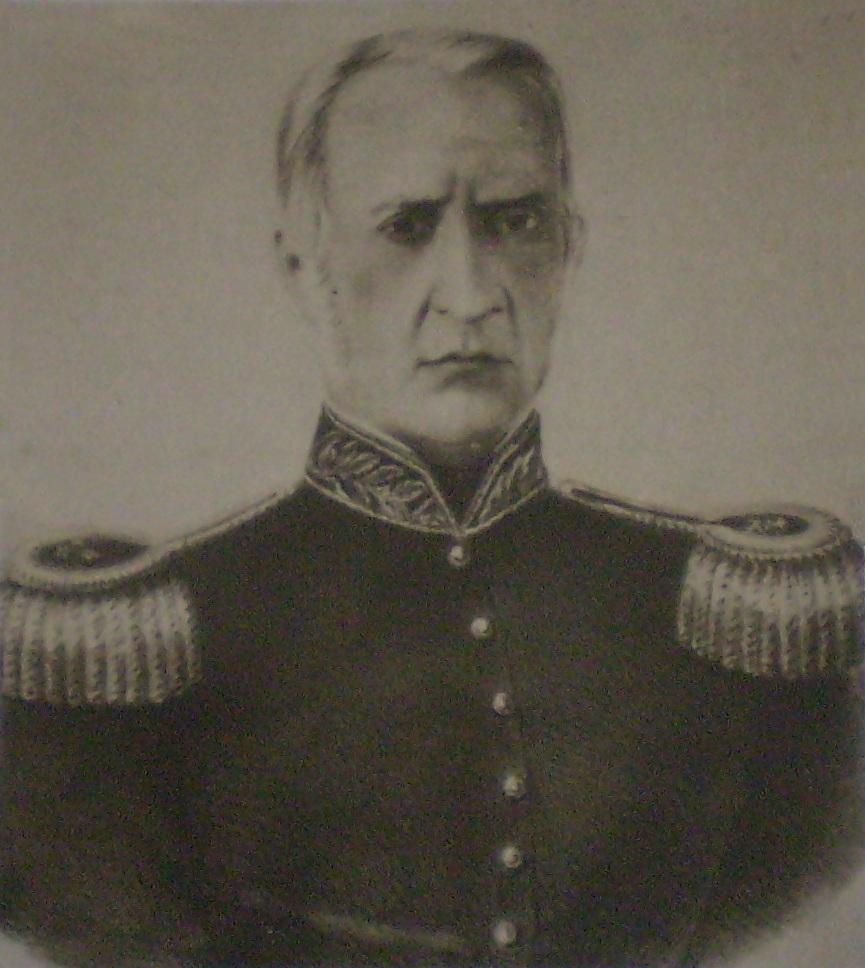
Eustoquio Díaz Vélez dans sa vieillesse.

Pour appuyer la nouvelle révolution à Cochabamba, Pueyrredón résolut d’entreprendre une nouvelle tentative d’avancer sur le Haut-Pérou, et envoya à cet effet un régiment de cavalerie et un bataillon d’infanterie, placés sous les ordres de son second, le major Eustoquio Díaz Vélez. Celui-ci chargea le lieutenant-colonel Manuel Dorrego d’attaquer un poste royaliste établi dans un village de Sansana, où il eut un petit succès.
Après qu’il eut reçu des renforts, grâce auxquels ses effectifs atteignaient maintenant 860 hommes, Díaz Vélez envoya Dorrego une nouvelle fois à Nazareno, où celui-ci tout d’abord vainquit Francisco Picoaga ; mais ses forces furent séparées par une crue de la rivière Suipacha, qui permit aux royalistes de contre-attaquer et de le battre,. Pueyrredón ordonna à Díaz Vélez de se retirer immédiatement, Goyeneche s’étant en effet déjà fort avancé.
Le 16 janvier, Arze parvint à prendre le village de Chayanta. Dans le même temps, le lieutenant-colonel Martín Miguel de Güemes, chef en second de l’avant-garde, fut dépêché par Díaz Vélez pour récupérer Tarija, ce dont il s’acquitta le 18 janvier.
Cependant, l’armée du Nord ne fit même aucune tentative d’appuyer les révolutionnaires du Haut-Pérou : le 20 janvier, Díaz Vélez replia ses troupes épuisées ainsi que celles de Güemes vers le ravin de Humahuaca. D’autre part, le Triumvirat avait adopté à l’égard de la guerre une attitude plus réticente, et préféra retenir ses forces dans les environs de la capitale.
Une division révolutionnaire de 2000 hommes en provenance de Mizque se dirigea vers Chuquisaca, mais fut mise en déroute le 4 avril par un bataillon du Régiment royal de Lima. Peu de jours plus tard, le 12 avril, les indigènes d’Ayopaya furent vaincus près de La Paz. Tous les prisonniers furent exécutés.
Une division royaliste forte de 1 200 hommes, envoyée en renfort de Goyeneche, se mit en mouvement au départ de Santa Cruz de la Sierra, mais fut vaincue lors de la bataille de Samaipata, dans l’actuel département de Santa Cruz, et tous les royalistes soit y laissèrent la vie, soit furent faits prisonniers.
Après qu’une rébellion eut échoué à Potosí, Goyeneche se rendit à Chuquisaca le 5 mai. De là, il envoya 4 000 hommes sur Cochabamba, pendant qu’il lançait en même temps une colonne sur Chayanta et une autre vers Tapacarí, composée de 2 000 hommes sous le commandement de Lombera. Le colonel Huici avança vers Vallegrande, en détruisant le village de Pocará.
Les différends entre Arze et Antezana les conduisirent à la décision de diviser en deux moitiés l’armée de Cochabamba, laquelle comptait 6000 hommes, armés presque tous de gourdins et de massues, bien qu’ils eussent également à leur disposition 40 canons et 400 arquebuses. Le 24 mai, Arze fut battu dans la bataille de Pocona ou de Quehuiñal, et l’armée royaliste marcha alors sur la ville.
Antezana ne fit pas preuve de la même attitude combattive, mais les habitants de Cochabamba, en particulier les femmes, firent front dans le Cerro de San Sebastián. Ils furent vaincus le 27 mai, et Cochabamba tomba de nouveau aux mains des royalistes. Cette fois-ci, Goyeneche exerça la répression avec cruauté : de nombreux révolutionnaires furent exécutés (parmi eux Antezana), et les royalistes mirent à sac et incendièrent la ville. Lombera fut nommé gouverneur suppléant, avec une garnison de 2000 hommes.
Goyeneche revint à Potosí, puis emmena son armée vers la province de Chichas, pendant que Pumacahua retournait à Cuzco.
Le 2 juin, les révolutionnaires d’Ayopaya commandés par Baltazar Cárdenas furent vaincus à Sicasica. Arze également, qui avait réussi à échapper avec une partie de ses troupes, fut battu ; plus tard, il devait rejoindre les guerrillas de Juan Antonio Álvarez de Arenales.
La ville de Cochabamba devait se soulever à deux reprises encore, le 11 mars et le 18 juin 1813.

#### L’Exode de Jujuy et la bataille de Tucumán
Le 26 mars 1812, le général Manuel Belgrano, qui quelques mois auparavant avait été acquitté lors du procès relatif à son échec au Paraguay, prit le commandement de l’armée du Nord. Dans l’entre-temps, il avait commandé le Régiment de Patriciens, avait écrasé fin 1811 à Buenos Aires à la suite de la mutinerie dite des Tresses (Motín de las Trenzas), et avait arboré à Rosario un drapeau (celui actuel de l’Argentine), que le Triumvirat lui ordonna de détruire.
Belgrano établit des défenses à San Salvador de Jujuy et dressa son campement à Campo Santo. Les effectifs dont il disposait étaient faibles : quelque 1500 hommes, desquels les deux tiers étaient de cavalerie ; au début, il n’eut que deux canons.
La venue de Belgrano détermina un changement substantiel dans l’organisation militaire, et désormais allaient régner cette même discipline et cette même rigueur que celles auxquelles lui-même se soumettait. Il mit sur pied un hôpital, un tribunal militaire et un corps chargé d’administrer les provisions. Il s’assura que les manufactures d’armement, de munitions et de vêtements fussent en production ininterrompue. En outre, il organisa des corps avancés de reconnaissance, et enrôla un officier allemand, le baron de Holmberg, qui l’aida à organiser sa parcimonieuse artillerie et à entraîner les officiers.
Belgrano tenta une brève offensive, en faisant avancer une partie de ses forces jusqu’au ravin de Humahuaca. Se trouvant à San Salvador de Jujuy, il célébra le deuxième anniversaire de la révolution de Mai, cérémonie durant laquelle il fit bénir le drapeau qu’il avait créé.
Peu après, le gouvernement lui notifia l’ordre formel de se replier sur Córdoba sans engager de combat. À ce moment en effet, brisée la résistance de Cochabamba, l’avant-garde de l’armée de Goyeneche, sous le commandement de Pío Tristán, fraîchement élevé au grade de brigadier, entama sa progression vers la frontière de la province de Salta.
Lorsque à la mi-juillet il apprit que les royalistes avaient avancé jusqu’à La Quiaca, Belgrano déclencha l’Exode de Jujuy : emmenant lui-même l’avant-garde, et laissant son second, le major-général Eustoquio Díaz Vélez, à la tête de l’arrière-garde, il ordonna à la population civile de se replier en même temps que l’armée et de brûler toute chose susceptible d’être utile à l’ennemi. Le 23 août, population et armée abandonnèrent San Salvador de Jujuy, qui fut peu après occupée par les royalistes.
Dans sa marche en direction du sud, l’armée du Nord ne passa point cependant par Salta, dont se fut emparé un bataillon royaliste. Le 3 septembre, l’avant-garde espagnole atteignit l’arrière-garde patriote, commandée par Díaz Vélez, mais fut battue dans la bataille de Las Piedras.
Quoique étant en désaccord avec l’ordre reçu d’abandonner tout le nord du pays, Belgrano poursuivit son retrait en direction du sud-est. Ragaillardis par la récente victoire, les habitants de Tucumán prièrent Belgrano de tenter de défendre leur ville. Cédant à ces instances, le général dévia de son itinéraire et, le 21 septembre, s’installa à San Miguel de Tucumán, non sans informer le Triumvirat de sa décision. Aussitôt, il s’appliqua à renforcer son armée avec des volontaires, tandis que Tristán laissait se reposer ses troupes.
Le 24 septembre, les 3000 hommes de l’armée de Tristán attaquèrent les 1800 de l’armée du Nord, déclenchant ainsi la bataille de Tucumán. Ce fut un affrontement chaotique, où Belgrano n’apprit qu’il avait triomphé que le lendemain, lorsque Tristán commença à se retirer vers le nord. Le butin de guerre le plus précieux que laissa l’armée vaincue fut ses 13 canons.
Dans l’incapacité de lancer une poursuite efficace, il envoya Díaz Vélez à Salta, ville que celui-ci parvint à occuper pendant quelques jours, avant que Tristán ne s’en emparât à son tour. Les mois suivants, Belgrano se consacra exclusivement à réorganiser son armée.

## L’époque de l’Assemblée
La nouvelle de la victoire de Tucumán — dans l’opinion de beaucoup d’historiens, la plus importante de la guerre d’indépendance — plongea le gouvernement de Buenos Aires dans un profond discrédit, attendu que celui-ci avait ordonné le repli de l’armée vers Córdoba. Un coup d’État, auquel participa le colonel José de San Martín, renversa le Triumvirat et le remplaça par le dénommé second triumvirat.
Le nouveau gouvernement convoqua une assemblée générale constituante, dite Assemblée de l'an XIII (1813), laquelle mit en œuvre d’importantes avancées législatives et mit fin au masque de Ferdinand VII, c'est-à-dire au discours convenu sur la prétendue continuation de la souveraineté du roi Ferdinand VII sur le Río de la Plata. Tant la période du second triumvirat, que celle des deux premiers Directeurs suprêmes, fut fortement marquée par l’action de la Loge lautarienne, qui orienta la politique intérieure, internationale et militaire de l’exécutif.
Le second triumvirat et le premier Directoire adoptèrent une attitude plus résolue en ce qui concerne la défense militaire du jeune État et quant à l’objectif de regrouper au sein de ce dernier l’intégralité de l’ancienne vice-royauté, et envoyèrent de puissants renforts tant à l’armée du Nord qu’aux troupes stationnées dans la bande Orientale.
Entre-temps, la situation en Espagne s’était modifiée, et Ferdinand VII était remonté sur le trône. La politique résolument absolutiste du roi entraînait également une attitude plus agressive à l’encontre des États qui s’étaient affranchis de l’Empire espagnol, et le rejet de tout règlement qui ne signifiât pas un retour intégral à la situation antérieure de dépendance coloniale absolue.
Les gouvernements rioplatenses réagirent en réduisant l’élan de leurs réformes sociales et en opérant une concentration du pouvoir : le dernier jour de janvier 1814, l’assemblée nomma Directeur suprême des Provinces Unies du Río de la Plata l’un des triumvirs, Gervasio Antonio de Posadas. Celui-ci voua tous ses efforts à occuper Montevideo, dans le but d’empêcher qu’il pût servir de port de débarquement à des forces espagnoles de reconquête. Une grande expédition de 10 600 hommes avait été préparée en Espagne pour reprendre le Río de la Plata, mais la perte de Montevideo, s’ajoutant au refus portugais de permettre le débarquement et l’approvisionnement des troupes au Brésil, contraignit les Espagnols à la dévier en direction du Venezuela.
Le gouvernement du successeur de Posadas, Carlos María de Alvear, s’employa à raffermir sa position intérieure dans la capitale et à réprimer la révolte fédéraliste dans le Litoral. Il ne mena, en revanche, aucune action militaire dans le Nord, et voulut évincer San Martín comme gouverneur de Cuyo, mais échoua dans sa tentative
Après la chute d’Alvear, qui avait renoncé à la stratégie de défense agressive et de contre-attaque, lui succédèrent deux directeurs par intérim, lesquels, dans la pratique, ne gouvernèrent pas sur l’ensemble des provinces argentines. La politique extérieure, tant diplomatique que militaire, demeura erratique pendant cette période. Pour sa part, l’armée du Nord poursuivit la mise en œuvre des plans offensifs esquissés dans les années précédentes.

### Deuxième siège de Montevideo
Le 20 octobre, peu après que fut parvenue la nouvelle de la chute du Triumvirat, l'armée patriote mit derechef le siège devant Montevideo. Le 31 décembre, ignorant que les assiégeants avaient reçu des renforts la nuit précédente, les royalistes attaquèrent le campement ennemi, mais furent durement battus dans la bataille de Cerrito.
Si la ville assiégée put résister, ce fut en raison de son indiscutable superiorité navale ; toutefois, ses défenseurs ne tenteraient pas une nouvelle fois de se défendre sur terre. Pourtant, précisément au cours de l’année 1813, de nouveaux renforts royalistes commencèrent à arriver a Montevideo. Si entre les années 1811 et 1812, moins de 800 hommes avaient été envoyés depuis l’Espagne, il en fut dépêché à Montevideo 3440 en 1813, desquels quelque 400 moururent. Jusqu’alors, la préférence avait été donnée au renforcement des armées qui luttaient dans la Vice-royauté de Nouvelle-Grenade et dans la Vice-royauté de Nouvelle-Espagne, mais cette année-là, 37 % des troupes expédiées en Amérique le furent à destination de Montevideo.

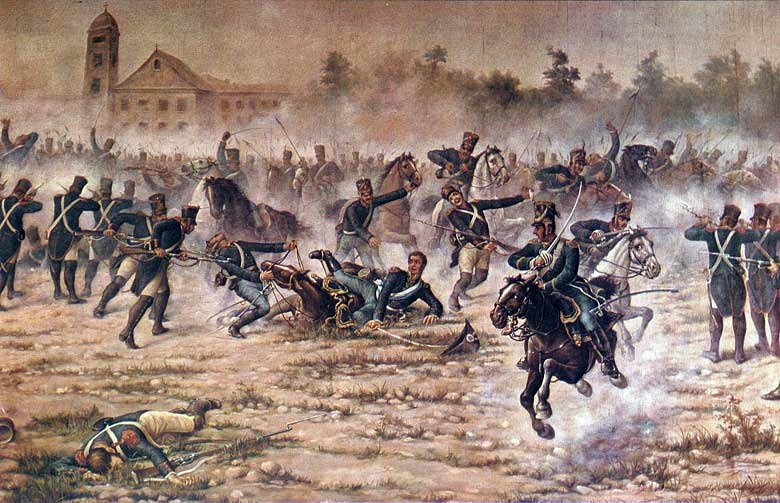
Le combat de San Lorenzo du 3 février 1813.

Dans l’impossibilité d'occuper quelque étendue de terrain capable de les pourvoir en vivres, les royalistes de Montevideo lancèrent une série d'attaques successives contre la rive des fleuves Uruguay et Paraná, qu’ils pillèrent impunément jusqu’à ce qu’une retentissante victoire des grenadiers à cheval du colonel José de San Martín lors du combat de San Lorenzo, le 3 février 1813, les retînt d’entreprendre de nouvelles incursions. Depuis lors, la ville dut se suffire à elle-même.
Le nouveau gouvernement du Río de la Plata se résigna finalement à reconnaître l’autorité qu’avait Artigas sur les forces sous son commandement, et ordonna à Sarratea début 1813 de rentrer à Buenos Aires. Artigas se joignit avec ses troupes au siège de Montevideo, en les plaçant sous les ordres de Rondeau, mais tout en gardant une certaine autonomie. Dans la suite de l’année 1813, l’activité lors du siège de Montevideo se limita à quelques escarmouches.

### Deuxième campagne dans le Haut-Pérou

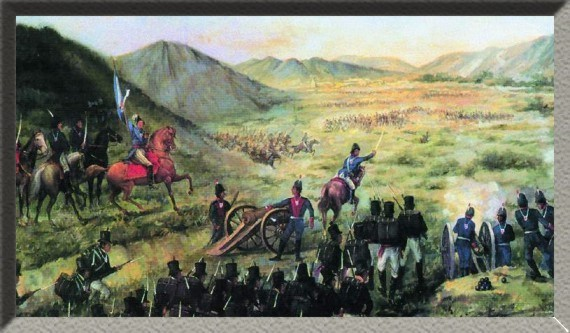
La bataille de Salta.

Les quatre mois dont disposa Belgrano pour se réorganiser à la suite de la victoire de Tucumán lui permirent de doubler le nombre de ses effectifs et d’améliorer leur formation et leur discipline, même s’ils eurent à déplorer le départ de Holmberg, qui s’était brouillé avec les autres officiers.
Bien équipé et d’un bon moral, il entreprit le 12 janvier la marche sur Salta, où Tristán s’était fortifié et où il avait bénéficié de renforts de la part de Goyeneche : deux bataillons, de la cavalerie et 6 canons. Un mois plus tard, sur la rive du río Juramento, l’armée du Nord fit serment de loyauté à l’assemblée générale constituante et au drapeau argentin, sous lequel se battrait désormais l’armée du Nord.
Tristán s’attendait à voir Belgrano attaquer depuis le sud, mais, guidée par un officier local, l’armée du Nord se campa dans la Hacienda de Castañares, au nord de la ville, coupant ainsi la possibilité pour l’ennemi de se retirer en direction de Jujuy. Le 20 février 1813, lors de la bataille de Salta, l’attaque menée en colonnes parallèles par les patriotes aboutit à la reddition inconditionnelle de Tristán : outre la capture de l’équipement et de l’armement, qui renforcèrent l’armée du Nord, 3200 hommes de troupe furent faits prisonniers, ; cependant, attendu que retenir prisonniers un tel nombre de personnes eût rendu impossible l’avance subséquente vers le Haut-Pérou, Belgrano les remit en liberté moyennant leur serment de ne jamais plus prendre les armes contre les Provinces Unies.
Goyeneche évacua Potosí et prit la direction d'Oruro le 1er mars avec seulement 450 hommes, et convint avec Belgrano d’un armistice pour 40 jours. Depuis Oruro, Goyeneche fit parvenir au vice-roi sa lettre de démission ; à sa place fut alors nommé le général Joaquín de la Pezuela. Le suppléant provisoire de Goyeneche, le général Ramírez Orozco, abandonna lui aussi Chuquisaca, le 2 mars 1813, laissant comme gouverneur de Charcas le patriote Esteban Agustín Gascón. L’armée du Nord avança vers le Haut-Pérou et occupa Tupiza.
À leur arrivée à Oruro, les soldats royalistes assermentés à Salta furent affranchis de leur serment par l’évêque de La Paz et par le vice-roi, et en grande partie réincorporés dans l’armée. En échange, Tristán s’abstiendrait désormais de combattre les Provinces unies.
Au mois de mars, avant même l’arrivée de l’armée de Belgrano dans la région, tant Santa Cruz de la Sierra que Cochabamba se prononcèrent promptement en faveur des indépendantistes. C’était là la conséquence de la déconfiture de l’armée commandée par Tristán et de l’effondrement du moral des royalistes, et ce qui contraignit les généraux Tacón, Lombera et Ramírez Orozco de se retirer plus avant encore vers le nord. Une division de 400 miliciens de Chuquisaca, sous les ordres du lieutenant-colonel Juan Antonio de Acebey, s’unit à l’armée du Nord à Potosí, ville que Belgrano atteignit le 7 mai 1813.
Tout en poursuivant son avancée vers l’intérieur du Haut-Pérou, Belgrano s’efforça d’étendre la sédition à la ville péruvienne de Tacna, sur la côte pacifique, dont l’officier portègne Enrique Paillardell réussit à se rendre maître. Au lieu cependant de chercher à entrer en contact avec les troupes de Belgrano, Paillardell s’ingénia à avancer seul sur Arequipa, mais fut battu à Camiara, et les vaincus durent s’enfuir dans le Haut-Pérou. Ce nonobstant, Belgrano, à la tête de 3500 hommes, dominait encore une grande partie du Haut-Pérou.

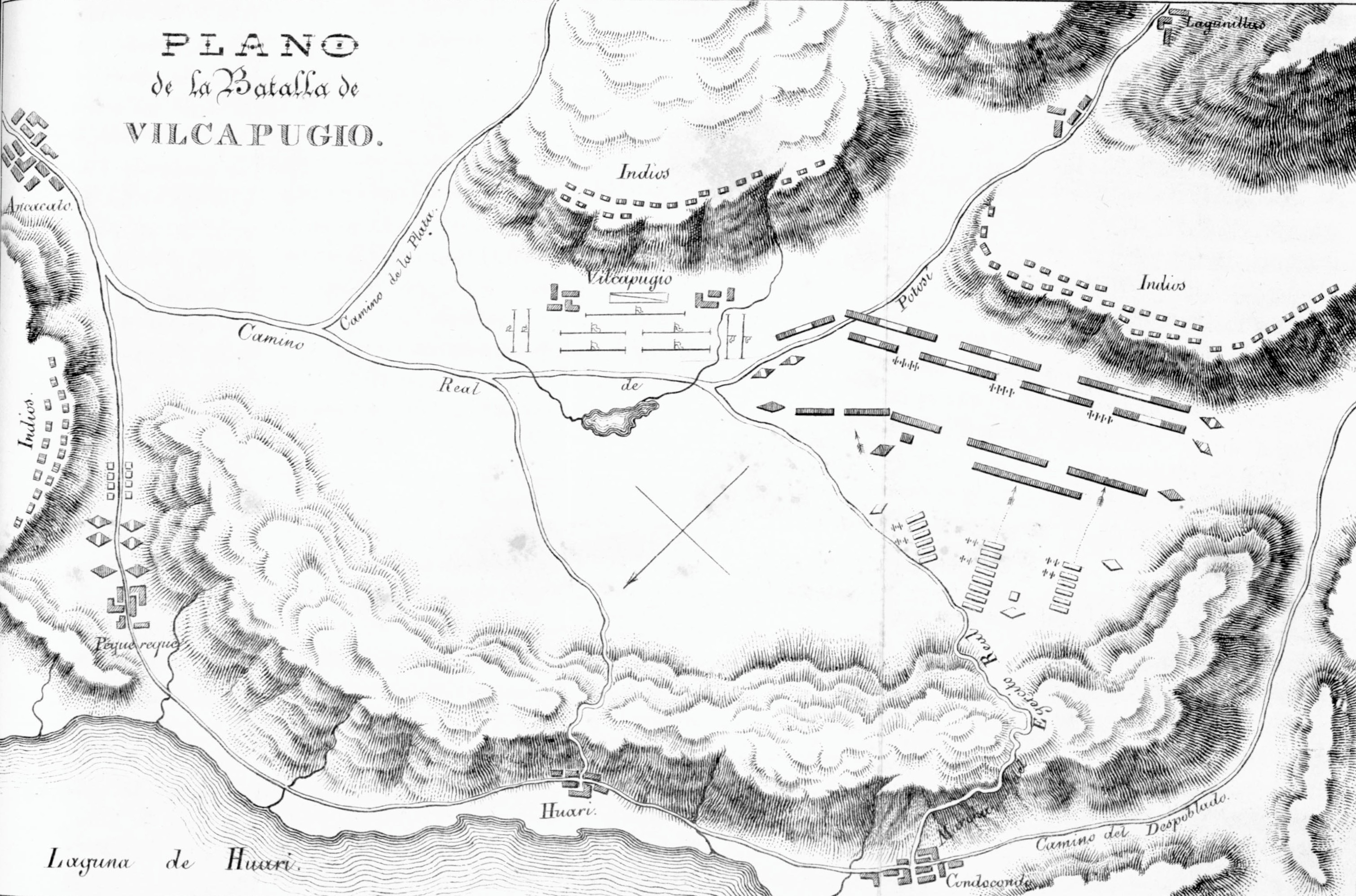
La bataille de Vilcapugio sur un plan ancien.

Les premiers jours d’août, le général Pezuela prit à Oruro le commandement de l’armée royaliste, dont il porta les effectifs à 5000 hommes, et se mit ensuite à la recherche de l’armée indépendantiste.
Belgrano avait missionné le colonel Cornelio Zelaya, chef de la cavalerie, de faire se soulever les populations derrière le dos de l’armée royaliste. Grâce à l’interception de la correspondance entre celui-ci et quelques chefs montoneros patriotes, Pezuela sut que son ennemi attendait des renforts, de sorte qu’il décida d’attaquer dès que possible.
Le 1er octobre, lors de la bataille de Vilcapugio, Belgrano réussit d’abord à désorganiser la formation royaliste, mais un signal erronément donné de cesser l’offensive, à quoi s’ajouta la réapparition inopinée dans la bataille de la cavalerie du colonel royaliste originaire de Salta Saturnino Castro, provoqua la totale dispersion des troupes indépendantistes.

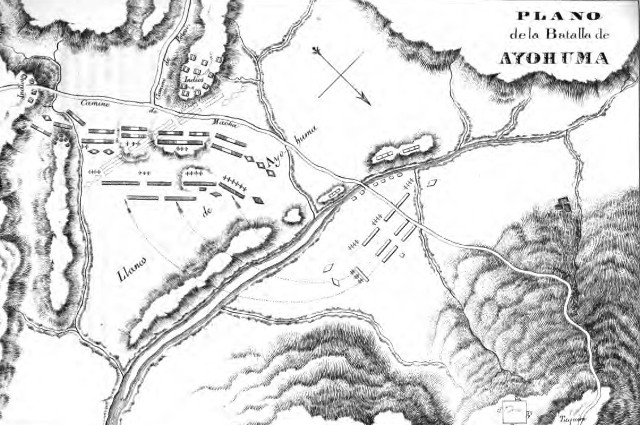
Plan ancien de la bataille d’Ayohuma.

Belgrano se retira vers l’est, et posta ses troupes sur la position d’Ayohuma, où il parvint à réunir quelque 3400 hommes, parmi lesquels ne figuraient environ que mille vétérans.
Lorsque débuta la Bataille d'Ayohuma, le 14 novembre 1813, Belgrano mit ses troupes trop tôt en formation de bataille, ce qui fut mis à profit par Pezuela pour attaquer de flanc et obliger Belgrano à changer de position. La bataille fut d'emblée une claire victoire de Pezuela, et l’armée du Nord fut réduite à un tiers de sa force initiale.
Le 18 novembre, Belgrano et Díaz Vélez, se repliant, arrivèrent à Potosí, mais, devant l’arrivée imminente de l’armée royaliste, durent déjà en repartir dès le jour suivant, après avoir donné l’ordre de s’emparer du contenu de l'hôtel des Monnaies, ordre qui ne fut pas exécuté. Le lendemain, l’avant-garde royaliste, sous le commandement de Castro, entra effectivement dans la ville. Début 1814, l’armée royaliste se rendit également maître de Tarija.
En janvier 1814, le général Belgrano remit le commandement de l’armée du Nord au colonel José de San Martín.

### Prise de Montevideo
Le siège de Montevideo s’était prolongé tout au long de l’année 1813 sans aucun changement notable, mettant en évidence l'abondance de ressources chez les assiégés et le manque de moyens des assiégeants.
Les relations entre Artigas et le gouvernement de Buenos Aires s’étaient détériorées : le refoulement des députés orientaux normalement appelés à siéger dans l’assemblée de l’An XIII et l’élection à leur place d’autres députés, choisis sur indication de Rondeau, portèrent à son point culminant le conflit entre d’une part l’objectif, défendu par  Artigas, d’indépendance immédiate et d’une organisation politique de type fédéral, et d’autre part le centralisme et l’attitude plus modérée en matière de souveraineté du gouvernement portègne.
Fin janvier 1814, les troupes loyales à Artigas levèrent le siège et se retirèrent sur le rivage du fleuve Uruguay. Ils étaient convaincus que le gouvernement de la capitale se proposait de gouverner la bande Orientale comme une dépendance de Buenos Aires.
Le Directeur suprême Posadas déclara Artigas « traître à la patrie » et fit mettre sa tête à prix. Il expédia une armée pour affronter les montoneras fédéralistes d’Artigas, et déclencha ainsi la guerre entre Artigas et le Directoire, la première des guerres civiles argentines.
L’armée envoyée pour combattre Artigas — laquelle, après l’avoir vaincu, eût à grossir les rangs des assiégeants de Montevideo — fut défaite dans la bataille d'El Espinillo, le 22 février. En une rapide succession, les territoires de Corrientes et de Misiones, et les villages de l’intérieur de la bande Orientale se prononcèrent en faveur du fédéralisme tel que préconisé par Artigas, de sorte que les forces assiégeantes ne reçurent aucun renfort.
Le gouverneur Vigodet s’immagina qu’Artigas, s’étant prononcé contre le gouvernement central rioplatense, pût être gagné à la cause du roi d’Espagne, mais le caudillo repoussa ses offres.

#### Guerre navale et occupation de Montevideo

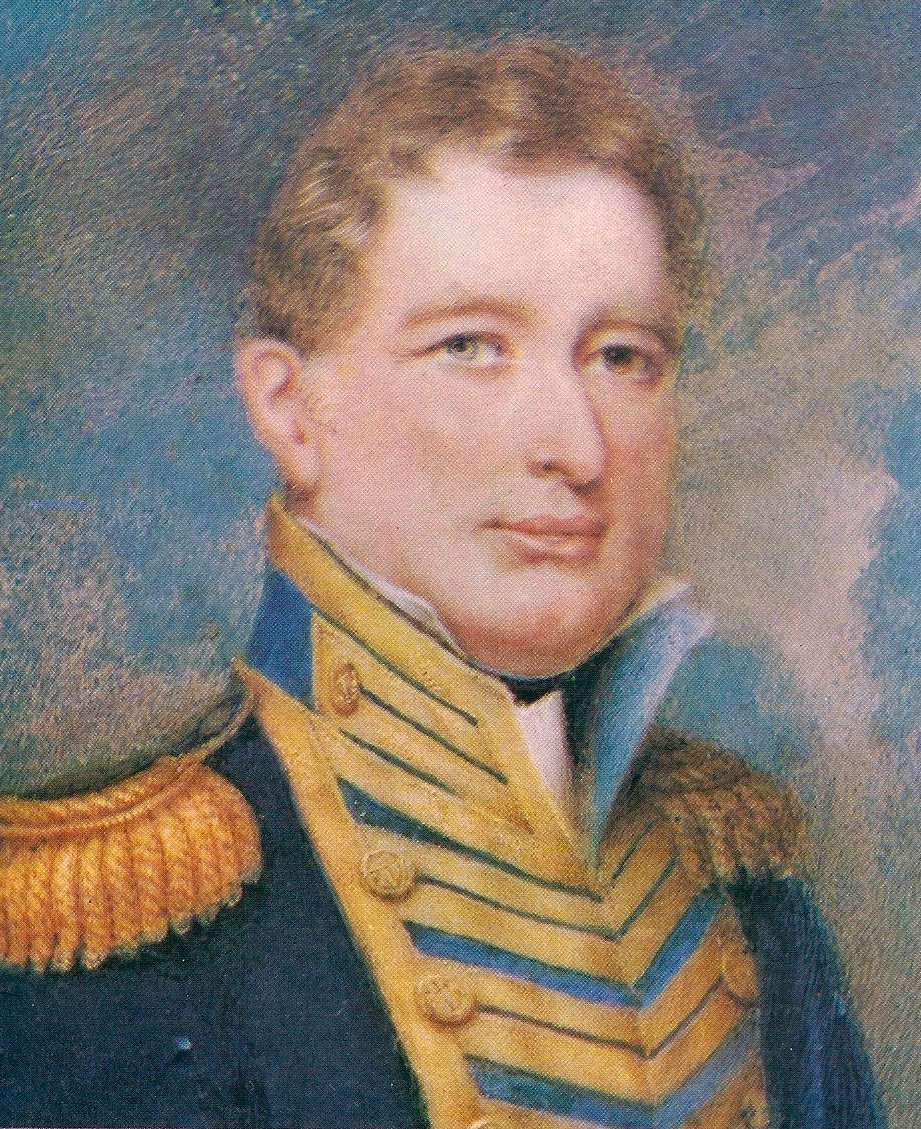
William Brown, vainqueur des royalistes de Montevideo.

Le gouvernement révolutionnaire mit sur pied une petite flotte en lui donnant mission de disputer aux royalistes le contrôle des rivières intérieures et de l’estuaire du Río de la Plata. Le commandement de tous les vaisseaux était aux mains de marins étrangers, y compris le commandement en chef, détenu par l’Irlandais William Brown. Celui-ci, après avoir vaincu le capitaine Jacinto Romarate lors de la bataille de Martín García (1814), s’empara de cette île stratégique, contraignant les navires royalistes à se retirer en remontant le fleuve Uruguay le 15 mars. Les navires envoyés à leur poursuite furent toutefois battus dans la bataille d’Arroyo de la China, mais néanmoins Romarate resta à Concepción del Uruguay jusqu’à la fin de la guerre.
L’annonce de l’imminent retour sur le trône d’Espagne de Ferdinand VII incita les indépendantistes à intensifier leurs actions militaires : le 20 avril, la flotte de Brown mouilla devant Montevideo et signifia à la ville le blocus naval. L’escadre royaliste commandée par Miguel de la Sierra appareilla de Montevideo pour affronter Brown, mais lors de la bataille navale de El Buceo, livrée entre les 15 et 17 mai, la majeure partie des navires royalistes fut capturée ou détruite. Plusieurs des vaisseaux restants s’enfuirent en direction de l’Espagne, et quelques unités mineures et peu nombreuses se retrachèrent dans le port de Montevideo.
L’encerclement de la ville était à présent complet, et la supériorité navale royaliste avait cessé d’exister. L’infériorité numérique des assiégeants ― Rondeau avait sous ses ordres quatre milliers d’hommes dans le siège, tandis que Vigodet en disposait de cinq milliers pour défendre la ville ― motiva Posadas à envoya en renfort son propre neveu, le colonel Carlos María de Alvear, avec plus de 1500 hommes ; il portait par ailleurs l’ordre de remplacer Rondeau à la tête des troupes assiégeantes.
Alvear se saisit du commandement le 17 mai, alors que la victoire de la flotte de Brown était déjà acquise, et aussitôt entama des négociations avec Vigodet en vue de la remise de Montevideo ; ils parvinrent à un accord, aux termes duquel les royalistes seraient libres de se retirer en Espagne avec leurs embarcations et leurs armes, tandis que les patriotes prendraient Montevideo en consignation, au nom de Ferdinand VII. Cependant, s’abritant derrière la non ratification de l’accord par Posadas, Alvear occupa la ville le 23 mai, fit prisonniers les royalistes et mit la main sur tout leur armement.
La chute de Montevideo signifia la fin de la menace royaliste sur le Río de la Plata, qui avait duré quatre années. Vigodet allait être remis en liberté peu après, en même temps que tous les officiers, mais les troupes d’origine américaine et africaine ainsi que l’armement s’en allèrent grossir et renforcer les armées indépendantistes ; en effet, 5340 hommes de troupe furent faits prisonniers, et 310 canons, 8000 fusils et 99 embarcations furent capturés.
La localité de Carmen de Patagones, qui avait été pendant deux ans et demi un bastion royaliste, fut alors également prise par les patriotes.
Une fois achevée la prise de Montevideo, de laquelle l’on était redevable principalement à l’escadre de guerre, celle-ci fut démantelée à l’effet de s’acquitter des dettes contractées.

#### La guerre civile
La chute de Montevideo n’avait cependant pas signifié la fin des problèmes sur le front oriental, mais seulement un changement de leur nature. Nonobstant sa promesse de remettre la ville aux hommes d’Artigas, Alvear attaqua ses lieutenants, relançant de ce fait la guerre civile. Celle-ci se poursuivit, avec des hauts et des bas, durant plusieurs mois, forçant le gouvernement à maintenir des troupes dans la bande Orientale et dans Entre Ríos, qui ne pouvaient dès lors pas être employées à renforcer l’unique front encore existant contre les royalistes, celui du nord.
En janvier de l’année suivante, à la suite de la victoire d’Artigas dans la bataille de Guayabos, Alvear accorda la paix et remit à Artigas la domination de la province Orientale. Ce pacte eut certes pour effet de libérer quelques forces militaires, susceptibles d’être envoyées dans le nord, mais le refus d’Artigas de suspendre son aide aux fédéralistes d’Entre Ríos et de Corrientes obligea de maintenir en place dans cette région et dans la capitale de nombreuses troupes.
Une campagne lancée en avril 1815 contre les fédéralistes déboucha sur un soulèvement des unités de Buenos Aires et sur la chute du directeur suprême Alvear. Son successeur, Ignacio Álvarez Thomas, signa un nouvel accord avec Artigas, qui permit de libérer de nouveaux effectifs et de les envoyer en aide à l’armée du Nord. Pourtant, quelques mois plus tard, le même Álvarez Thomas rompra l’accord conclu.
La zone fluviale du Río de la Plata restera durant de longues années comme un déversoir de ressources militaires, qui par conséquent ne seraient pas disponibles pour les campagnes sur les autres fronts.

### LaGuerra gaucha

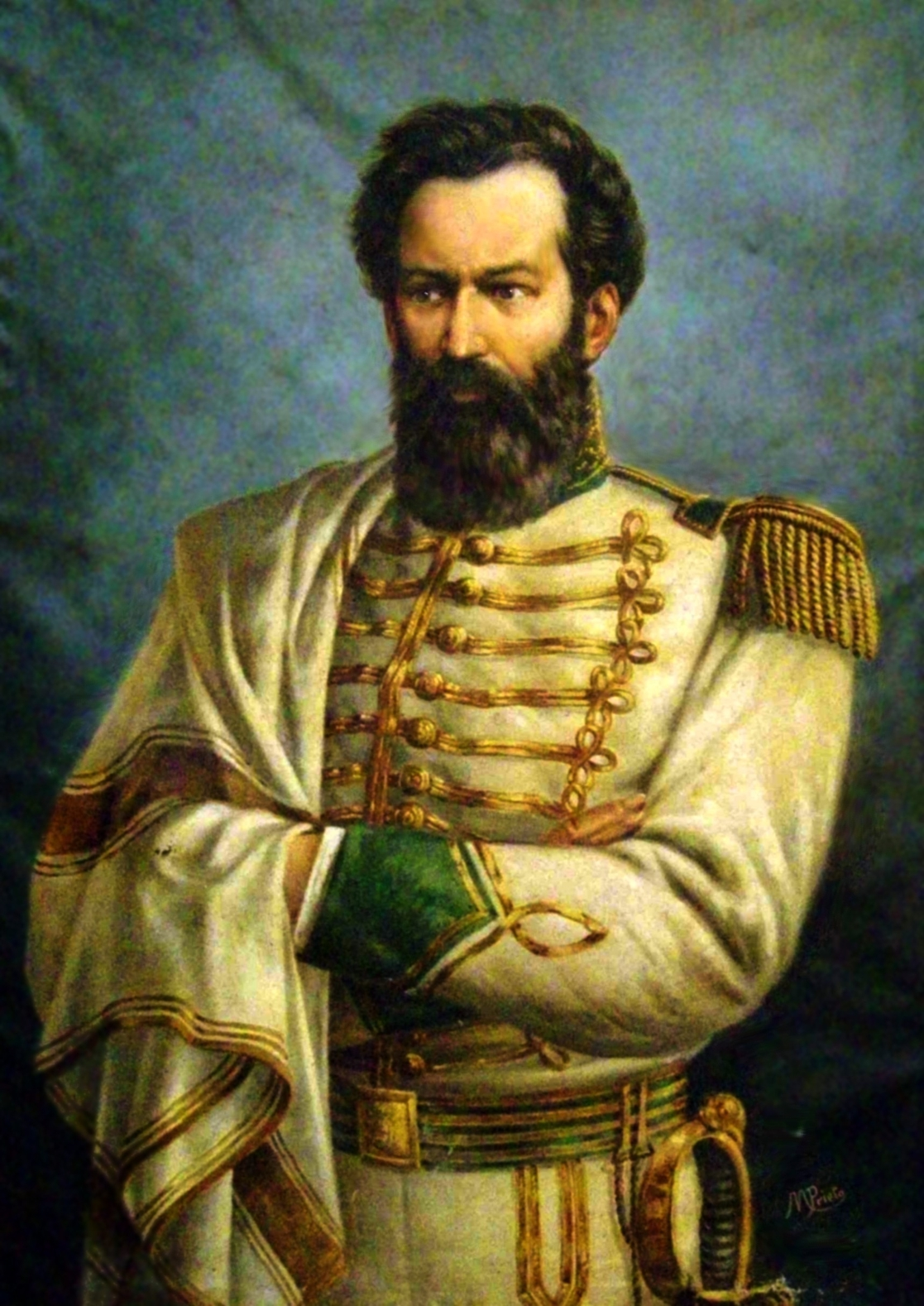
Le général Martín Miguel de Güemes, chef de la Guerra gaucha.

Sur le front nord, l’armée royaliste entama sa progression vers le sud sans suffisamment assurer ses arrières, alors que des noyaux de résistance informelle, appelés Républiquettes, étaient en cours de constitution dans les vallées de l’est du Haut-Pérou. C’étaient au moins dix groupes distincts, dont les deux plus puissants étaient ceux réunis par Juan Antonio Álvarez de Arenales près de Cochabamba et par Ignacio Warnes dans la ville de Santa Cruz de la Sierra. Le 25 mai, les deux chefs obtinrent une grande victoire lors de la bataille de La Florida et réussirent à dominer Cochabamba peu après.
Ce nonobstant, la rapide avancée royaliste atteignit ses objectifs : Ramírez Orozco occupa Salta et différentes troupes s’emparèrent d’autres localités de l’intendance ; le 27 mai 1815, Pezuela entrait dans Jujuy. Quelques royalistes de Salta levèrent des troupes en faveur des armées royales, comme par exemple le propriétaire agricole Manuel Fernando de Aramburú, qui mit sur pied l’Escadron de cavalerie Saint-Charles (en espagnol : Escuadrón de Caballería de San Carlos.
Devant l’avancée de l’invasion royaliste, San Martín, convaincu que l’armée du Nord, démoralisée, n’avait pas les capacités de l’affronter, décida de la retirer sur Tucumán. Il confia la défense de la frontière nord à une division irrégulière de gauchos commandée par Manuel Dorrego, qui suffit à retarder l’avancée royaliste. Peu après, en raison de problèmes disciplinaires, San Martín remplaça Dorrego par Martín Miguel de Güemes et Apolinario Saravia. Ceux-ci établirent des contacts avec des fermiers de la zone, tels que José Ignacio Gorriti, Pablo Latorre et Luis Burela, lesquels organisèrent et dirigèrent des groupes de combattants irréguliers.
Güemes assumait la coordination des mouvements de chaque groupe de gauchos et prenait soin d’autre part de leur approvisionnement en vivres et armement. Au milieu de 1814, les gauchos de Güemes dominaient la majeure partie de la zone rurale de Salta.
Au bout de quatre mois de commandement de l’armée du Nord, San Martín, pour raisons de santé, démissionna de sa charge et fut remplacé par le général José Rondeau.
Les actions de guerrilla des gauchos de Güemes et la nouvelle de la chute de Montevideo firent renoncer Pezuela à avancer sur Tucumán. Il replia son armée vers le nord, abandonnant Jujuy le 3 août et ralliant Suipacha le 24 du même mois.

### Révolution à Cuzco
En arrivant à Tupiza, Pezuela apprit une nouvelle alarmante : peu avant en effet avait éclaté la rébellion de Cuzco, dirigée par les frères Angulo et par le cacique indien Mateo Pumacahua, qui avait déserté le camp royaliste. Ceux-ci envoyèrent une armée sous le commandement du colonel Juan Manuel Pinelo, un des officiers assermentés à Salta, pour s’emparer de Puno ; à partir de là, Pinelo marcha ensuite sur La Paz, dont il se rendit maître le 24 septembre. D’autres divisions firent mouvement sur Arequipa et Huamanga, obtenant d’excellents résultats.
Pezuela dépêcha son second, le général Ramírez Orozco, pour affronter les révolutionnaires. Orozco battit Pinelo et occupa tour à tour La Paz le 2 novembre, Arequipa le 9 décembre, Puno le 11 mars et Cuzco le 25 mars.
Ce nonobstant, l’activité des républiquettes gagna en ampleur ; parmi elles se distinguèrent plus particulièrement celle de Larecaja, dirigée par le prêtre Ildefonso de las Muñecas, celle de Tarija, qui avait pour chef Juan Ramón Rojas, et celle de Cinti, sous la houlette de Vicente Camargo, qui remportènt plusieurs petites victoires sur les royalistes.
Güemes, tirant parti de l’inactivité de l’avant-garde royaliste, avança sur Humahuaca et établit un bataillon à Yavi en décembre 1814. Pezuela réagit en envoyant le colonel Pedro Antonio Olañeta occuper Yavi et Tarija. Une tentative de soulèvement des troupes cantonnées à Jujuy et Humahuaca, constituées de soldats issus de la reddition de Montevideo, avorta avant même qu’elle eût pu éclater.
Quasiment à la même date, le directeur suprême Posadas ordonna le remplacement de Rondeau, en tant que chef de l’armée du Nord, par son propre neveu Alvear. Mais plusieurs officiers de l’armée se soulevèrent, refusant de reconnaître l'autorité d'Alvear. Celui-ci alors rentra à Buenos Aires, où Posadas venait de démissionner par suite de cette rébellion ; c’est, à sa place, le général Alvear qui fut élu Directeur suprême.

### La guerre au Chili
Dans le Chili voisin, le processus d’indépendance s’était jusque-là déroulé presque sans effusion de sang. Il n’y eut quasiment pas de résistance militaire de la part des royalistes. De ce pays fut envoyée en 1811 une division auxiliaire pour épauler la lutte pour l’indépendance dans le Río de la Plata, bien que cette division demeurât ensuite inactive à Buenos Aires.
En 1812, lors des affrontements internes entre patriotes chiliens, l’île de Chiloé et la ville de Valdivia se prononcèrent contre le gouvernement chilien et se mirent aux ordres du vice-roi Abascal. Celui-ci voulut profiter de cette situation en envoyant vers Chiloé une petite expédition de 50 soldats et 20 officiers aguerris, mais dotés d’une importante quantité d’armement, d’équipement et d’argent.
En peu de mois, le brigadier Antonio Pareja mit sur pied une petite armée à Chiloé, renforça la troupe de Valdivia, et débarqua, à la tête de 3400 hommes, près de Talcahuano et Concepción, s’emparant de ces deux villes. Ainsi fut déclenchée la Guerre d'indépendance du Chili au début de 1813.
Les troupes de la division chilienne à Buenos Aires se retirèrent en direction de leur pays, et la lutte se prolongea tout au long de l’année 1813 sans qu’aucun des deux camps eût l’avantage. Le gouvernement chilien sollicita des renforts à celui du Río de la Plata, qui dépêcha un bataillon d’Auxiliaires argentins, formé de 257 soldats d’infanterie de ligne en provenance de Cuyo et de Córdoba. Placé sous le commandement du lieutenant-colonel Santiago Carreras, gouverneur sortant de Córdoba, remplacé ensuite par Marcos Balcarce, et de son second, Juan Gregorio de Las Heras,, ce bataillon arriva à Santiago du Chili en octobre 1813.
C’est à titre d’auxiliaires des divisions chiliennes du général John Mackenna que par la suite il échut à ces troupes argentines de participer aux batailles de Cucha Cucha et de Membrillar.

#### Émigration chilienne
Une série de campagnes militaires indécises et l’échec du traité de Lircay mirent la Patria Vieja (nom donné au Chili de la période 1810―1814) peu à peu dans une situation plus périlleuse. Une guerre civile opposant les partisans de Bernardo O'Higgins et ceux de José Miguel Carrera aboutit à ce que les Auxiliaires argentins, envoyés par Las Heras, fussent expulsés par Carrera. Laissant ses hommes à Los Andes, Las Heras retourna à Mendoza, d’où San Martín, gouverneur de l’Intendance de Cuyo, le renvoya au Chili.
Par ailleurs, plusieurs hauts officiers de l’armée chilienne, expulsés par Carrera, notamment le général Mackenna, furent remis à l’Argentine, ce qui acheva de prédisposer San Martín et le gouvernement argentin en défaveur du parti de Carrera.
Peu après se produisit la défaite totale des indépendantistes chiliens face au général Mariano Osorio lors de la bataille de Rancagua. Las Heras et le bataillon d’Auxiliaires escortèrent le gouvernement, quelques troupes et un grand nombre de civils vers Mendoza. D’autres officiers, comme Ramón Freire, conduisirent leurs forces vers le sud de la province de Mendoza.
Carrera continua de se considérer le chef de gouvernement des Chiliens, mais San Martín, conseillé en cela par O'Higgins, l’expulsa et plaça les troupes émigrées —quelque 600 hommes — sous les ordres de Marcos Balcarce. Nombre de ces soldats chiliens désertèrent et regagnèrent leurs foyers en été, tandis que d’autres se joignirent aux forces argentines dans la capitale. Le reste des troupes resta à Cuyo, où, par la suite, elles s’incorporèrent à l’armée des Andes.

#### Le plan continental de San Martín

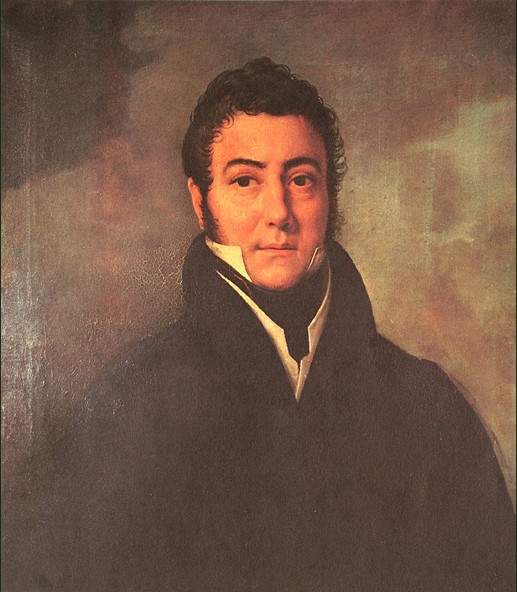
Le général José de San Martín.

Pendant le temps qu’il passa à la tête de l'armée du Nord, San Martín s'était convaincu qu’il serait fort malaisé, pour des raisons géographiques et logistiques, de conquérir le Haut-Pérou et le Pérou par la voie terrestre. Le cœur de la résistance royaliste se situait à Lima, ville d’où le vice-roi Abascal avait coordonné les opérations militaires, y compris les reconquêtes du Haut-Pérou, du sud du Pérou et du Chili.
Reprenant à son compte l’idée qui avait sous-tendu les anciens projets britanniques de conquête de l’Amérique du Sud, ou bien, comme le soutiennent certains historiens, sur ordre des autorités militaires britanniques, San Martín imagina de parvenir à Lima par la mer, au départ du Chili. Cela semble avoir été la véritable raison de son abandon de l’armée du Nord et de sa demande de nomination comme gouverneur de Cuyo.
Quoique cette idée parût alors vouée à être délaissée, en raison de la nécessité de reconquérir le Chili, San Martín s’accrocha néanmoins à son « plan continental », lors même que la situation nouvelle l’obligeait à reconquérir préalablement le Chili. À cette fin, il renforça les ressources militaires de sa province, et intégra dans celles-ci les officiers et troupes chiliens ; en novembre 1814, le Directeur suprême créa à Mendoza le Bataillon no 11 d’infanterie, sur la base des Auxiliaires argentins restants, avec comme commandant le lieutenant-colonel Las Heras. Par la suite, en janvier 1816, ce corps sera transformé en régiment et Las Heras élevé au rang de colonel.
Avant la fin de cette année 1814 furent intégrées dans les forces de Cuyo deux compagnies du bataillon de Castas et 50 artilleurs avec 4 canons, sous le commandement du capitaine Pedro Regalado de la Plaza. D’autres renforts arrivèrent dans les mois suivants, avec la mission de prévenir une possible invasion royaliste depuis le Chili.

### Troisième campagne dans le Haut-Pérou

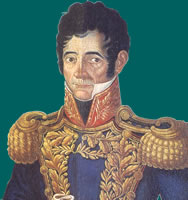
Le général José Rondeau commanda la Troisième Expédition auxiliaire dans le Haut-Pérou.

Alvear ne prit aucune résolution concernant l’armée du Nord; néanmoins, Rondeau engagea en janvier 1815 une nouvelle campagne dans le Haut-Pérou en avançant lentement vers le nord. La lenteur sera la caractéristique la plus marquée de toute cette campagne.
Güemes fut remplacé comme commandant d’avant-garde par le colonel Martín Rodríguez, mais celui-ci fut capturé pendant la bataille d’El Tejar. La petite défaite obligea à différer la progression vers le nord, laquelle reprit ensuite après un échange de prisonniers et la bataille de Puesto del Marqués à la mi-avril.
Ne disposant pas des troupes de Ramírez Orozco, Pezuela ordonna à ses forces de se retirer de Potosí et de Chuquisaca. Cette dernière ville fut alors occupée par Manuel Asencio Padilla, chef de la républiquette de La Laguna, et par Álvarez de Arenales, de la républiquette de Vallegrande.
L’armée de Rondeau poursuivit son lente avancée dans le Haut-Pérou, tandis qu’Arenales s’empara de Cochabamba. À Buenos Aires, la révolution dirigée par Álvarez Thomas venait de renverser Alvear, et le général Rondeau fut nommé Directeur suprême. Celui-ci ne pouvait exercer cette charge que dans le territoire qu’il dominait, savoir la zone s’étendant à partir de Tucumán vers le nord, en ce compris la meseta du Haut-Pérou, le pouvoir dans la capitale étant détenu par Álvarez Thomas lui-même, à titre de suppléant.
Le colonel Güemes, indigné par le rôle secondaire dévolu à ses gauchos par Rondeau, et considérant que le manque de discipline de l’armée la condamnait à la défaite, abandonna les rangs et, à la tête de ses miliciens, rentra à Salta et s’empara à Jujuy des armes de la réserve de l’armée. À son arrivée dans la ville de Salta, ses habitants l’élurent gouverneur, en un acte qui n’avait pas d’autre signification que le libre exercice de la souveraineté par le peuple salteño. Toutefois, du point de vue du Directeur Rondeau, cet acte équivalait à un défi ouvert à son autorité, de sorte qu’il déclara Güemes un déserteur, sans cependant pouvoir, pour l’heure, prendre de plus amples mesures.

#### Sipe Sipe

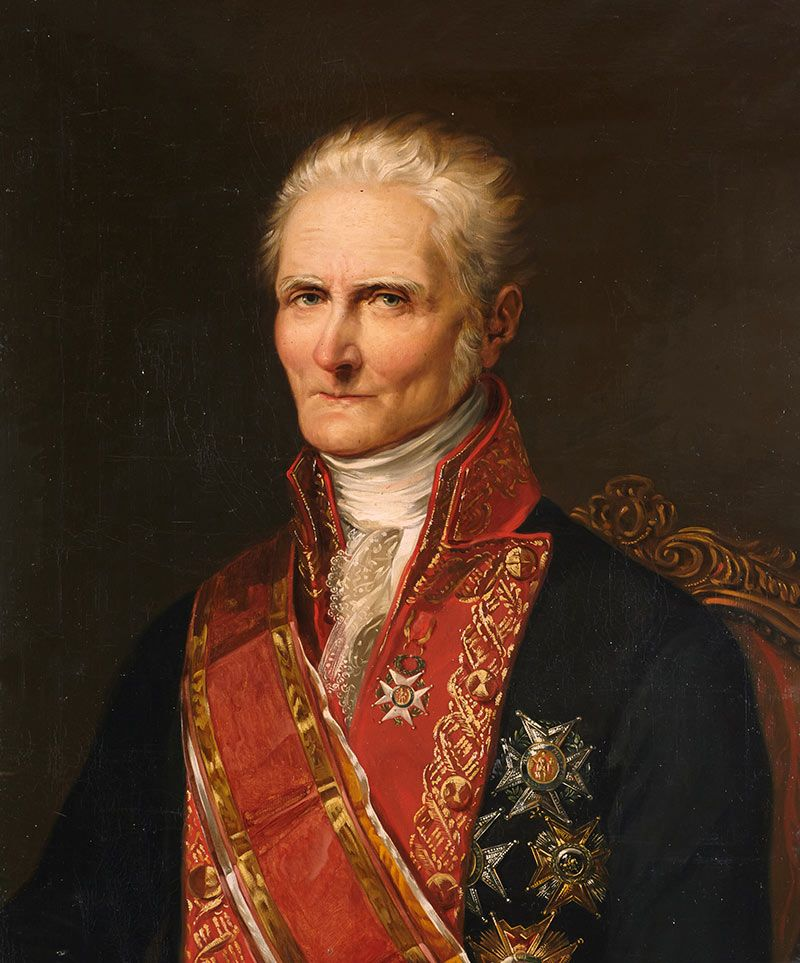
Le général Joaquín de la Pezuela, vainqueur de la bataille de Sipe Sipe et ultérieurement vice-roi du Pérou.

La lenteur de Rondeau laissa aux royalistes tout le loisir de se faire parvenir des renforts : un régiment et un bataillon dépêchés depuis le Chili, et à la mi-juillet, la division de Ramírez Orozco, qui avait déjà repris Cuzco. Pendant que Pezuela manœuvrait pour se faire une position avantageuse contre son ennemi, Martín Rodríguez tenta une attaque-surprise contre les royalistes, mais fut complètement battu lors de la bataille de Venta y Media, le 20 octobre 1815, qui entraîna de lourdes pertes et mit fortement à mal le moral de l’armée.
Pour venir au secours de Rondeau, l’on avait envoyé deux régiments, alors désœuvrés en raison d’une interruption temporaire de la guerre civile, et placés sous le commandement de Domingo French et de Juan Bautista Bustos. Craignant que ceux-ci, avant de poursuivre leur route vers le nord, ne voulussent le renverser, Güemes leur interdit l’entrée dans Salta qu’ils ne l’eussent d’abord reconnu comme gouverneur. Cela se produisit à la mi-novembre 1815, alors qu’il était tard déjà pour qu’ils pussent encore s’incorporer dans l’armée du Nord.
Rondeau emmena ses troupes jusque dans les environs de Cochabamba, sur une position qu’il tint pour très favorable, mais une manœuvre hardie de l’armée royaliste  — descendre une côte dangereuse — permit à Pezuela de remporter une victoire totale lors de la bataille dite de Sipe Sipe ou de Viluma, le 29 novembre 1815. L’armée du Nord y perdit mille hommes, tués ou prisonniers, ainsi que la totalité de l’artillerie et de l’équipement.
Rondeau s’enfuit sans donner d’autres ordres à ses soldats, lesquels, quasi totalement  débandés, furent poursuivis avec acharnement par les royalistes. Au cours du mois de décembre, les Espagnols se rendirent maître de toutes les villes du Haut-Pérou, à l’exception de Santa Cruz de la Sierra, dans l’est, défendue par son gouverneur Ignacio Warnes.
Rondeau consacra le mois de mars 1816 à essayer de déposer Güemes, qui pour sa part s’appliqua à éluder le combat tout en le laissant sans vivres, le contraignant ainsi à accepter un accord aux termes duquel il était reconnu gouverneur. L’unique action contre-offensive que tenta le Directeur suprême fut d’envoyer au nord Gregorio Aráoz de Lamadrid, mais celui-ci fut battu dans deux affrontements et forcé de se retirer vers le sud.

#### Dissolution des Républiquettes
Hormis le colonel Arenales, qui se retira sur Jujuy, les autres chefs des républiquettes poursuivirent leur résistance. Quoique Rondeau leur eût promis de revenir dès qu’il serait possible, ils furent abandonnés à leur sort et battus l’un après l’autre : après trois défaites en mars et avril, Vicente Camargo fut tué et sa Républiquette de Cinti détruite. Le 5 avril, Tarija tomba aux mains des royalistes.
Le prêtre Muñecas réussit pendant quelque temps encore à se dérober à ses ennemis, mais fut finalement vaincu et capturé, et mourut entre les mains de ceux chargés de l’emmener prisonnier vers le Pérou.
Manuel Ascencio Padilla et son épouse Juana Azurduy résistèrent plusieurs mois, jusqu’à ce qu’ils fussent à leur tour battus au mois d’octobre par le colonel Francisco Javier Aguilera, au cours d’un combat dans lequel Padilla trouva la mort. Aguilera continua sa marche et le 21 novembre, lors de la bataille d’El Pari, vainquit le colonel Warnes, qui périt au combat, et la ville de Santa Cruz de la Sierra fut occupée à son tour par les royalistes.
D’autres républiquettes résistèrent quelque temps encore, mais presque toutes finirent par tomber aux mains des royalistes. La seule à résister jusqu’à la fin de la guerre d’indépendance fut celle d'Ayopaya, dirigée par José Miguel Lanza.

## Le Directoire de Pueyrredón

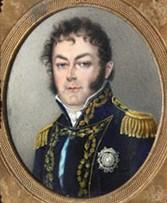
Juan Martín de Pueyrredón.

Le congrès de Tucumán, réuni sur ordre du Directeur par intérim Álvarez Thomas, nomma comme nouveau Directeur suprême l’un de ses députés, Juan Martín de Pueyrredón, qui se mit en route vers la capitale. En cours de route, il fit halte à Córdoba pour discuter avec le général San Martín de son plan continental et des ressources que devrait lui apporter le Directoire.
Tous les efforts militaires du gouvernement de Pueyrredón étaient axés sur deux objectifs centraux : écraser l’opposition des fédéralistes dans le Litoral et dans la province de Córdoba, et soutenir les efforts de San Martín dans sa campagne au Chili. Le front nord fut délaissé, et, bien que continuant à exister, l’armée du Nord fut affectée désormais à soumettre les rébellions de caudillos fédéralistes, telles que le soulèvement autonomiste de Juan Francisco Borges à Santiago del Estero et les récurrentes insurrections fédéralistes dans la province de Córdoba.
Lorsque, à partir de 1816, se produisit l’invasion portugaise de la bande Orientale, le Directeur suprême non seulement refusa de collaborer avec Artigas dans ses efforts de défense, mais encore s’ingénia à utiliser cette invasion pour faire plier les fédéralistes des provinces du Litoral.
La reconquête du Chili une fois accomplie, Pueyrredón requit San Martín et Belgrano, commandants des armées des Andes et du Nord respectivement, de transférer leurs forces vers le Litoral afin d’en finir avec les fédéralistes. Les deux chefs militaires n’y donnèrent suite qu’à moitié.
À la mi-1819, Pueyrredón présenta sa démission et fut remplacé par Rondeau. Celui-ci poursuivit et renforça la politique suivie par son prédécesseur, en enjoignant péremptoirement aux deux armées de faire mouvement vers le Litoral, et en délaissant ainsi tout à fait la guerre d’indépendance.
En Espagne, Ferdinand VII avait recouvré le pouvoir et s’appliquait résolument à mettre en œuvre une politique absolutiste. Dans les années précédentes, l’Espagne s’était montrée hésitante au moment de défendre ses anciennes colonies, en raison de ce qu’elle craignait la réaction des autres nations européennes. Mais, se sentant désormais couvert par la Sainte Alliance, laquelle, suivant les recommandations du congrès de Vienne, soutenait tous les gouvernements établis en Europe et favorisait le maintien de l'état de paix entre ceux-ci, Ferdinand put consacrer tous ses efforts à tenter de reconquérir l’Amérique espagnole. La position du pape Pie VII, qui avait publié l’encyclique légitimiste de 1816, par laquelle il bénissait les actions répressives des royalistes en Espagne, confortait Ferdinand dans son attitude offensive.
Ferdinand se sentit donc légitimé d’envoyer, pour reconquérir les colonies américaines, une série d’expéditions, au nombre de 13 et totalisant 26 542 hommes. Pourtant, aucune de ces expéditions n’eut jamais une puissance suffisante pour s’imposer de façon décisive face aux indépendantistes du Río de la Plata. La seule expédition véritablement puissante projetée contre cette région dut être suspendue plusieurs fois, par suite d’épidémies qui décimèrent et affaiblirent ses effectifs.

### Expédition corsaire dans le Pacifique
Le démantèlement de l’escadre de guerre à la suite de la chute de Montevideo ne laissa pas pour autant les Provinces unies sans aucune défense maritime : le Directoire en effet organisa une guerre de course contre l’Espagne et octroya en ce sens plusieurs dizaines de patentes. Les corsaires sous pavillon argentin réussirent à capturer une centaine de vaisseaux entre 1814 et 1823.
En mai 1815, le gouvernement résolut de lancer une campagne corsaire dans l’océan Pacifique, à titre de mesure défensive devant l'arrivée imminente, au départ de l’Espagne, d’une expédition de reconquête. De nombreux émigrés chiliens prirent part à l’organisation, au financement et à la dotation de cette campagne.
L’escadrille corsaire était formée de 4 navires munis de quelque 150 canons et de plus de 500 membres d’équipage : la frégate Hércules, sous les ordres du commandant William Brown, le brigantin Santísima Trinidad, sous les ordres du capitaine Michael Brown, la corvette Halcón, commandée par Hippolyte de Bouchard, sur laquelle voyageait également le capitaine chilien Ramón Freire, et enfin la goélette Constitución, placée sous les ordres de l'Écossais Oliver Russell, et dont l’équipage se composait de Chiliens.
Ils appareillèrent en octobre et se portèrent vers le cap Horn, affrontant une violente tempête, dans laquelle l’embarcation de Russell fit naufrage. Vers les derniers jours de l’année, ils arrivèrent à l’île Mocha, sur les côtes de la l’Araucanie, où ils s’efforcèrent de se réorganiser. Le gouvernement royaliste chilien réagit en interdisant toute sortie de navires de ses ports.
En janvier 1816, ils bloquèrent le port de Callao, s’emparant de neuf navires qui s’y dirigeaient, et qui l'on joignit ensuite à l’expédition.
En février, ils bloquèrent le fleuve Guayas et occupèrent l’île Puná, dans le golfe de Guayaquil, dans l’actuel Équateur. Brown lança, au départ de cette position, une attaque contre Guayaquil, mais fut battu et fait prisonnier. Après un chassé-croisé de menaces entre le gouverneur de Guayaquil et Bouchard, ce dernier obtint un accord d’échange de prisonniers grâce auquel tous les captifs purent être libérés.
L’expédition, après s’être dirigée ensuite vers les îles Galapagos, se sépara : Bouchard, à la tête d’une frégate qui fut rebaptisée La Argentina, arriva à Buenos Aires en juin. Brown se transporta à la baie de San Buenaventura (dans l’actuelle Colombie), d’où il se proposait de se mettre en contact avec les autorités révolutionnaires de Bogota ; cependant, cette ville était tombée entre-temps aux mains des royalistes. Après avoir perdu le Halcón dans un naufrage, Brown retourna dans l’océan Atlantique, esquivant une escadre portugaise qui se dirigeait sur Montevideo, et continuant son voyage vers le nord. Il finit par jeter l’ancre dans les Barbades, où les autorités britanniques l’accusèrent de piraterie et confisquèrent le navire et sa cargaison. Il retourna à Buenos Aires à la mi-1818.

### L’armée des Andes et la campagne au Chili
En août 1815, San Martín commença à lever des troupes chez les désœuvrés et les volontaires dans les provinces de Mendoza et San Juan. Le mois suivant vinrent s’incorporer dans ses effectifs deux escadrons de grenadiers à cheval qui avaient participé à la guerre civile dans la bande Orientale, auxquels se joignirent des gauchos de la province de San Luis. En décembre 1815, San Martín informa le gouvernement qu’il disposait à présent de 3887 hommes de troupe, y compris quelque 700 esclaves affranchis.
San Martín chargea le frère Luis Beltrán, qui avait sous ses ordres quelque 700 hommes, de la fabrication de poudre à canon, d’armements, de munitions et d’uniformes.
San Martín dépêcha au Chili, sous couvert de porter un message, José Antonio Álvarez Condarco, directeur de la manufacture de poudre, qui utilisa ce voyage pour dresser des cartes très détaillées des cols des Andes.
Le 1er août 1816, le Directeur suprême Pueyrredón décréta que cette force armée fût dénommée armée des Andes, et désigna comme son général en chef San Martín, que par ailleurs le congrès de Tucumán éleva au grade de capitaine-général, avec tous pouvoirs politiques et militaires utiles. San Martín délégua la direction politique de Cuyo au colonel Toribio de Luzuriaga et s'établit avec son Armée dans le campement d'El Plumerillo, dans les environs de Mendoza, avec le brigadier Miguel Estanislao Soler comme chef d’état-major.
Pueyrredón fit parvenir à la nouvelle armée toute l’aide qu’il put, y compris des renforts militaires, de l’argent, des provisions, des armes, des uniformes et des munitions en grande quantité. Toutefois, son obstination à écraser l’opposition des fédéralistes, en particulier dans la province de Santa Fe, ne lui permit pas d’envoyer davantage de troupes au front des Andes, ayant en effet besoin de ces troupes pour poursuivre la guerre civile.
Le capitaine-général espagnol Casimiro Marcó del Pont connaissait les desseins de San Martín, lequel pour sa part était bien conscient qu’il ne serait jamais en mesure de mettre sur pied pour la guerre au Chili une armée aussi nombreuse que celle de son ennemi. C’est pourquoi il décida de diviser ses forces en deux, faisant croire tour à tour qu’il allait envahir le Chili par le nord et par le sud.
San Martín s’efforça de rester en bons termes avec les caciques pehuenches du sud de la province de Mendoza, qui dominaient les cols andins. Il convoqua avec eux un grand parlement, leur sollicitant la permission de traverser leurs terres pour se rendre au Chili, ce qui fut approuvé par lesdits caciques. L’un des chefs indigènes fit parvenir au Chili la nouvelle de cette demande de permission, nouvelle qui parut, pour Marcó del Pont, confirmer sa croyance que l’attaque attendue se produirait par le sud. Les forces royalistes au Chili restèrent divisées jusqu’à peu de temps avant l’invasion de San Martín.
D’autre part, quelques activistes s’ingéniaient à maintenir en alerte continue l’armée royaliste sur tout le territoire chilien. Le plus illustre parmi ceux-ci était un ancien officier du parti des Carrera, Manuel Rodríguez, qui parcourait le centre et le sud du pays en attaquant les localités, causant, dans les forces royalistes, des alarmes dispendieuses, et en lançant des libelles contre le gouvernement. Il agit en outre comme espion au service de San Martín, et de courrier entre celui-ci et les patriotes chiliens.
Cet ensemble de stratégies indirectes visant à se créer une position avantageuse avant la bataille décisive a été appelé guerre de Sape (Guerra de Zapa).

#### Traversée des Andes
L’infanterie de l’armée des Andes était composée de 2334 hommes, appartenant aux bataillons suivants : le no 8, sous le commandement de Ambrosio Crámer ; le no 11, sous le commandement de Juan Gregorio de las Heras ; et le no 7, sous le commandement de Pedro Conde. La cavalerie était formée par le régiment de Grenadiers à cheval, commandé par José Matías Zapiola, et par le bataillon no 1 de Chasseurs, sous les ordres de Rudecindo Alvarado, et totalisait 1 395 hommes. Au service de l’artillerie était affecté un régiment de 258 hommes, avec à leur tête Pedro Regalado de la Plaza.
Le 6 janvier 1817, l’armée des Andes, qui comprenait 5 350 hommes ― 14 commandants en premier, 195 officiers et 3 778 soldats, parmi lesquels plusieurs centaines étaient d’origine chilienne ― se mit en marche au départ du Campamento del Plumerillo. Les renforçaient en outre en tant qu’auxiliaires quelque 1 200 miliciens de cavalerie des provinces de La Rioja, de Mendoza, de San Juan, et du Chili, et 120 piqueurs (barreteros).
Les troupes ne combattraient pas sous le drapeau argentin, mais sous celui de l’armée des Andes, lequel comportait un blason argentin sur fond bleu et blanc.
L’armée était divisée en six colonnes, qui devaient passer par six cols différents. Deux de ces colonnes réunissaient la majeure partie de l’armée, les quatre autres, beaucoup plus petites, ayant pour but de leurrer Marcó del Pont sur le lieu véritable par où le gros de l’armée traverserait la cordillère.

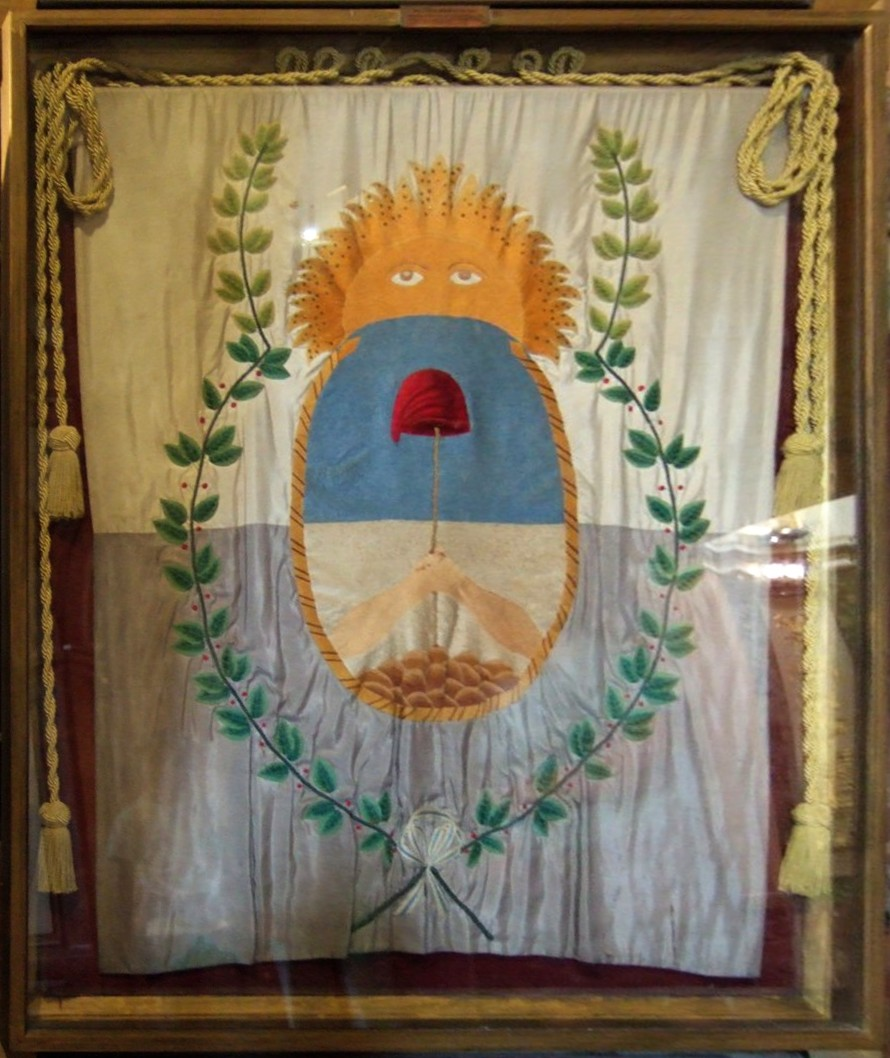
Réplique de la bannière de l'armée des Andes. L'original fut conçu et réalisé par Remedios Escalada, épouse de San Martín.

- Par le col de Come-Caballos, dans la province de La Rioja, s’avancèrent 130 soldats sous les ordres de Francisco Zelada et de Nicolás Dávila, accompagnés de 200 miliciens. Leur mission était d'occuper la province de Coquimbo, en particulier la ville de Copiapó, au nom de l’État du Chili, ce pourquoi les émigrés chiliens qui les accompagnaient arboraient le drapeau du Chili. Ces troupes n’eurent pas à combattre pour atteindre leur objectif.
- Par le col de Guana, dans la province de San Juan, s’engagèrent 200 hommes, placés sous le commandement du lieutenant-colonel Juan Manuel Cabot[200], pour s’emparer de la ville chilienne de La Serena et du port de Coquimbo, en passant par Talacasto, Pismanta et le col de Agua Negra. Le 6 février, ils surprirent une garde royaliste, et quelques jours après prirent position entre Coquimbo et Santiago. Les autorités de La Serena, escortées par une garnison d’une centaine d’hommes, se retirèrent sur le fleuve Limarí, sur les rives duquel ils furent rattrapés par les forces patriotes, ce qui donna lieu à deux petits combats, à Barraza et à Salala. Cabot prit possession d'Illapel, de La Serena et de Coquimbo le 25 février 1817.
- Par le col del Portillo s’engagèrent 55 hommes sous les ordres du capitaine José León Lemos, dans un but de pure diversion[201]. Bien que ne réussissant pas à capturer le détachement royaliste qui avait remarqué leur présence à San Gabriel, ils purent mener à bien leur mission et s’incorporèrent ensuite à la force principale.
- Par le col du Planchón franchirent les Andes une centaine d’hommes de l’armée – 80 fantassins à cheval et 20 cavaliers avec 3 officiers – ainsi qu’un groupe d'émigrés chiliens volontaires, sous le commandement du lieutenant-colonel Ramón Freire[202]. Tout en s’attachant à convaincre les royalistes qu’eux-mêmes constituaient l'avant-garde du gros de l’armée d’invasion, ils obtinrent une victoire près de Talca. Quoique n’ayant été en mesure de poursuivre les vaincus en raison du mauvais état des chevaux de l’expédition, Freire parvint néanmoins à capturer près de 2000 hommes. Marcó del Pont envoya à sa rencontre un millier de soldats, qui ne purent plus ensuite retourner à temps à Santiago lorsque l’on sut que l’avancée du gros de l’armée se produisait au nord de Santiago.
- Le 17 janvier 1817, 3 200 hommes se mirent en mouvement par le col de Los Patos. De cette force faisaient partie les divisions de Soler, d’O´Higgins et de San Martín. Les avant-gardes obtinrent une petite victoire dans la bataille de Achupallas[203], et une autre peu après dans la bataille de Las Coimas. Le 8 février, ils entraient dans San Felipe. Le neuvième jour fut reconstruit le pont sur le fleuve Aconcagua, et le commandant Melián fit mouvement vers l’ouest avec un escadron de grenadiers.
- Le signal de la traversée par le col d'Uspallata fut donné le 18 janvier. Sur ce trajet s’engagèrent 800 hommes aux ordres du général Las Heras[n. 11],[204], ainsi que le major Enrique Martínez, avec la quasi-totalité de l’artillerie et de l’équipement, dirigés par Fray Luis Beltrán. Après que, dans un premier temps, eurent été battues leurs avant-gardes dans les batailles de Picheuta et de Potrerillos, ils vainquirent la troupe avancée royaliste lors de la bataille de Guardia Vieja[205]. Ils arrivèrent dans la ville de Los Andes le 8 février, après une halte de deux jours ordonnée par San Martín.

Le 9 février, les deux colonnes se rejoignirent dans le campement de Curimón, près de la localité de Los Andes. Au départ de ce lieu, ils dépêchèrent des détachements d’éclaireurs, lesquels confirmèrent que les royalistes les attendaient dans la province de Chacabuco.

#### Chacabuco

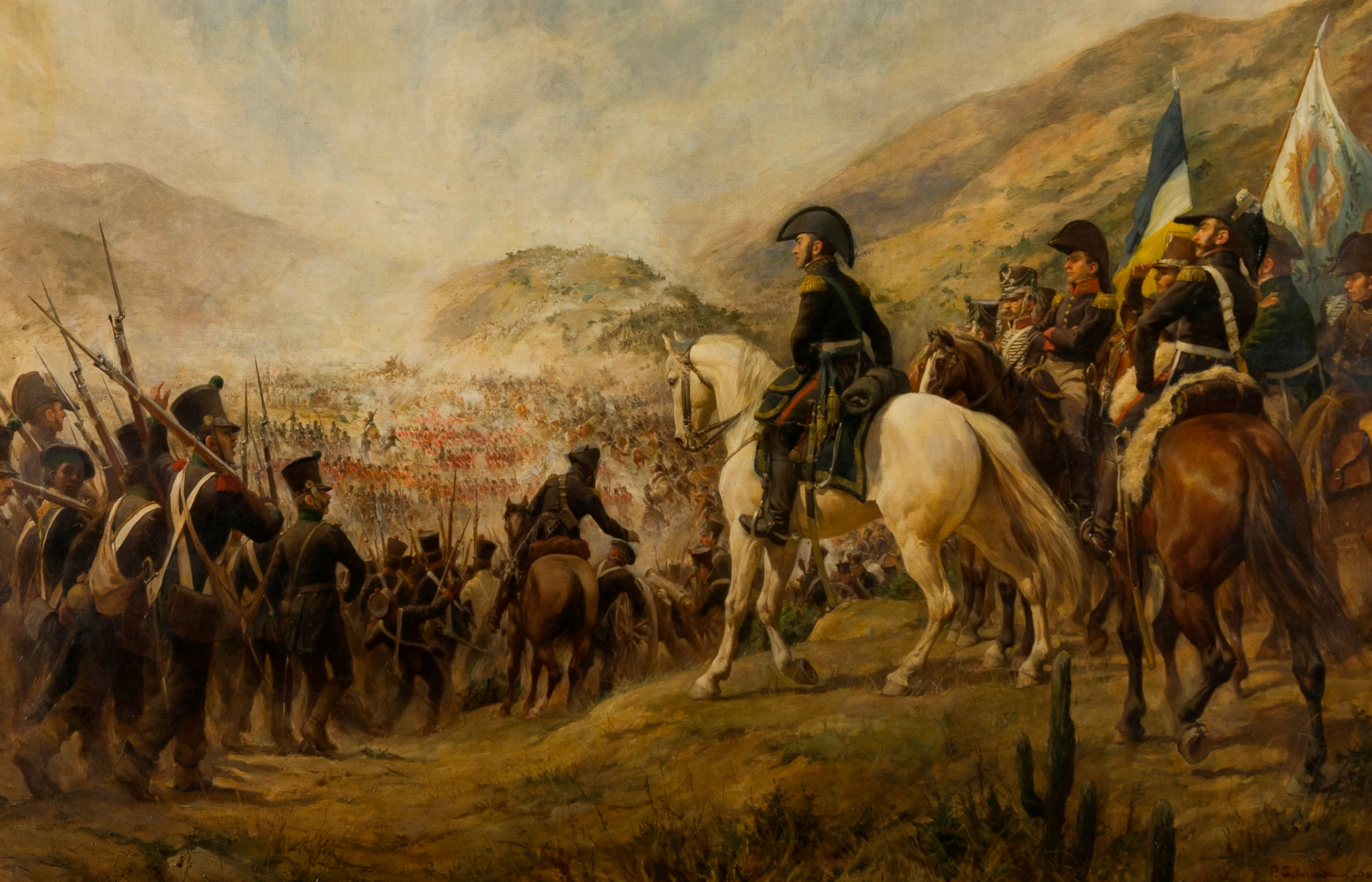
La bataille de Chacabuco, d’après un tableau de Pedro Subercaseaux.

En raison de la dispersion de ses forces, Marcó del Pont eut grand peine à réunir une corps de bataille ; celle qu’il parvint finalement à constituer comptera 1500 hommes, placés au dernier moment sous le commandement de Rafael Maroto.
La bataille de Chacabuco se déclencha dans la matinée du 12 février 1817. Le plan d’attaque de San Martín, consistant en deux assauts simultanés depuis l’ouest et le nord, fut modifié par O'Higgins, qui, jugeant imminente une avancée de Maroto, attaqua de front, à 11h.45, avant l’arrivée de la colonne emmenée par Soler. L’offensive fut endiguée par une défense royaliste efficace, en même temps que par le profond lit d’un ruisseau. O'Higgins et Cramer lancèrent, avec la troupe de réserve, une nouvelle attaque ; au bout d’environ deux heures de combat, un peloton de cavalerie défonça la ligne royaliste entre l’extrême gauche du Talavera et la droite du gros du bataillon Chiloé, mettant en déroute les artilleurs. L’infanterie, déjà presque victorieuse, accourut au secours de la cavalerie ; vers 13h.30 arriva une avant-garde de la division de Soler, provoquant la déroute totale des troupes royalistes et déterminant une écrasante victoire patriote,. Les pertes que subirent les royalistes s’élevaient à 600 morts et 500 prisonniers, en plus de la totalité de l’artillerie ; les patriotes de leur côté eurent 130 morts et 180 blessés.
Peu après la fin de la bataille, San Martín adressa au Directeur suprême du Río de la Plata son compte rendu officiel, dont le passage le plus célèbre portait :
« En vingt-quatre jours, nous avons fait la campagne ; nous avons traversé la cordillère la plus élevée du globe, en avons fini avec les tyrans et donné la liberté au Chili. »
Le 14 février 1817, l’armée des Andes entra dans Santiago. O'Higgins fut nommé par le Cabildo Directeur suprême de l’État du Chili, et San Martín commandant de l’armée Unie Libératrice du Chili (Ejército Unido Libertador de Chili), agroupement militaire constitué des unités de l’armée des Andes et des formations chiliennes qui s’étaient incorporées dans elles. Bernardo de Monteagudo fut désigné auditeur de l’armée.
Ainsi commença la période de l’histoire du Chili connue sous le nom de Patria Nueva ('Nouvelle Patrie').
Peu de jours après son entrée en fonction comme Directeur suprême, O'Higgins envoya le brigantin Águila, capturée dans le port de Valparaíso, délivrer les patriotes bannis dans l’archipel Juan Fernández.
Le nouveau Directeur organisa une armée pour affronter les forces royalistes encore actives dans la région du río Itata. Bientôt, l’armée Unie entama une marche rapide vers le sud du Chili.

### Güemes et laGuerra gaucha

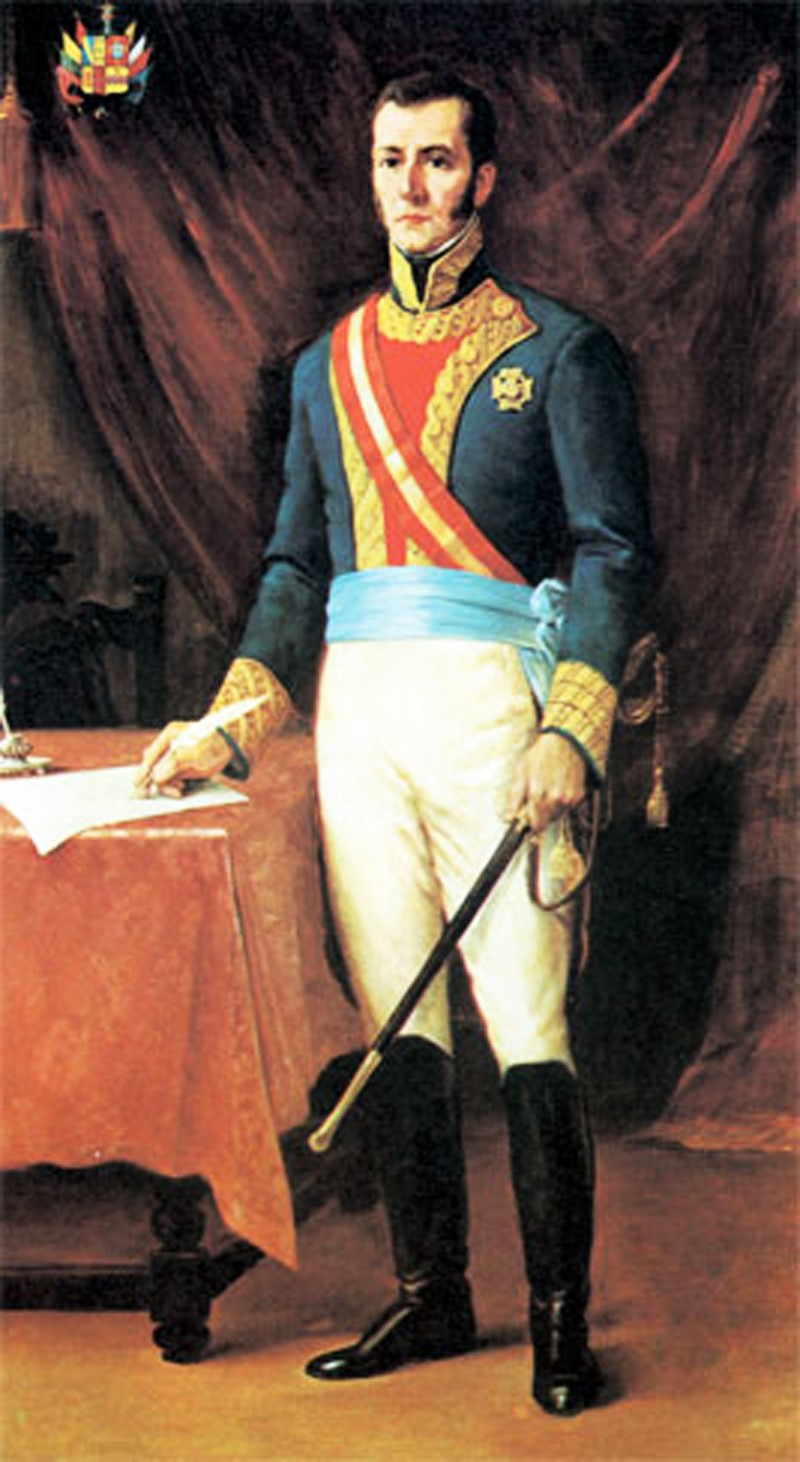
Le général José de la Serna dirigea deux invasions de Salta avant d’être nommé vice-roi du Pérou.

La défense de la province de Salta était laissée aux soins du gouverneur Güemes, tandis que l’armée de Rondeau se retirait sur Tucumán. Celui-ci reçut alors la nouvelle de ce qu’il avait été évincé du poste de Directeur de l’État, et se chargea de la protection du congrès de Tucumán nouvellement convoqué. Après la déclaration d’indépendance de l’Argentine, il fut remplacé comme commandant de l’armée par le général Belgrano, qui, pas davantage que Rondeau, ne put jamais lancer la moindre offensive en direction du nord. Au contraire, son armée se vit réduite par le transfert de nombre de troupes et d’officiers vers l’armée des Andes.
L’armée royaliste parvint de son côté à avancer jusqu’à la ville de Jujuy, mais la résistance des républiquettes la contraignit à se replier.
En septembre 1816, à la suite de la nomination de Pezuela comme vice-roi du Pérou, le commandement passa au général José de la Serna, qui incorpora dans son armée de nombreux effectifs d'hommes de troupes et d’officiers ayant auparavant combattu dans la guerre d’indépendance espagnole contre Bonaparte. Le nouveau commandant en chef s’attela à tracer un plan complet d’invasion des Provinces unies, au départ du nord et du Chili.
Fin octobre, De la Serna se mit en mouvement en direction de la province de Salta à la tête de 5500 hommes, et quelques jours plus tard captura le marquis de Yavi. Il pénétra dans Jujuy le 6 janvier, mais son armée ne réussit pas à étendre sa domination sur l’intérieur de la province, et les gauchos le forçaient à se cloîtrer dans la ville. Peu après, le commandant Manuel Arias défit les royalistes dans la bataille de Humahuaca, coupant ainsi la voie d’approvisionnement de l’armée d’invasion.
Il fallut ensuite à l’armée royaliste  plusieurs semaines pour rétablir ses communications avec le Haut-Pérou, par où elle venait à peine d’arriver à Salta le 15 avril. Enfermé dans la ville et manquant de vivres, De la Serna envoya une forte expédition pour se procurer bétail et chevaux dans la vallée de Lerma ; cependant, ce corps expéditionnaire fut attaqué sans discontinuer pendant plusieurs jours par des troupes de Güemes, et quasiment détruit lors de la bataille du Bañado,.

#### Contre-offensive de Lamadrid

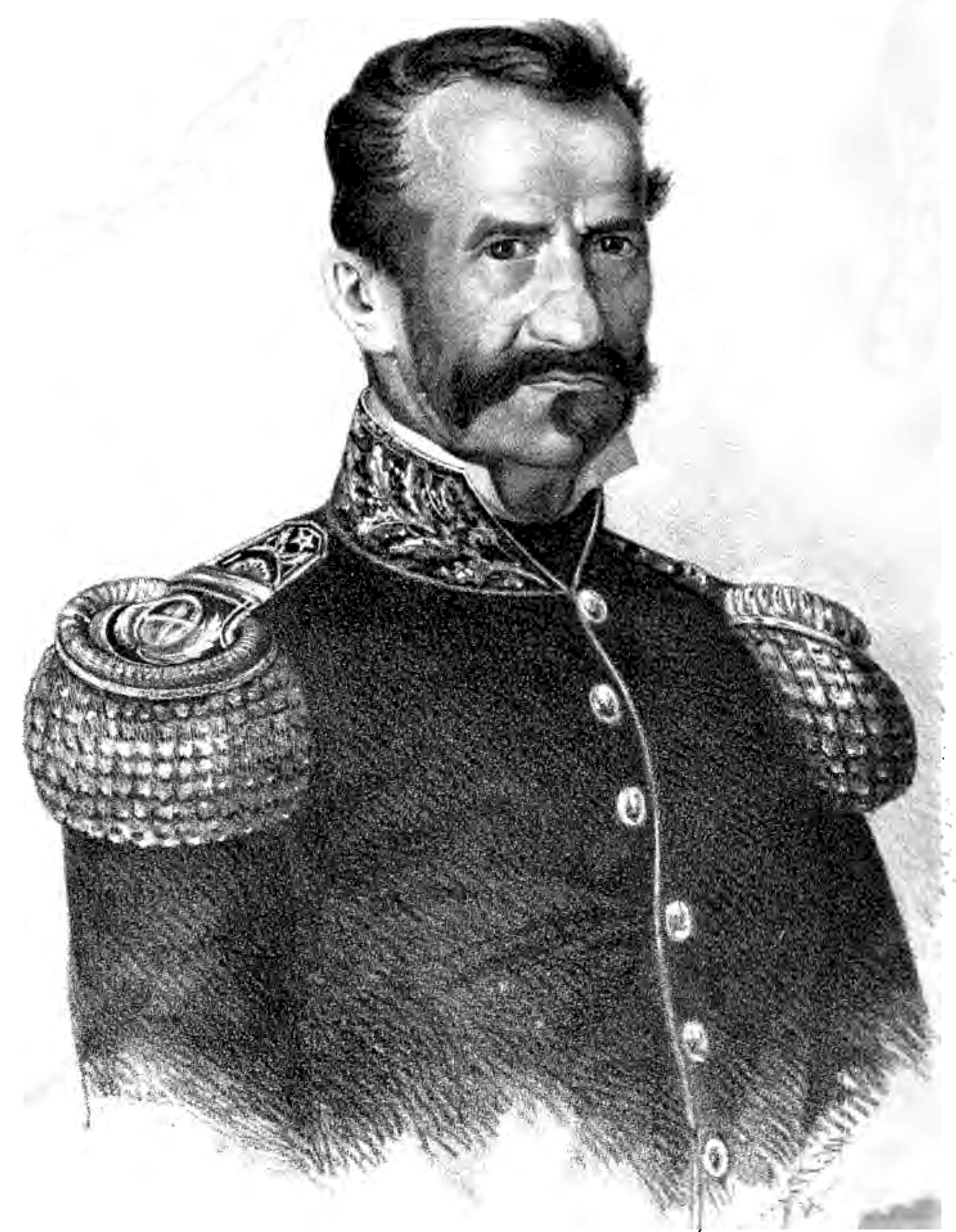
Gregorio Aráoz de Lamadrid. Il sera élevé au grade de général plusieurs années plus tard.

Bien qu’il fût apparent que les forces indépendantistes étaient impuissantes à entreprendre une nouvelle campagne dans le Haut-Pérou, Belgrano résolut néanmoins de venir en aide aux hommes de Güemes. Il envoya depuis Tucumán une troupe de 350 hommes et deux pièces d’artillerie, placée sous les ordres du lieutenant-colonel Lamadrid, avec l’objectif de couper, dans la zone du marquis de Yavi, les communications entre De la Serna et le Haut-Pérou. En arrivant dans ladite zone, Lamadrid apprit que des forces montoneras étaient actives à l’entour de Tarija, et comme les mules de charge et les chevaux nécessaires pour pénétrer plus avant en direction d’Oruro à travers le désert d’Atacama ne lui avaient pas été envoyés, il se détourna, et se dirigeant vers Tarija, remporta la victoire dans la bataille de la Tablada de Tolomosa, à la suite de laquelle le commandant royaliste Mateo Ramírez fut contraint à la reddition.
Galvanisé par cette victoire inespérée, Lamadrid continua, au mépris des consignes reçues, son chemin vers le nord ; après avoir fait prisonnier un escadron royaliste, il fit la téméraire tentative de s’emparer par surprise de la ville de Chuquisaca. Il fut cependant battu et commença alors de se replier vers le sud. Après avoir réuni à ses forces quelques troupes de guerrilleros, il fut vaincu une nouvelle fois dans la bataille de Sopachuy, et revint à Tucumán fin juillet.
Cette campagne n’eut donc pas le résultat escompté. En contrepartie, ayant échoué à consolider ses positions, et prenant en compte les renseignements de plus en plus pressants qui lui parvenaient sur le triomphe de San Martín au Chili, De la Serna décida d’abandonner Salta et Jujuy au mois de mai pour se retirer à Tupiza.

#### Nouvelles invasions de Jujuy et Salta
En août 1817, le colonel royaliste Olañeta lança une nouvelle offensive avec une troupe de 1000 hommes. Il força le colonel Arias à évacuer Humahuaca, mais échoua ensuite dans plusieurs affrontements mineurs et ne réussit pas à aller au-delà de Tilcara. Il se retira sur Yavi dans les premiers jours de janvier 1818.
Une cinquième invasion fut entreprise par le même Olañeta et le colonel Jerónimo Valdés avec 2400 hommes. Le 14 janvier 1818, ils occupèrent Jujuy, mais durent l’évacuer deux jours plus tard et se replier sur Yavi.
Début 1819, De la Serna démissionna et se rendit à Cochabamba, laissant le commandement au colonel José Canterac. Après avoir pacifié Tarija et Cinti, le commandant nouvellement nommé déclencha une nouvelle offensive à l’aide de trois colonnes, qui avancèrent par Humahuaca, Orán et la Puna. Le 26 mars, elles s’emparèrent de San Salvador de Jujuy, mais durent l’évacuer à nouveau après seulement trois heures et se retirer à Yala, étant donné le risque de se retrouver isolés. Ensuite, les troupes retournèrent à Tupiza.

### Fin de la campagne du Chili

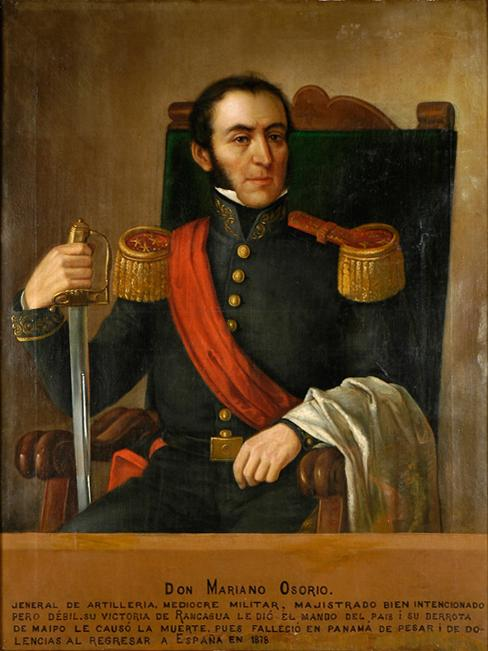
Le général Mariano Osorio.

Alors qu’il marchait sur Concepción, Las Heras fut attaqué le 4 avril près de la ville de Curapaligüe par une troupe royaliste envoyée de cette ville par le général José Ordóñez. La victoire patriote cependant obligea les royalistes à se retirer.
Dans un premier temps, il fut envisagé de mettre le siège devant les villes de Concepción et de Talcahuano, mais Las Heras, conscient de son infériorité numérique face aux royalistes commandés par Ordóñez, sollicita d’abord des renforts à O'Higgins, lequel vint lui prêter main-forte à la mi-avril, à la tête de 800 hommes.
Le 5 mai, les troupes d’O'Higgins et de Las Heras furent attaquées par le même Ordóñez dans la bataille du Cerro Gavilán. Les attaquants furent défaits et se virent par la suite contraints d’évacuer la ville de Concepción, pour aller se cantonner dans le port fortifié de Talcahuano.
Après que les royalistes eurent été assiégés pendant plusieurs mois, O'Higgins voulut prendre d’assaut la ville de Talcahuano. L’opération, organisée et dirigée par le général français Michel Silvestre Brayer, échoua totalement, se soldant par de lourdes pertes chez les assaillants.
Le vice-roi Pezuela dépêcha 2500 hommes à Talcahuano, sous le commandement de Mariano Osorio, vainqueur de la désastreuse bataille de Rancagua. Arrivé à destination, il unit ses forces à celles d’Ordóñez, qui avait résisté près de neuf mois aux attaques des indépendantistes. San Martín alors sollicita O'Higgins de réunir ses forces aux siennes sur le fleuve Maule, tandis que la population civile de Concepción abandonnait la ville.
O'Higgins leva le siège et se retira à Talca, où il approuva la Déclaration d'indépendance du Chili, datée du 12 février 1818, un an exactement après la bataille de Chacabuco.
Peu après que la jonction eut été accomplie entre les divisions de l’armée patriote, le général Ordóñez persuada Osorio d’attaquer par surprise le campement patriote dans la nuit du 19 mars 1818. La bataille de Cancha Rayada fut une victoire des royalistes, qui parvinrent à disperser complètement les forces patriotes.
Lorsque la nouvelle de la défaite atteignit Santiago, la démoralisation fut générale et l’on alla jusqu’à y voir une réédition de la défaite de Rancagua. À ce moment apparut à Santiago le colonel Manuel Rodríguez, qui assuma le gouvernement à titre temporaire. O'Higgins, blessé à Cancha Rayada, revint peu après au pouvoir.
Bientôt, l’on sut que le désastre n’avait pas été total : les pertes royalistes avaient été plus importantes que celles des patriotes, et une bonne partie des troupes de l’armée Unie, en particulier quelque 3000 hommes emmenés par Las Heras, avaient réussi à se retirer dans l’ordre. Avec l’aide de Beltrán, San Martín rééquipa et réorganisa l’armée. Quinze jours à peine plus tard, elle se trouvait à nouveau en état de livrer bataille.

#### Maipú

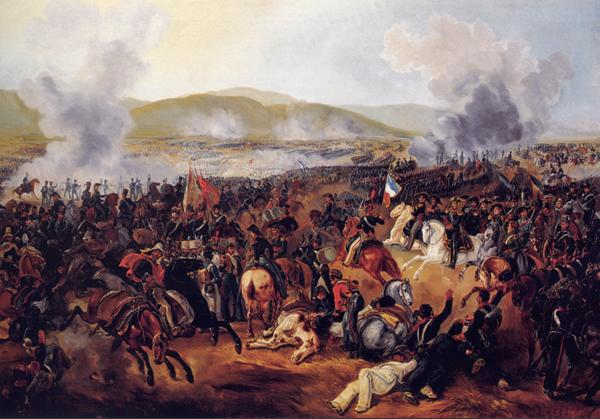
La bataille de Maipú.

Le 5 avril, dans les plaines de Maipú, à une dizaine de km au sud de Santiago, se firent face 5300 royalistes, dotés de 12 pièces d’artillerie, et 4900 patriotes, dotés de 21 pièces d’artillerie. San Martín fit prendre position à son armée dans un lieu surélevé, à l’affût de l’attaque espagnole.
Le feu de l’artillerie patriote de Manuel Blanco Encalada sonna le déclenchement de la bataille et fut suivi de la charge générale des troupes de San Martín. Les Espagnols  paraissaient triompher, lorsque San Martín lança ses forces de réserve dans une direction oblique, ce qui eut pour effet de renverser la situation. Les Grenadiers à cheval appuyaient Las Heras, occupé à nettoyer la position royaliste.
Après la fuite d’Osorio, un restant de l’armée royaliste, dirigé par Ordóñez, chercha refuge dans la propriété de Lo Espejo, jusqu’où le général Las Heras s’acharna à les pourchasser, appuyé en cela par quelque 1000 hommes qu'O'Higgins, bien que blessé, venait d’amener depuis Santiago. L’artillerie patriote acheva le massacre des royalistes, jusqu’à ce qu'Ordóñez consentît finalement à se rendre.
La bataille à peine terminée, San Martín et O'Higgins se rencontrèrent et se donnèrent l’accolade, épisode connu sous le nom de Abrazo de Maipú. Dans l’armée royaliste, 2000 hommes avaient été tués et 2463 faits prisonniers, contre 1000 pertes patriotes, morts ou blessés. Cette bataille fut la plus sanglante des guerres d’indépendance de l’Argentine et du Chili.

#### Campagne dans le sud du Chili
Malgré la sévère défaite subie, les royalistes parvinrent à regrouper quelques troupes de leur armée, dirigées dans un premier temps par Osorio, et à les disposer le long de la rivière Ñuble, sans que d'abord San Martín songeât à les disperser. Ce n’est qu'à la mi-mai qu’il envoya contre elles une partie des Grenadiers, commandés par Zapiola, qui obtinrent certes quelques victoires mineures, mais échouèrent à se rendre maîtres de Chillán.
En mai 1818, une expédition de onze vaisseaux de transport et un de guerre appareilla de Cadix, transportant à destination du Chili un peu plus de 2000 soldats. Leur départ déjà venait tard, vu qu'Osorio ne disposait plus guère que d’un millier d’hommes. La trahison des marins et soldats d’un des navires — le navire de transport Trinidad, qui s’en alla jeter l’ancre à Buenos Aires — permit aux autorités de connaître les détails  de l’expédition, y compris le système de signaux de la flotte et le lieu et la date où ils se proposaient de se rassembler une fois entrés dans l'océan Pacifique. Ces informations furent envoyées au Chili en même temps que deux vaisseaux de guerre, et toute l’escadre espagnole fut capturée sur l’île Mocha, dans le sud du Chili.
Les demandes d’aide lancées par Osorio à Pezuela ne furent pas entendues, et en août les forces de ligne furent embarquées en direction du Pérou. Une fraction importante de l’armée royaliste fut détruite lors de la bataille du Bío Bío en janvier 1819. La défense de la cause du roi au Chili incomberait dorénavant aux seules troupes irrégulières d’origine chilienne, lesquelles allaient dans les mois suivants poursuivre contre les forces chiliennes patriotes une guerre d’escarmouches, qui sera plus tard appelé la guerre à Mort (en esp. Guerra a Muerte). Les troupes argentines ne prirent aucune part à ces affrontements, tout occupées qu’elles étaient à se concentrer dans le nord du pays ou à s’en retourner dans les Provinces unies pour préparer la campagne de libération du Pérou.

## Guerre d’indépendance en l’absence de gouvernement central
Durant toute la période évoquée ci-haut, l’armée du Nord était demeurée inactive à Tucumán, mise à part la campagne malheureuse de Lamadrid et l’incorporation de petits groupes dans les troupes gauchos de Güemes. En revanche, elle avait été de façon répétée mise à contribution pour lutter contre les fédéralistes des provinces de Córdoba et de Santa Fe. Fin 1819, l’armée du Nord dut, sur ordre du Directeur suprême Rondeau, faire route en direction de cette dernière province, mais une rébellion, la mutinerie dite d’Arequito, empêcha qu’elle fût employée une fois encore dans la guerre civile. Ce nonobstant, les combattants de cette armée se dispersèrent dans leurs provinces d’origine respectives et ne devaient plus prendre part à la guerre d’indépendance.
Rondeau avait donné ordre aussi à San Martín de conduire l’armée des Andes vers la zone du Litoral, mais le libertador du Chili s’y refusa, et ordonna au contraire à ses troupes de repasser la cordillère et de se préparer à la conquête du Pérou. Cependant, il ne réussit pas à transférer l’ensemble de ces forces au Chili, attendu que quelques-unes parmi elles se soulevèrent et prirent part ultérieurement aux guerres civiles dans l’ouest et le nord des Provinces unies.
La rébellion de l’armée du Nord ne laissa plus guère au Directeur Rondeau, pour affronter les caudillos fédéralistes, qu’une petite armée, qui fut battue par ceux-ci dans la bataille de Cepeda, en février 1820. Cet événement détermina la dissolution du Congrès et la disparition de toute autorité nationale en février 1820, chaque province se gouvernant désormais elle-même.
Tout l’effort de guerre reposait sur les armées en campagne, soutenues par le gouvernement de la province de Salta – en ce qui concerne le front nord – ou par celui de la république du Chili – pour ce qui est de la campagne du Pérou. Aucune contribution ne vint dorénavant des autres gouvernements de province. La province de Buenos Aires était la seule qui eût pu apporter un concours économique, attendu en effet qu’elle monopolisait la principale source de recettes publiques, la Douane. Cependant, le gouvernement portègne, dirigé par les ministres Bernardino Rivadavia, celui-là même qui avait, en tant que secrétaire du premier triumvirat, mené une politique militaire de repli, et Manuel José García, qui avait adressé à la Grande-Bretagne une demande de protectorat, se désintéressait totalement de la guerre, allant même jusqu’à l’extrémité de repousser une demande d’aide de la part de San Martín avec l’argument qu’il « serait utile au pays que les Espagnols restent au Pérou ». Le gouvernement portègne par ailleurs signa en 1823 avec le gouvernement espagnol du Triennat libéral une Convention préliminaire de Paix — gouvernement espagnol qui du reste sera répudié l’année suivante par le roi Ferdinand VII remonté sur le trône.
L’anarchie dans laquelle se débattaient les Provinces unies offraient des conditions favorables pour l’expédition projetée qui aurait dû, avec beaucoup de retard, appareiller pour le Río de la Plata début 1820. Mais l’action menée par une filiale de la Loge lautarienne parmi les officiers de cette expédition, et le mécontentement de nombre d’entre eux — qui avaient fait partie du corps d’officiers de la guerre d’indépendance d’Espagne — vis-à-vis de la politique absolutiste du roi, conduisirent à un soulèvement de ces troupes en janvier 1820,.
Les gouvernements du Triennat libéral en Espagne se montrèrent peu actifs dans leur dessein de restaurer l’empire colonial espagnol, et la défense de celui-ci resta donc à la charge de ses vice-rois. D’autre part, les autorités royalistes dans l’Empire se virent très affaiblies par les affrontements, à l’intérieur de leur propre camp, entre libéraux et absolutistes, ce qui dans quelques cas déboucha sur des insurrections et l’instauration de pouvoirs indépendants. Le cas le plus typique, et le plus important sur le plan stratégique, fut l’indépendance du Mexique, mené à terme par le général royaliste Agustín de Iturbide.
Lorsque fin 1823 se produisit la deuxième restauration absolutiste en Espagne, il était déjà trop tard pour entreprendre de nouveaux efforts de reconquête. À supposer que le roi l’eût encore tentée, il n’eût pas trouvé de port sûr où faire débarquer ses troupes.

### Phase finale de la Guerra Gaucha
Le 8 mai 1820, Ramírez Orozco, qui en février avait remplacé Canterac comme commandant des forces espagnoles dans le Haut-Pérou, quitta Tupiza à la tête d’une armée de 4000 hommes : il s’empara de Jujuy le 28 mai et de la ville de Salta le 31 du même mois, poussant jusqu’à la rivière Pasaje. Il obtint quelques petits triomphes, mais plusieurs victoires des gauchos, y compris la capture du colonel Antonio Vigil, contraignirent les envahisseurs à se claquemurer dans les villes.
Alors qu’ils se trouvaient à Salta, les chefs militaires royalistes eurent connaissance du soulèvement militaire du premier janvier de la même année en Espagne, à la suite duquel fut proclamée la restauration de la Constitution libérale de Cadix de 1812. Ils apprirent en même temps que partirait au milieu de l’année, au départ du Chili, l’expédition libératrice du Pérou. Anticipant les événements du Pérou, Ramírez Orozco ordonna le repli sur Tupiza et y arriva vers la mi-juin.
En octobre, tandis que les prestations de serment à la constitution libérale avaient lieu dans le Haut-Pérou, l’on eut avis du débarquement, survenu le 8 septembre, de l’armée emmenée par San Martín sur la côté péruvienne et de ce que le colonel Arenales avait pris position dans la sierra avec une division. Aussitôt, Ramírez Orozco et Canterac se mirent en marche vers le Pérou avec la majeure partie des forces disponibles. Olañeta, à la tête de quelque 2000 hommes, demeura à Tupiza.
San Martín avait nommé Güemes général en chef de l’armée d’Observation. Ils avaient convenu que, pendant que l’invasion du Pérou aurait lieu, le gouverneur de la province de Salta ferait en sorte que les troupes royalistes stationnées dans le Haut-Pérou fussent constamment occupées et retenues très loin de Lima. Güemes, en permanence informé sur les mouvements de San Martín, décida, lorsque celui-ci débarqua sur le littoral péruvien, d’avancer vers le Haut-Pérou.
De l’armée du Nord, il ne subsistait qu’une petite division commandée par le colonel Alejandro Heredia, lequel était sous les ordres de Güemes. Le gouverneur de la province de Tucumán, Bernabé Aráoz, avait gardé quelques armements de cette armée, dont il faisait usage pour tenter d'amener la province de Santiago del Estero, dépendante jusqu’à ce moment de celle de Tucumán, à obéir à son gouvernement. Cela incita Güemes à s’engager dans la guerre civile et à envahir la province de Tucumán.
Olañeta mit à profit les conflits internes de Salta pour lancer à la mi-avril une offensive contre la ville de Jujuy, offensive dirigée par Guillermo Marquiegui, son beau-frère et originaire de cette ville. Après l’avoir occupée pendant trois jours, celui-ci se retira sur la ville de León, où il attendit l’arrivée d’Olañeta.
Voyant qu’Olañeta arriverait avant les renforts de Güemes, qui se trouvait encore à Tucumán, les Jujeños mirent sur pied une troupe de 600 hommes placée sous le commandement du colonel José Ignacio Gorriti, laquelle infligea une défaite totale à Marquiegui dans la matinée du 27 avril, jour appelé depuis le Grand Jour de Jujuy (en esp. Día Grande de Jujuy). Olañeta tenta de se ressaisir, mais se retira vers le nord lorsque Gorriti menaça de faire fusiller les commandants et officiers prisonniers.
La haute société de Salta, lasse du gouvernement de Güemes, autoritaire et onéreux pour elle, décida de se libérer du gouverneur. Profitant de la campagne militaire que le caudillo menait dans la province de Tucumán, elle le déposa en son absence pour le remplacer par Apolinario Figueroa, et appela Olañeta à son aide.
Güemes cependant, retourné à Salta après avoir été vaincu dans la province de Tucumán, put recouvrer le pouvoir sans coup férir, mais Olañeta lança de son côté l’offensive sollicitée contre Salta, envoyant par les sentiers déserts de la Puna le colonel José María Valdez, qui s’empara de Salta le 6 juin, par la surprise. L’une de ses troupes infligea à Güemes une blessure, qui, combinée à l’hémophilie dont celui-ci était atteint, provoqua sa mort onze jours plus tard.
Olañeta se rendit à Salta, où il nomma un gouverneur fidèle à sa cause, mais se trouva ensuite encerclé par les troupes du décédé Güemes, emmenées par le colonel Jorge Enrique Vidt, nommé commandant desdites troupes par le gouverneur lui-même quelques heures avant sa mort. Contraint par les forces patriotes, il signa le 14 juillet un armistice avec le cabildo de Salta, pour se retirer ensuite vers le Haut-Pérou.
La dernière incursion royaliste sur le sol argentin fut menée en juin 1822 par Olañeta, qui poussa jusqu’à la localité de Volcán, à une quarantaine de kilomètres au nord de Jujuy, puis, le 6 décembre, pour l’ultime fois, se retira du territoire argentin. Ses forces toutefois s’attardèrent encore, occupant quelques villages frontaliers, notamment Santa Victoria Oeste. L’on a recensé en territoire salteño, jusqu’à cette date, 236 affrontements armés au total.

### Campagne de San Martín au Pérou
En mai 1818, l’armée Unie prit ses quartiers à Quillota (Chili), où fut dispensée une formation militaire à un total de 5000 hommes, effectif qui alla décroissant en raison de maladies et de désertions.
À ce moment commençaient à parvenir les ordres du Directoire tendant à transférer l’armée des Andes vers Buenos Aires afin d’y mener la lutte contre les fédéralistes. San Martín ne répondit pas, et déclara dans une lettre à O'Higgins :
« L’on va me charger d’une responsabilité terrible, mais si l’expédition au Pérou n’est pas entreprise, tout ira au diable.
Lettre de San Martín à O'Higgins, 9 novembre 1819. »
Déjà, l’absence d’appui économique de Buenos Aires avait retardé de nombreux mois le départ de cette expédition. Sa désobéissance valut à présent à San Martín de voir cesser toute aide économique de la part de son gouvernement, de sorte que c’était désormais le gouvernement chilien qui eut à se charger de l’ensemble du financement, au moyen d'emprunts contractés auprès du Royaume-Uni et des États-Unis.
Le gouvernement rioplatense dissous, l’armée des Andes se retrouva sans gouvernement auquel ressortir. San Martín présenta sa démission dans une note aux commandants en chef de l’armée le 26 mars 1820. Les officiers rioplatenses se réunirent le 2 avril dans la ville de Rancagua pour élaborer un document dans lequel ils déclaraient que

« (...) l’autorité que reçut monsieur le général pour faire la guerre aux Espagnols et faire avancer le bonheur du pays n’est pas déchue ni ne peut déchoir, car son origine, qui est le salut du peuple, est immuable (...) »

— Acta de Rancagua
Son autorité ainsi consacrée, San Martín put entreprendre avec l’armée des Andes, conjointement avec les forces chiliennes, son expédition au Pérou.

#### Expéditions navales
Au retour de son expédition dans le Pacifique, Bouchard organisa une nouvelle expédition corsaire, en association avec le riche homme d’affaires Vicente Anastasio de Echevarría, qui équipa la frégate La Argentina en la dotant de 34 pièces d’artillerie. La majeure partie de l’équipage était d’origine étrangère, même si le pilotin argentin Tomás Espora sut s'y distinguer.
Au long de leur périple de deux ans, ils libérèrent des esclaves à Madagascar, eurent à déplorer 40 morts des suites du scorbut, repoussèrent une attaque de pirates malaisiens dans le détroit de Macassar, bloquèrent pendant deux mois le port de Manille, capitale de la Capitainerie générale des Philippines, et capturèrent plusieurs vaisseaux.
Ils trouvèrent à Hawaï la corvette corsaire Chacabuco, dont les membres d’équipage s’étaient emparés pour l’utiliser à des fins de piraterie, et en capturèrent l’équipage pour le châtier. Lors des négociations avec le roi Kamehameha Ier, qui s’achevèrent par la restitution du navire, le roi et le capitaine signèrent un accord auquel le capitaine n'accorda pas plus d’importance, mais dont un de ses marins allait déclarer qu’il fut « un traité d’union pour la paix, la guerre et le commerce », et qu’il impliquait de fait la reconnaissance de l’indépendance des Provinces unies par un État souverain. La condamnation à mort du meneur des pirates donna lieu à un conflit avec le roi de l’île de Kauai.
En Californie, ils attaquèrent la ville de Monterrey. Après avoir vaincu une molle résistance, ils se rendirent maîtres de la ville et, six jours durant, y firent flotter le drapeau argentin.
Ensuite, ils attaquèrent tour à tour Santa Barbara, la baie Sebastián Vizcaíno, San Blas, Sonsonate au Salvador, et El Realejo au Nicaragua, ports dans lesquels ils mirent la main sur plusieurs vaisseaux espagnols. Une version tient que la présence du navire de Bouchard arborant le drapeau argentin inspira le drapeau des Provinces unies d’Amérique centrale, et, par le biais de celui-ci, ceux des pays d’Amérique centrale actuels.

#### Expédition libératrice du Pérou
Le gouvernement chilien avait pour sa part fait de grands efforts pour équiper sa nouvelle escadre (25 vaisseaux), la pourvoyant de munitions et de vivres, et s’employant avec succès à trouver des marins, dont un millier de Chiliens dans le port de Valparaíso et six centaines de marins étrangers, en majorité anglais. Dans l'escadre chilienne, placée sous le commandement de Manuel Blanco Encalada, régnait cependant l’indiscipline,.

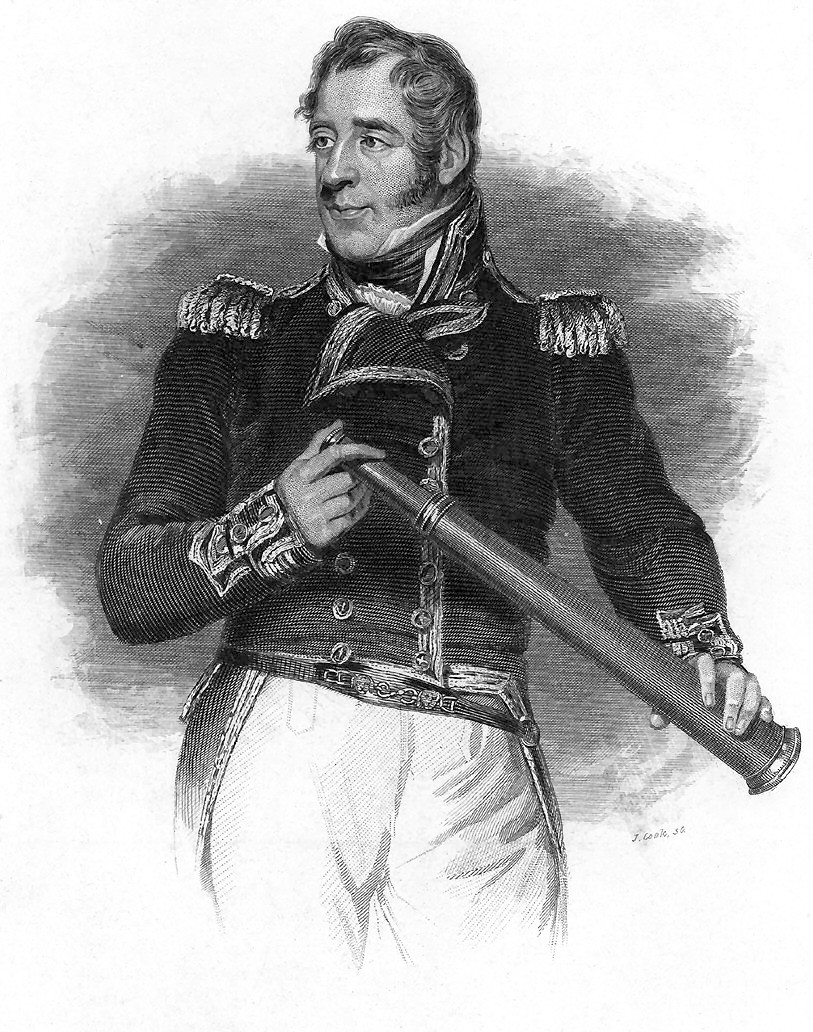
Thomas Cochrane, commandant de l’escadre chilienne.

Le colonel Álvarez Condarco, dépêché à Londres, engagea l’officier de marine Thomas Cochrane, pour diriger l’escadre chilienne en cours de formation. Celui-ci arriva au Chili en novembre 1818.
Selon l’état du 15 juillet, l’armée comptait 4642 hommes. Dans le corps des officiers, 40 % était de nationalité argentine. Pour compléter le personnel de l’escadre, il fallut muter à la marine un nombre de soldats de l’armée de terre et employer à protéger le port de Valparaíso quelque 170 artilleurs. L’armée en resta ainsi réduite à 4118 soldats et 296 officiers.
Le 9 juillet 1819, alors que Cochrane s’occupait à organiser l’escadre, l’escadrille de Bouchard accosta à Valparaíso au terme d’un périple de 2 ans. À leur arrivée, Cochrane accusa Bouchard de piraterie et mit les officiers aux arrêts ; un long procès fut alors engagé, au cours duquel La Argentina fut dépouillée de sa cargaison et les deux navires capturés qui l’accompagnaient furent incorporés à l’escadre chilienne.
En septembre 1819, cinq navires commandés par Cochrane appareillèrent de Valparaíso et mirent le cap sur Callao. Ce port était défendu sur terre par 3000 hommes et un grand nombre de canons, et sur mer par cinq vaisseaux. Cochrane échoua dans sa tentative d’attaque au moyen de fusées Congreve, mais captura la goélette Moctezuma. De Callao, il navigua vers le nord, et le général William Miller occupa pendant quelques jours la ville de Pisco.
En l’absence de Cochrane, le tribunal auditionna finalement Bouchard et Espora, qui nièrent les accusations, lesquelles furent levées en décembre. Bien qu’il ne pût jamais récupérer la cargaison, Bouchard fut autorisé à s’embarquer sur la frégate La Argentina et d’en reprendre le commandement.
De retour dans le sud avec deux vaisseaux, Cochrane attaqua la ville de Valdivia, qui était restée aux mains des royalistes et abritait le quartier-général des Espagnols dans le sud. Quoique ayant perdu un de ses deux vaisseaux dans un naufrage, il attaqua, avec le Moctezuma et les équipages réunis des deux navires, les forts qui défendaient la ville. Avançant de fort en fort, il parvint à atteindre la ville, dont il s’empara le 4 février 1820.
De là, il se dirigea vers Chiloé, mais échoua dans son attaque terrestre contre Ancud et dut faire demi-tour.

#### Débarquement et premières campagnes au Pérou
Le 20 août 1820, une escadre composée de 25 vaisseaux, dont 8 de guerre et 17 de charge, et portant 1740 marins, appareilla à destination du Pérou. Parmi les vaisseaux se trouvait également La Argentina, sous les ordres de Bouchard, qui emmenait 500 hommes d’équipage, y compris les Grenadiers à Cheval.
L’armée comprenait 4118 hommes de troupe et 296 officiers, dont quelque 750 originaires du Río de la Plata. Ils étaient organisés en deux divisions, l’une appelée De Chile et l’autre De los Andes, et disposaient de 25 pièces d’artillerie.
L’expédition partit du Chili et commença ses campagnes militaires au Pérou sous un drapeau qui était une variante du drapeau chilien, sauf qu’il portait trois étoiles au lieu d’une,.
Le 8 septembre eut lieu le débarquement sur la plage de Paracas, à proximité de la ville de Pisco ; c’est de cette plage que San Martín lança sa première proclamation au peuple péruvien.
Dès lors que le vice-roi Pezuela avait sous ses ordres quelque 20 000 soldats répartis dans toute la vice-royauté, affectés pour la plupart à la défense de Lima et du Haut-Pérou, la stratégie de San Martín, qui avait débarqué avec guère plus de 4000 hommes, consista à éviter toute attaque de front et à mener au contraire une guerre d'attrition contre son ennemi et à le décréditer. Dans ce but, il s’ingénia à démontrer qu’il pouvait traverser le Pérou avec une partie de son armée et s’établir avec le reste partout où bon lui semblerait.
Il envoya prendre position dans les montagnes une division commandée par le général Juan Antonio Álvarez de Arenales et accompagnée du bataillon n° 11 de l’armée des Andes sous les ordres de Román Deheza, du bataillon n° 2 du Chili sous les ordres de José Santiago Aldunate, des Grenadiers à Cheval commandés par Juan Lavalle, et de deux pièces d’artillerie.
Pour sa part, San Martín se rembarqua et se transporta par mer à Huaura, dans le nord du Pérou, où il entama des négociations diplomatiques avec le vice-roi.
À la suite du débarquement patriote, le colonel Manuel Quimper, commandant de la côte méridionale du Pérou, se retira vers le sud, mais fut battu lors de trois affrontements : par Rufino Guido à Palpa le 7 octobre, par le lieutenant-colonel Manuel Patricio Rojas à Nazca une semaine plus tard, et le 15 à Acarí, où Quimper fut capturé.
Arenales franchit la Cordillère et le 24 octobre s’empara sans combat de la ville de Huamanga. Après avoir battu une troupe royaliste d’appoint au pont de Mayoc, ses hommes mirent en déroute une division ennemie sur la côte de Jauja. Le 23 novembre, à Tarma, dans le département de Junín, Rojas réussit à rattraper l’intendant de Huancavelica, Juan Montenegro, le faisant prisonnier et s'appropriant six canons, 500 fusils et 50 000 cartouches.
Le 6 décembre 1820, lors de la bataille de Pasco, Arenales détruisit intégralement la division du général Diego O´Reilly. Les royalistes eurent à souffrir 83 morts tandis que 400 hommes furent faits prisonniers, parmi lesquels toute la cavalerie dirigée par Andrés de Santa Cruz, qui passa dans les rangs patriotes après la bataille.
Le 8 janvier 1821, la division d’Arenales se réintégra dans l’armée Unie. Plusieurs provinces de la Sierra avaient été occupées, mais il ne restait pas assez de troupes pour en assurer l'occupation. Quelques officiers, parmi lesquels se signala en particulier le moine sorti des ordres José Félix Aldao, eurent soin alors d’organiser des montoneras capables de résister par des actions de guerrilla.
Bien que les indépendantistes ne fussent pas en mesure de consolider les territoires qu’ils avaient ainsi parcourus et conquis, la campagne eut néanmoins pour effet d’affaiblir militairement le vice-roi Pezuela et de le décréditer politiquement,. À la suite des démonstrations de pouvoir de San Martín, les officiers royalistes d’opinion libérale, dégoûtés par l’orientation absolutiste de Pezuela, renversèrent celui-ci, par le pronunciamiento dit de Aznapuquio, le 29 janvier 1821, et lui substituèrent le général De La Serna.

#### Indépendance du Pérou
Entre-temps, les villes de Guayaquil et, peu après, de Trujillo se prononcèrent en faveur de l’indépendance, laissant la quasi-totalité du nord du pays aux mains des alliés de San Martín.
Augmentant encore la pression sur le nouveau vice-roi, Arenales entreprit une deuxième expédition dans la montagne, et l’Anglais William Miller débarqua sur le littoral sud du Pérou. Simultanément, San Martín débarqua à Ancón, ville côtière plus proche de Lima, puisque située à seulement une quarantaine de km, et lança vers cette ville une série d’expéditions de reconnaissance, tout en menant fin avril de nouvelles négociations de paix avec De la Serna. San Martín n’entendait accepter d’autre résultat que l’indépendance du Pérou, ce qui était inadmissible pour De la Serna, de sorte qu’il n' y eut pas d’accord, mais néanmoins un échange de prisonniers.
La colonne de Miller débarqua à Arica et fit route en direction de Tacna, où un contingent de volontaires péruviens vint se joindre à elle. Le 22 mai, elle vainquit les troupes de José Santos La Hera dans la bataille de Mirave, puis retourna à Lima. Les forces que Miller laissa dans le sud du Pérou allaient être défaites lors de la bataille d'Ica, en avril de l’année suivante, obligeant les indépendantistes à abandonner cette région.
Le soulèvement, en faveur de l’indépendance, du bataillon royaliste Numancia, composé de Vénézuéliens, et la capture du vaisseau le plus puissant de l’escadre espagnole par Cochrane, contraignirent De la Serna à abandonner Lima le 5 juillet et à prendre ses quartiers dans la montagne, là où l’attendait, pour l’attaquer, la division d’Arenales ; celui-ci cependant, n’ayant su déterminer quel col allait être utilisé par les royalistes pour franchir la Cordillère, échoua dans son projet.
San Martín occupa la capitale et réunit un cabildo ouvert le 15 juillet. Le 28, il proclama l’indépendance du Pérou et assuma à partir du 3 août la fonction de chef civil et militaire du Protectorat du Pérou. Son bras droit fut Bernardo de Monteagudo, arrivé du Chili à titre d’auditeur de l’armée.
Les forts de Callao cependant étaient restés aux mains des royalistes, et les patriotes mirent plusieurs mois à s’en emparer,. Une série de conflits entraîna la séparation de quelques officiers rioplatenses, dont le général Las Heras. La majeure partie des troupes chiliennes retourna au Chili, pour y terminer la guerre dite à mort (Guerra a Muerte) contre les derniers bastions royalistes dans l’Araucanie.
Cochrane, qui ne s’était jamais bien entendu avec San Martín, retourna lui aussi au Chili avec son escadre, ne laissant au service du Pérou que quelques vaisseaux, dirigés par Bouchard et Martin Guisse.
En octobre de cette même année, San Martín créa le premier drapeau péruvien, de couleur rouge et blanc et comportant un écusson, sous lequel par la suite allaient combattre les troupes, tant péruviennes que rioplatenses, de l’armée Unie du Pérou.

### Bolívar et la campagne du Pérou

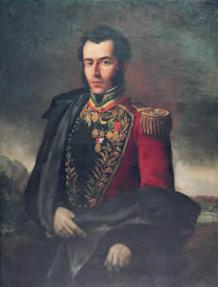
Le maréchal Antonio José de Sucre.

Le 9 octobre 1820, la ville de Guayaquil, dans l’actuel Équateur, s’était érigée en Province libre de Guayaquil. Le gouverneur José Joaquín de Olmedo sollicita alors, en vue d’attaquer la ville de Quito, l’aide de Simón Bolívar. Celui-ci venait d’obtenir l’indépendance de l’actuelle Colombie à la suite de la bataille de Boyacá, et envoya à Guayaquil le général Antonio José de Sucre avec 650 soldats, qui s’ajoutèrent aux 1400 dont disposait déjà Guayaquil. Par un traité signé le 15 mars, la province de Guayaquil restait sous la protection de la Grande Colombie, formée des anciennes Vice-royauté de Nouvelle-Grenade et Capitainerie générale du Venezuela.
Sucre avança en direction de Quito, mais fut battu lors d’un affrontement à Ambato, et se vit obligé de retourner à Guayaquil et de requérir d’urgents renforts du vice-président grand-colombien Francisco de Paula Santander, qui les lui envoya par voie de terre à partir de Popayán, par un chemin assez long. Dans le même temps, il demanda de l’aide à San Martín, qui lui dépêcha une division placée sous le commandement du colonel Andrés de Santa Cruz, laquelle comprenait des forces argentines, dont 90 Grenadiers à Cheval sous les ordres de Juan Lavalle.
Sucre embarqua 1200 hommes pour les emmener à Machala, ville au départ de laquelle il s’empara ensuite, fin février, de la ville de Cuenca, où il accrut ses forces à 2000 hommes. Continuant vers le nord, les Grenadiers et les Dragons de Colombie sortirent victorieux de la bataille de Riobamba, face à des forces pourtant supérieures.
Le 24 mai 1822, les indépendantistes escaladèrent le volcan Pichincha, sur les flancs duquel fut livrée la bataille dite du Pichincha, qui se solda par une victoire absolue des indépendantistes sur les royalistes du capitaine général Melchor Aymerich. Dans cette bataille s’illustra en particulier le bataillon n° 2 du Pérou, commandé par l’Argentin José Valentín de Olavarría. La victoire signifia l’indépendance définitive de la Présidence de Quito, qui fut alors incorporée à la Grande Colombie.
À Guayaquil, l’opinion publique demeurait divisée, mais la ville fut occupée militairement et elle aussi annexée à la Grande-Colombie le 15 juillet. Ce fait fut à l’origine d’un grave désaccord entre San Martín et Bolívar.
San Martín était conscient de ce qu’il lui était impossible de terminer la campagne sans aide extérieure. Il sollicita de l’aide auprès des différents gouvernements des Provinces unies, mais en vain, les provinces intérieures alléguant leur manque de fonds, et la province de Buenos Aires préférant maintenir son isolement, qui lui permettait de progresser économiquement, et ne pas apporter son concours aux campagnes militaires finales contre son ancienne métropole. En conséquence, le Protecteur du Pérou se vit contraint d’avoir recours à l’aide de Bolívar, avec lequel il arrangea une entrevue à Guayaquil.

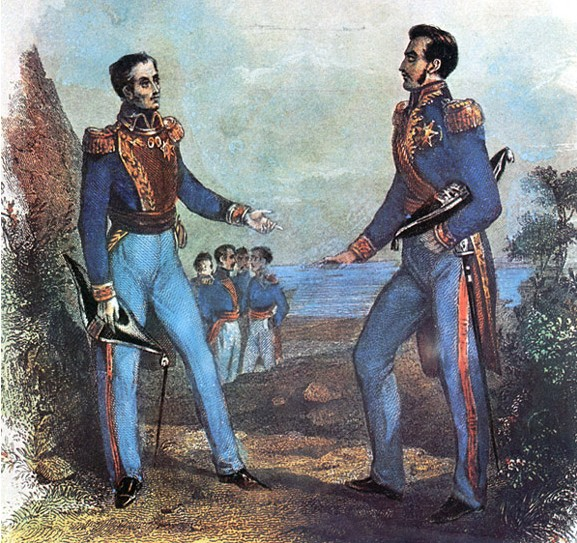
Vision idéalisée de l’entrevue de Guayaquil entre José de San Martín et Simón Bolívar.

San Martín arriva à Guayaquil le 25 juillet 1822, et eut le jour suivant un long entretien seul à seul avec Bolívar, dont le contenu est demeuré secret. Au motif que la situation militaire et politique dans laquelle se trouvaient les deux libertadores était différente, San Martín annonça renoncer au Protectorat du Pérou et vouloir céder à Bolívar le soin d’achever les campagnes militaires pour l’indépendance de ce pays,,.
Dès ce même jour, San Martín se rembarqua à destination de Lima et, peu après son arrivée, donna avis de sa démission comme Protecteur, démission qui fut acceptée le 20 septembre 1822. Le Congrès constituant du Pérou nomma Président de la Junte de Gouvernement le général José de La Mar. San Martín retourna à Buenos Aires, puis de là émigra vers l’Europe.

#### Échecs et perte de Lima
San Martín avait chargé le général Rudecindo Alvarado de mener une campagne dans les ports intermédiaires (situés entre le Pérou et le Chili) pour priver les troupes du vice-roi de tout accès à la mer. En octobre 1822, 4490 hommes sous les ordres d'Alvarado, comprenant 1700 Argentins, 1390 Péruviens et 1200 Chiliens, débarquèrent à Ilo et occupèrent la ville de Tacna. Au départ de cette dernière, ils se dirigèrent vers les montagnes, dans une tentative de pénétrer dans le Haut-Pérou, mais furent battus lors des batailles de Torata et de Moquegua par Jerónimo Valdés, et durent se rembarquer pour retourner à Lima, voyage de retour au cours duquel de nombreux soldats argentins perdirent la vie dans un naufrage.
La défaite donna lieu en février à un coup d’État, dit mutinerie de Balconcillo, à l’issue duquel La Mar fut renversé et remplacé par José de la Riva Agüero, qui sollicita l’intervention de Bolívar. Celui-ci envoya depuis Guayaquil 6000 hommes emmenés par Sucre, qui avait par ailleurs mission de négocier avec le gouvernement péruvien les conditions auxquelles Bolívar aurait à intervenir dans la guerre.
Une des premières actions de Sucre fut d’insister pour que fût organisée une seconde offensive contre les ports intermédiaires entre le Chili et Lima. Il expédia vers le sud 2500 hommes placés sous les ordres du général Santa Cruz et transportés par la flotte sous le commandement de Martín Guisse. Ils débarquèrent à Arica, poussèrent rapidement vers l’intérieur en passant par Tacna et Moquegua. La bataille de Zepita resta indécise, les deux camps revendiquant chacun la victoire,.
Après le départ des troupes de Santa Cruz et de Gamarra, Lima se trouvait quasiment privée de défenseurs. Le brigadier José Canterac rassembla à Jauja une armée de 8000 hommes, avec laquelle il marcha sur la capitale, entrant dans Lima le 18 juin, cependant que le congrès évacuait la ville et se retirait sur Callao. Pourtant, Canterac abandonna Lima un mois plus tard pour se porter vers le sud par Jauja.
Sucre prit la mer avec ses troupes et s’empara d’Arequipa le 18 août. De là, il avança jusqu’à Puno, mais ne parvint pas à coordonner ses actions avec celles de Santa Cruz, qui poursuivit sa marche jusqu’à Oruro. La prompte réaction royaliste, que les chroniqueurs ont nommé la campagne du Talon, eut pour effet de laisser Santa Cruz isolé, de sorte qu’il dut, sans avoir présenté bataille, retourner précipitamment au littoral, rembarquer son armée et la reconduire vers le nord. Arequipa fut récupérée par les royalistes en octobre, forçant en outre une armée de 2500 hommes envoyée au secours de Santa Cruz à retourner au Chile.
Entre-temps, début septembre, Bolívar arriva à Lima avec de nouveaux renforts, tandis qu’éclatait un conflit entre le nouveau président José Bernardo de Tagle et Riva Agüero, qui s’était installé à Trujillo et entretenait des contacts avec les royalistes. Ignorant des intrigues de Riva Agüero, Guisse passa dans ses rangs et bloqua la côte péruvienne, de sorte que Bolívar dut gaspiller l’énergie de son armée dans une campagne militaire contra Riva Agüero, laquelle s'acheva par l’arrestation de ce dernier à la fin novembre.
Le 5 février 1824 eut lieu le soulèvement de Callao, lors duquel la troupe cantonnée dans ce port, c'est-à-dire principalement des soldats originaires du Río de la Plata, mais également des Chiliens et des Péruviens, se rebella contre ses officiers en raison du retard de paiement de leurs soldes et de l’état de misère où ils s’étaient retrouvés à la suite de leur dernière campagne dans le sud. Redoutant ensuite les conséquences de leur rébellion, ils se placèrent sous la direction des officiers royalistes prisonniers et hissèrent le drapeau espagnol. En même temps se produisait un soulèvement d’une partie des grenadiers à cheval, qui alla se ranger du côté des royalistes,.
La prise du port par les royalistes jeta l’alarme dans la ville de Lima. Se voyant hors d’état de tenir sa position, Bolívar évacua la capitale, dont s’empara ensuite l’armée royaliste emmenée par José Ramón Rodil. Diverses autres divisions encore passèrent dans le camp espagnol, et le général Juan Antonio Monet fit transférer les prisonniers de Callao à Puno.
Cependant, dans le camp royaliste surgit un conflit non moins grave que celui qu’avaient à affronter les patriotes : le général absolutiste Pedro Antonio Olañeta, suivi de plusieurs illustres officiers, se rebella contre l’autorité du vice-roi De la Serna et, à la tête de quelque 5000 soldats, se rendit maître des quatre provinces du Haut-Pérou en février 1824. Le vice-roi réagit en envoyant le général Valdés avec une armée de force équivalente, qui poursuivit son ennemi à travers tout le Haut-Pérou. Après plusieurs batailles entre les deux camps, la situation, fin août, était toujours indécise, mais avait coûté une énorme dépense d’énergie et entraîné pour l’armée royaliste une grande perte de ressources.

#### La campagne d’Ayacucho
Ce qui restait de l’armée de libération, soit quelque 5000 hommes, dont 500 à peine étaient argentins, se concentra à Trujillo, sous le commandement de Bolívar. Là, dans le courant de mai 1824, il reçut de nouveaux renforts arrivés de Bogota, rassemblant ainsi une armée de 8000 hommes au total, avec laquelle, comptant tirer parti de l’état de division des forces royalistes, il se mit en route vers les montagnes en juin.
L’armée sous les ordres directs du vice-roi De la Serna vint occuper la vallée de la rivière Mantaro (à mi-chemin entre Lima et Cuzco), hormis les troupes du général José de Canterac, qui avaient pris position dans le nord. Celles-ci furent rejointes par les indépendantistes sur les rives du lac Junín le 6 août. Se fiant à la supériorité de ses forces de cavalerie, Canterac se défendit de l’attaque de la cavalerie patriote en ne mettant à contribution que ses seuls cavaliers, de sorte que la bataille de Junín fut livrée sans tirer un seul coup de fusil. Au début, les troupes de Canterac refoulèrent les patriotes dans un défilé ; cependant, une contre-attaque des hussards du Pérou, commandés par l’Argentin Manuel Isidoro Suárez, réussit de son côté à désorganiser les royalistes. Une nouvelle contre-attaque patriote décida de la victoire en faveur des forces de Bolívar,.
Bolívar laissa l’armée sous le commandement de Sucre, qui se mit en marche vers le sud à la recherche de De la Serna. Celui-ci donna à Valdés l’ordre de revenir du sud avec l’ensemble de ses forces ; par un accord, Olañeta apporta 2500 hommes à l’armée du vice-roi tout en gardant le pouvoir sur tout le Haut-Pérou. Vers la fin septembre, Bolívar prit contact avec Olañeta, dans une tentative de l’amener à la cause indépendantiste, mais n’obtint aucune réponse.
Durant plusieurs semaines, Sucre avança lentement vers le sud. Une rapide réaction de Valdés, ainsi que les avancées royalistes, permirent à celui-ci de vaincre Sucre le 3 décembre lors de la bataille de Corpahuaico, près de Cangallo.
En dépit de cette défaite, Sucre se hâta de reprendre sa marche vers Huamanga, et six jours plus tard, le 9 décembre 1824, l’armée Unie engagea la bataille d'Ayacucho. La supériorité tactique et morale des forces de Sucre, et une maladroite contre-attaque de De la Serna, dans laquelle il vint à être fait prisonnier, décidèrent l’issue de la bataille, de la campagne militaire, et de toute la guerre d’indépendance hispanoaméricaine, en faveur des indépendantistes.
Les royalistes eurent à déplorer 1800 morts et 700 blessés, contre 370 morts et 609 blessés côté patriote. Le général Canterac, incidemment général en chef de l’armée royaliste, signa cette nuit-là avec Sucre la capitulation d’Ayacucho, aux termes de laquelle l’armée royaliste du Pérou renonçait à poursuivre le combat et ses officiers et hommes de troupe étaient autorisés à rentrer dans leurs foyers en Espagne.

### Indépendance de la Bolivie
Le colonel José María Pérez de Urdininea, qui avait combattu au sein des républiquettes ainsi que dans la Guerra Gaucha, se fixa vers 1820 dans la province de San Juan, dont il fut élu gouverneur en 1822. Là, il s’efforça de former une armée en vue d’envahir le Haut-Pérou, mais ne réussit ni à réunir les fonds, ni à obtenir des appuis à Buenos Aires. Il parvint malgré tout à rassembler un contingent de près de 500 hommes, qu’il emmena à Salta et plaça sous le commandement de José María Paz. Il cantonna ses forces dans la ville de Humahuaca, où elles restèrent inactives pendant deux ans.
Le général Arenales avait changé domicile début 1823 pour Salta, où il fut élu gouverneur en janvier 1824. Il consacra ses efforts à tenter une ultime campagne dans le Haut-Pérou, en profitant des troupes réunies par Urdininea, en plus de quelques autres troupes levées par Paz dans la province de Santiago del Estero.
Le 4 août 1824, sur requête du maréchal Sucre, le gouverneur Arenales nomma le général Urdininea commandant général de l’avant-garde afin que celui-ci se dirigeât vers le Haut-Pérou à attaquer Olañeta depuis le sud. Urdininea se mit en mouvement le 3 janvier 1825, avec une force d’environ 600 hommes.
À Puno, où se trouvaient les prisonniers de Callao, le général Pío Tristán, dédaignant la capitulation d’Ayacucho, assuma lui-même la fonction de vice-roi, et sollicita Olañeta de collaborer avec lui. Olañeta se mit à ses ordres, mais le commandant Francisco Anglada signa sa reddition à La Paz et le colonel José María Fascio livra Puno.
Tristán et d’autres chefs royalistes se rallièrent alors à la capitulation d’Ayacucho et renoncèrent à la guerre. Sucre proposa aussi à Olañeta de passer dans son camp, moyennant quoi il pourrait conserver le pouvoir dans le haut-Pérou, mais n’obtint pas d’accord allant au-delà d’un armistice pour quatre mois. Cela cependant ne fut pas reconnu par Bolívar, et celui-ci ordonna à Sucre de traverser le Desaguadero. Les villes d’Oruro, Chuquisaca et Cochabamba, au fur et à mesure qu’Olañeta les abandonnait, se livraient à l’armée de Sucre. Le gouverneur de Santa Cruz, Aguilera, se rendit aux troupes patriotes à Valle Grande.
Une fois connue à Buenos Aires la nouvelle d’Ayacucho, le ministre Manuel José García chargea le gouverneur Arenales d’établir des conventions avec les chefs royalistes du Haut-Pérou, ainsi que d’avancer avec ses troupes vers cette région. Le 12 mars, le gouverneur Arenales demanda des instructions au Congrès national et sollicita l’autorisation de créer une armée de 3292 hommes et, implicitement, de l’argent pour la financer.
Lorsque Olañeta eut cédé Potosí, le lieutenant-colonel Carlos Medinaceli passa dans l’autre camp et, le 1er avril, attaqua Olañeta dans la bataille de Tumusla, entre Cinti et Cotagaita, où le dernier général royaliste perdit la vie,.
Après qu’il eut appris la mort d’Olañeta, Arenales envoya de Humahuaca, en renfort de Medinaceli, Pérez de Urdininea, mais celui-ci se nomma lui-même commandant en chef de l’armée de Libération de Chichas, se soustrayant à l’autorité d’Arenales. Le 7 avril, le colonel Valdez se rendit à Urdininea, en demandant que sa reddition tombât sous la capitulation d’Ayacucho.
La guerre d’indépendance dans le Haut-Pérou était du coup terminée.

### Ultimes réduits royalistes
Le Mexique avait déclaré son indépendance en septembre 1821, mais l’armée royaliste de Nouvelle-Espagne, retranchée dans le fort de San Juan de Ulúa, à Veracruz, s’obstina à résister jusqu’en novembre 1825, en relation avec des tentatives espagnoles de reconquête du Mexique, auxquelles fut mis fin cependant par la bataille de Pueblo Viejo (ou de Tampico) en septembre 1829.
Les troupes du libertador Simón Bolívar s’emparèrent de Lima avec l’aide des renforts venus de la Grande Colombie. Encore bien après la capitulation d’Ayacucho, la garnison du fort de Callao, commandée par le colonel Rodil, à la tête d’un effectif de 2500 soldats royalistes, comprenant les régiments de vétérans du Chili et les rebelles de Callao de l’ancienne armée des Andes, et incluant quelque 8000 civils, résista et soutint le siège de Callao jusqu’à sa capitulation le 23 janvier 1826, alors que la moitié de la garnision avait péri de faim et des suites d’une épidémie,.
À la suite de la défaite et de la mort de Pedro Antonio Olañeta en avril 1825, les forces grand-colombiennes se rendirent maîtres de la Bolivie. Cependant, en janvier 1828 encore, le ci-devant colonel royaliste Francisco Javier Aguilera, qui avait été gouverneur de l’intendance de Santa Cruz de la Sierra, se rebella contre les autorités patriotes de Bolivie, mais fut lui aussi vaincu, puis exécuté.
Une autre place royaliste qui résista longuement fut l’île de Chiloé, que ses habitants, dirigés par Antonio de Quintanilla, défendaient avec ténacité. Celui-ci avait auparavant réussi à repousser une offensive chilienne lors de la bataille de Mocopulli en 1824. Une nouvelle campagne militaire menée contre l’île, que le président Ramón Freire tint à diriger personnellement, déboucha en janvier 1826 sur la signature du traité de Tantauco.
À l’intérieur de l’actuel territoire argentin, les derniers défenseurs de la cause royaliste furent les frères Pincheira, qui, pour le compte d’une guérilla royaliste chilienne, firent alliance avec les indigènes pehuenches, et se livrèrent, à la tête d’une troupe de 500 à 1 000 hommes, à des razzias sur le territoire de ce pays. Après la mort de deux des Pincheira en 1823, leurs frères restants s'établirent dans l’actuelle province du Neuquén, où leurs bandes lançaient contre divers endroits de la pampa des attaques surprise de type malón, avant d’être définitivement détruites par une troupe chilienne lors de la bataille de las Lagunas de Epulafquen, en 1832.

## Conséquences
La Guerre d’indépendance permit aux Provinces unies du Río de la Plata d’atteindre leur objectif principal, savoir : affranchir l’ancienne Vice-royauté du Río de la Plata de la métropole espagnole. Le premier État à reconnaître l’indépendance des Provinces unies fut la Grande-Bretagne, par la voie d’un traité signé le 2 février 1825,,.
En 1826, les Provinces unies changèrent leur nom en leur actuelle dénomination de République argentine, officialisée dans la constitution adoptée cette même année.
L’Espagne reconnaîtra l’indépendance de l’Argentine une première fois par le traité du 29 avril 1857, qui cependant fut rejeté, puis par le traité définitif du 21 septembre 1863.
Toutefois, ce n’est pas pour un seul pays unifié que fut acquise cette indépendance, mais pour au moins quatre États distincts : en effet, seule une bonne moitié de la partie du territoire rioplatense qui à cette époque se trouvait occupée par des populations d’origine européenne appartient aujourd’hui à la République argentine, attendu que l’ancienne vice-royauté comprenait aussi le territoire des actuels États du Paraguay, de la Bolivie et de l’Uruguay,. Par ailleurs, les Misiones Orientales et quelques autres territoires voisins finirent par être annexées définitivement au Brésil, conséquence de la dispersion des forces rioplatenses lors de la guerre d’indépendance et des dissensions internes.
Cet état de fait s’explique par le déroulement du processus politique et militaire de l’indépendance : les autorités coloniales dans les trois territoires susmentionnés refusèrent d’emblée leur adhésion à la révolution de Mai, et, par les défaites à répétition qu’ils surent infliger aux armées argentines, virent pendant longtemps couronnée de succès leur insubordination au nouveau pouvoir.
Les échecs réitérés des armées des Provinces unies à imposer leur domination dans le Haut-Pérou portèrent cette région à se construire une identité géographique et sociale propre, qui n’eut ensuite qu’à éclore sous forme d’indépendance ― celle de la Bolivie ― dès après l’arrivée de l’armée de libération venue de la Grande-Colombie,.
Le refus des autorités vice-royales paraguayennes, puis des premiers gouvernements paraguayens indépendants, d’appartenir aux Provinces unies fut maintenu fermement tout au long des décennies suivantes, et soutenu par la population, jusqu’à ce que l’indépendance du Paraguay fût définitivement reconnue par le gouvernement argentin dans la décennie 1850,.
Enfin, le refus des autorités royalistes de Montevideo de se ranger auprès des gouvernements indépendants, le refus subséquent des fédéralistes d’Artigas à se soumettre à un gouvernement centralisé siégeant à Buenos Aires, et l’invasion brésilienne, eurent de même pour effet de faire émerger la Bande orientale comme territoire ayant son identité propre, lequel finira par obtenir l’indépendance en tant que république orientale de l’Uruguay, faute qu’un vainqueur incontestable ne fût sorti de la guerre du Brésil, laquelle peut à cet égard être considérée comme un prolongement de la guerre d’indépendance de l’Argentine.